# Географія Новгородської області
Географія Новгородської області — опис природи одного з суб'єктів Російської Федерації, що розташований на північному заході європейської частини країни. Територія області лежить у помірних широтах, в лісовій зоні, на північному заході Східноєвропейської рівнини, у межах Приільменської низовини і Валдайської височини[⇨]. Площа території — 54 501 км², вдвічі більша за площу Запорізької області України, шоста за розмірами у своєму федеральному окрузі. Межує із Псковською, Тверською, Вологодською та Ленінградською областями Росії[⇨].

## Географічне положення
Область розташована на північному-заході Європейської частини Росії, Східноєвропейській рівнині. Площа — 54 501 км². Вона приблизно дорівнює площі Харківської та Луганської областей України взятих разом, більша ніж площа таких євпропейських держав, як Бельгія, Естонія, Швейцарія. Це шоста за розмірами область Північно-Західного федерального округу. Територія області простягається з півночі на південь на 250 км (від 59°20' до 56°55' паралелі пн. ш.), із заходу на схід — 385 км (від 29°40' до 36°10' меридіану сх. ш.). Область на півночі межує з Ленінградською, на заході — Псковською, на північному сході — Вологодською та на півдні — Тверською областю Росії.

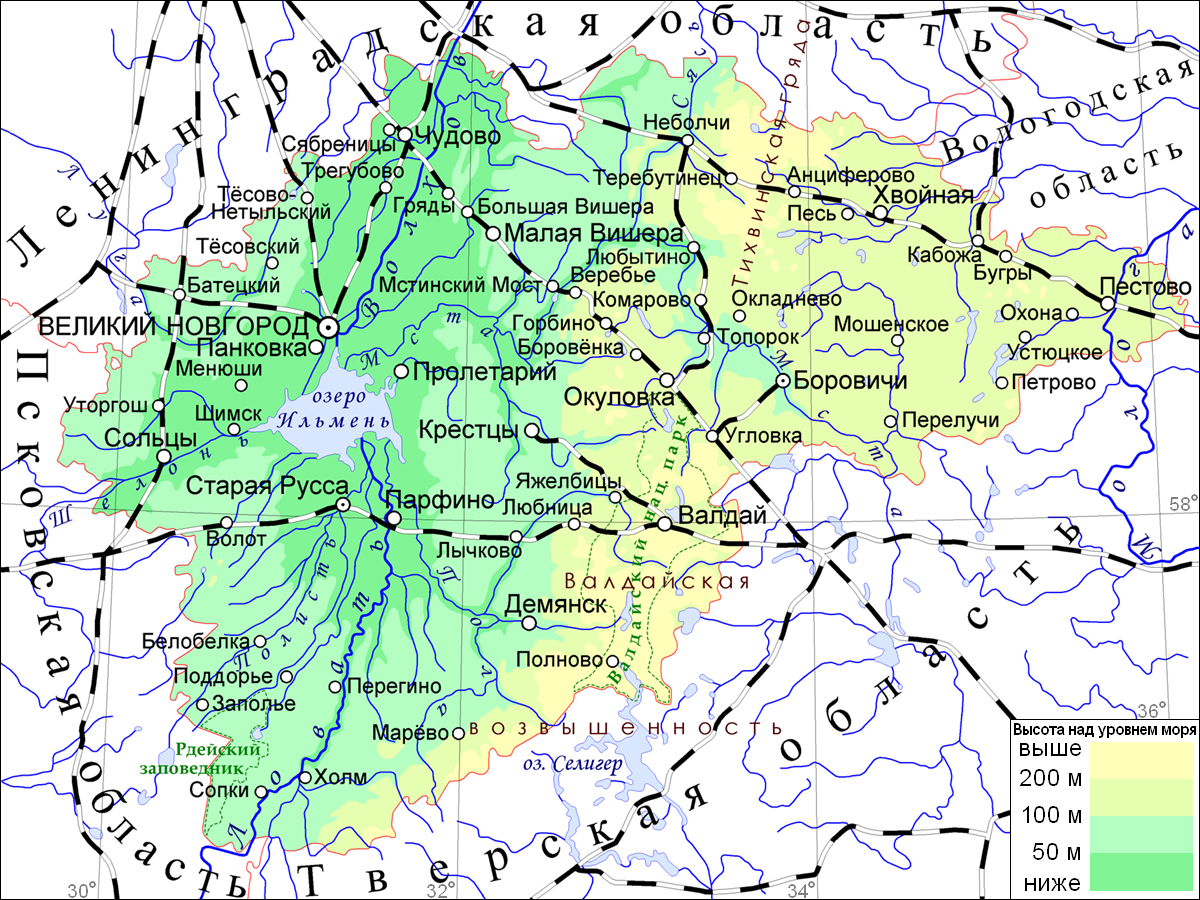
Карта Новгородської області (рос.)
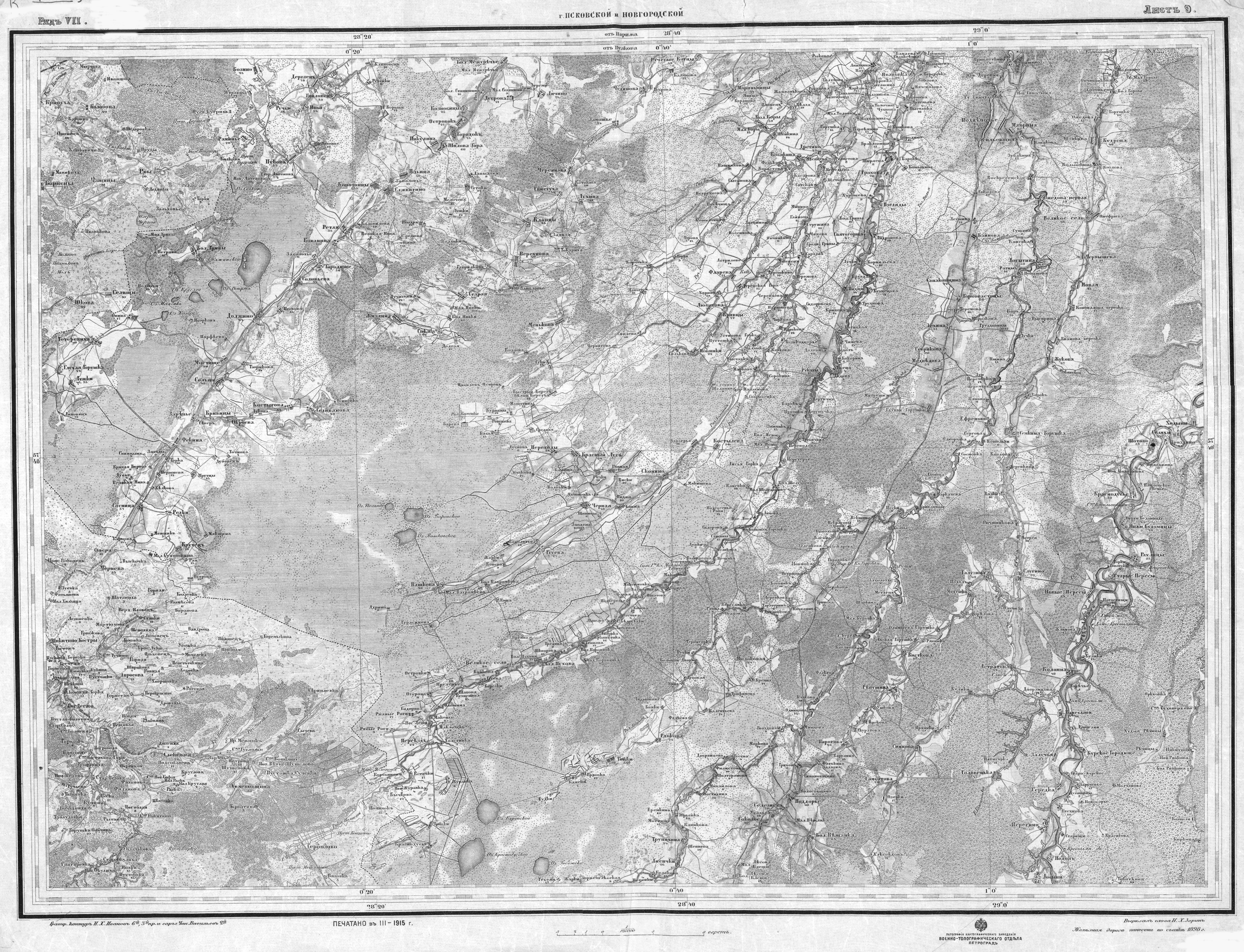
Карта місцевості на південь від озера Ільмень, 1915 рік (рос.)

### Крайні пункти
Крайні пункти Новгородської області лежать поблизу таких географічних об|єктів:
- північна точка — між річкою Волхов і Киришським озером (59°26′03″ пн. ш. 31°58′58″ сх. д. / 59.43417° пн. ш. 31.98278° сх. д.) за 2 км на південний захід від Киришів Ленінградської області та за 6 км на північ від Вельї (рос. Велья) Чудовського району Новгородської;
  - або ж на Пожупинському болоті за 50 м на південь від залізничного зупинного пункту 59 км залізничної гілки «Тихвін — Будогощ» Ленінградської області, та за 12 км на північ від Красниць (Красницы), Любитинського району (59°25′32″ пн. ш. 33°00′50″ сх. д. / 59.42556° пн. ш. 33.01389° сх. д.);
- південна точка — у лісі за 7 км на південний схід від села Мале Єльно (Малое Ельно) Холмського району (56°54′38″ пн. ш. 31°23′38″ сх. д. / 56.91056° пн. ш. 31.39389° сх. д.);
  - найпівденніший населений пункт — село Самохвалово (Самохвалово) (56°57′48″ пн. ш. 31°16′53″ сх. д. / 56.96333° пн. ш. 31.28139° сх. д.), трохи західніше Малого Єльна;
- західна точка — у лісі за 4 км на захід від села Звад (Звад) Шимського району (58°15′08.0″ пн. ш. 29°37′10″ сх. д. / 58.252222° пн. ш. 29.61944° сх. д.), поблизу траси «Великий Новгород — Псков» через Феофілову Пустинь;
- східна точка — у лісі за 1 км на схід від села Малишево (Малышево) Пестовського району (58°36′00″ пн. ш. 36°13′37″ сх. д. / 58.60000° пн. ш. 36.22694° сх. д.).

Географічний центр області лежить у Федосовичах (Федосовичи) (58°10′21″ пн. ш. 32°55′24″ сх. д. / 58.17250° пн. ш. 32.92333° сх. д.) Крестецького району; барицентр — поблизу села Дорожно (Дорожно) (58°24′9″ пн. ш. 31°43′13″ сх. д. / 58.40250° пн. ш. 31.72028° сх. д.) Новгородського району.

### Час
Новгородська область лежить у першому часовому поясі Росії — Московський час (MSK). Єдиний час зі столичним, +1 година до київського. Всесвітній координований час на території області відповідає UTC+2, тобто на 2 години випереджає час у Лондоні й приблизно дорівнює всесвітньому часу в Мурманську (Росія), Києві, на Кіпрі, Єгипті, Преторії (ПАР).

## Геологія
Новгородська область лежить майже в центрі Східноєвропейської кристалічної платформи, де потужність земної кори коливається від 42 до 45 км. Кристалічний фундамент сформувався в архейську епоху. У протерозої відбувались вулканічні вивереження туфітів, діабазитів та інших вулканічних порід уздовж Крестцовського розлому. На початку палеозойської ери відбулась трансгресія моря. У ці часи сформувались потужні поклади вапняків, мергелів, пісковиків. Поступово море відступило, відбулась регресія. У кам'яновугільному періоді формувались поклади бурого вугілля, які були перекриті вапняковими шарами, що утворились під час періодів затоплення морськими водами. Наприкінці палеозою під дією ендогенних сил відбувся підйом поверхні, спочатку західної частини, пізніше східної. Так на місці сучасної Приільменської низовини сформувалась височина, а на місці Валдайської височини — низовина. Поступово західна частина була еродована і вирівняна екзогенними силами. На початку кайнозойської ери відбувся підйом східної частини території області у вигляді плато з Валдайським уступом, що нависав піщано-глинистими породами і мергелями над Приільменською низовиною на 100—200 м. У цей час сформувались долини древніх річок, що прорізали плато і які в наш час частково займають сучасні річки Мста, Полометь, Холова. Наприкінці кайнозою настав льодовиковий період, територія області неодноразово опинялась під потужним шаром льоду. На формування рельєфу території області найбільший вплив мало останнє заледеніння — Валдайське. Після того як 8 тис. років тому льодовик відступив, він залишив по собі товстий шар льодовиково-моренних відкладів глин, суглинків, супісків і пісків з великою кількістю каміння, щебеню і ератичних валунів. Після відступання льодовика на заході області сформувалось величезне прильодовикове озеро, яке з часом розпалося на два — Ільмень і Грузинське (води останнього пізніше спустила до Ладозького озера ріка Волхов). Четвертинні відклади представлені озерними, льодовиковими та флювіогляціальними відкладами плейстоценового віку.

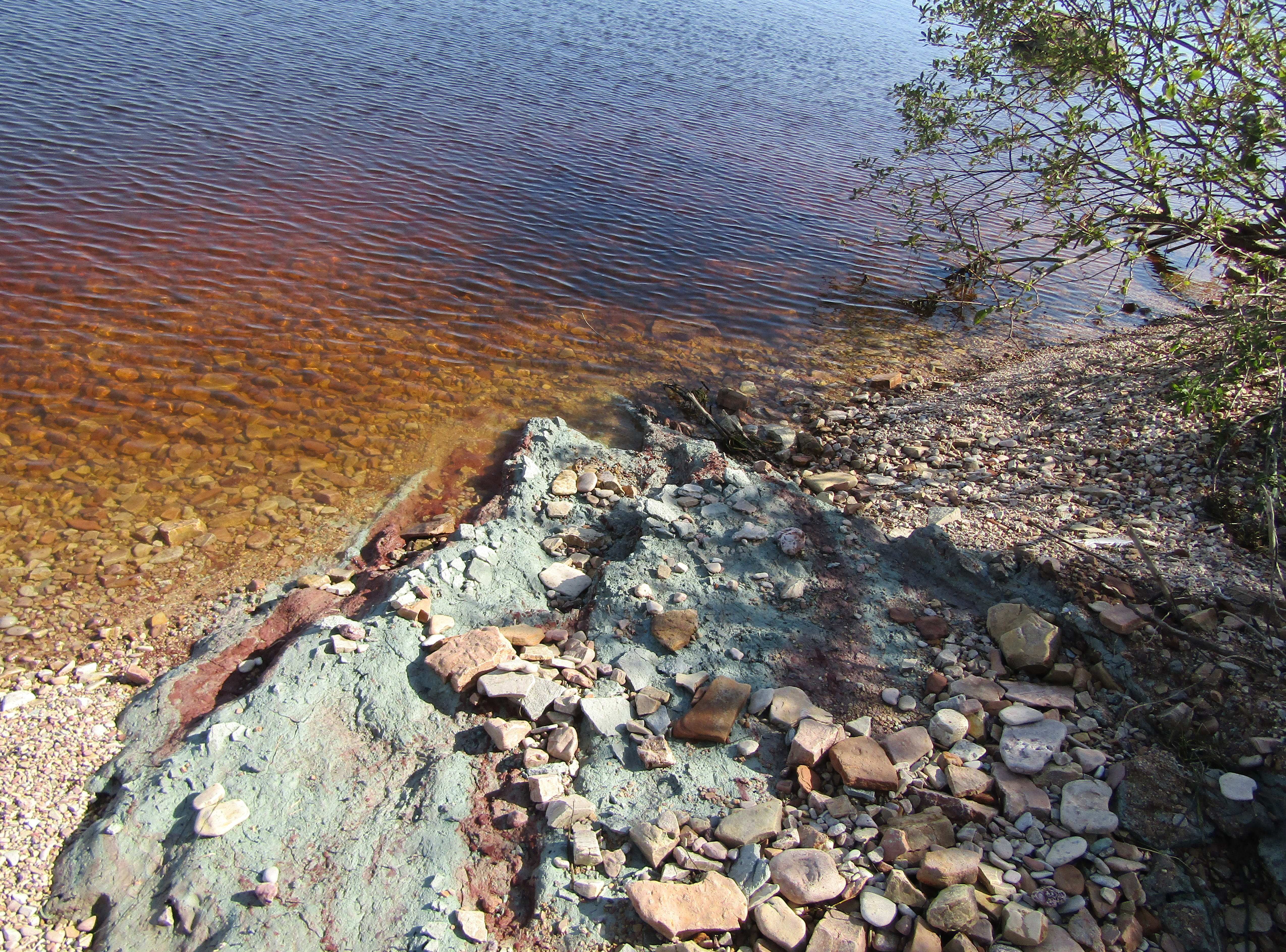
Виходи блакитних глин на озері Ільмень
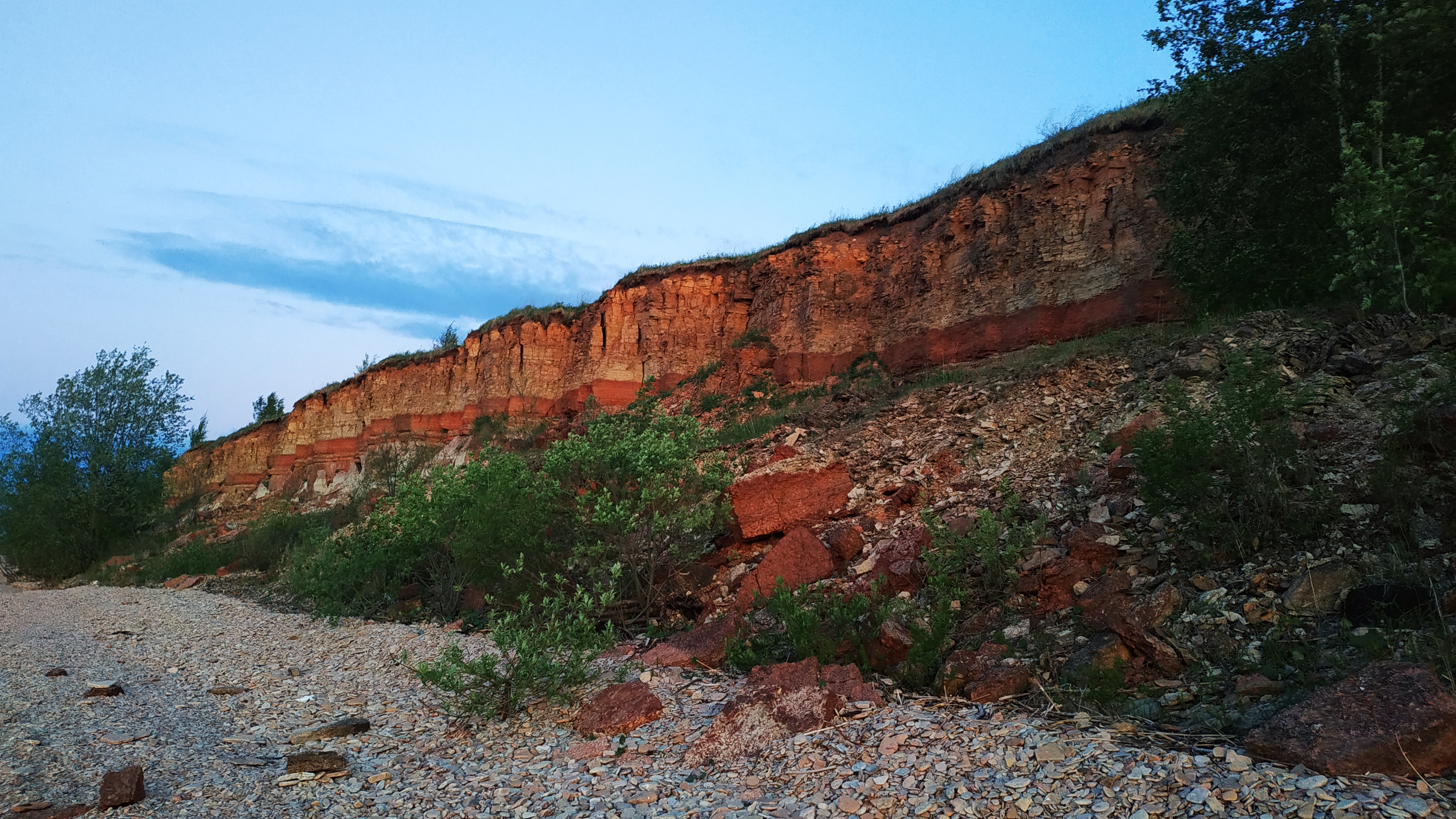
Відслонення Ільменського глинту

Коливання аномалій магнітного поля на території регіону до -5 мЕ; в районі Валдайського авлакогену — до 10 мЕ. Інтенсивність аномалій сили тяжіння зменшується з південного заходу на північний схід від -10 до +15 мГал. Територія області відноситься до територій еволюційного накопичення тепла під чохлом відкладів зі зменшеною теплопровідністю, тепловий потік у середньому 50 мВат/см². Потенціал використання геотермальної енергії досить низький.
Геохімічні характеристики структурно-речовинних (геодинамічних) комплексів різних типів тектонічних структур області. Південний захід — літофільно-сідерофільно-халькофільний тип молібден-ванадій-вісмутова асоціація; північний захід — сідерофільно-літофільно-сідерофільно-халькофільний тип марганець-барій-поліметалічна асоціація; північний схід — літофільно-халькофільний тип рідкісноземельно-мателоїдна асоціація; крайній південний схід — халькофільно-літофільний тип золото-уран-металоїдна асоціація.
На території області дві геологічні пам'ятки, що можуть мати загальнодержавне значення: фаціально-палеогеографічна — Ільменський глинт, геоморфологічна — льодовикові форми рельєфу Валдайської височини у межах Валдайського заповідника.

### Тектоніка
Кристалічний фундамент Східноєвропейської платформи (граніти, гнейси, сланці) залягає достатньо глибоко (800—2000 м), він перекритий потужним осадовим чохлом континентальних відкладів, з виходом на поверхню девонського (на заході) і кам'яновугільного періодів (на сході). Підніжжя Валдайської височини, що протяглося з південного заходу на північний схід, співпадає з тектонічним Крестцовським розломом (Валдайським авлакогеном, похованою рифтовою зоною із базальтовим вулканізмом), який окреслює тектонічну межу між Балтійським кристалічним щитом і Московською синеклізою. Північно-західні терени області відносяться до Прибалтійсько-Ладозької моноклізи; південно-східні — Пестовського і Нелідово-Торжковського виступів кристалічного фундаменту. Важливий вплив на формування рельєфу території області здійснило останнє (Валдайське) заледеніння; відступаючий льодовик залишив по собі потужний шар льодовиково-моренних відкладів, ератичні валуни різного розміру, озерні ложа льодовикових озер. На південь від озера Ільмень окремі неотектонічні розривні порушення — скиди і підкиди, що простягаються з південного заходу на північний схід. Загалом територія області зазнає незначного опускання, найбільше на північ від озера Ільмень (до 4 мм на рік, точність повторного нівелювання — ±1,5 мм); лише на південь від озера Ільмень в зоні скидів і підкидів відбувається незначне підняття поверхні (до 2 мм на рік).

### Сейсмічність
Територія Новгородської області, як центральна частина Східноєвропейської платформи, вирізняється мінімальною сейсмічністю. Прогнозна вирогідність збільшення якої в найближче століття не перевищує 1 %. Окремі землетруси відзначені в середньовічних руських літописах: 5 лютого 1107 року (можливо лише переповідання Київського землетрусу) та 1230 року (згадка в Ніконівському літописі).

### Корисні копалини
На території області поширені нерудні корисні копалини, особливо багато будівельних матеріалів; проте жодного великого родовища загальнодержавного значення. Найціннішою енергетичною сировиною регіону є торф, який розроблявся на 641 ділянці. Найбільші його поклади поблизу селища Тьосово (до 3 м) на північному заході області, Тухун, що поряд із Боровичами. Торф використовували як паливо та органічне добриво в сільському господарстві, тепер здебільшого в садівництві та землеробстві закритого ґрунту, як ізоляційний матеріал та хімічна сировина. Найціннішими з нерудних копалин є пластичні вогнетривкі глини з яких легко виготовити різноманітні вогнетриви, здатні витримувати температури до 1750 °C. Вогнетриви мають значний попит в металургії та хімпромі. Значні поклади в Боровицькому та Любитинському районах, де їхні пласти перемежовують тонкі пласти бурого вугілля (Підмосковний вугленосний басейн), видобування якого не має промислового значення. У регіоні поширені поклади будівельної глини, піску (включно з кварцовими), бокситів, вапняків (12 м чисті пласти в Угловці) та інші будівельні матеріали. Область багата на мінеральні (7 родовищ, переважно Солецький і Старорусський райони) і радонові джерела, лікувальні грязі (широко відомий з XIX століття курорт «Стара Русса»), сапропелі (34 родовища, більше 200 перспективних ділянок загальною площею 20 тис. га). За ступенем освоєння питних підземних мінеральних вод, область є лідером у Північно-Західному регіоні. У районі Любитіно та Валдая розроблялись поклади мінерального барвника — вохри.
З 2000-х років активно йде процес виявлення нових родовищ, планується геологічне вивчення ділянок надр з метою розвідки на нафту (в південній частині області — Московська перспективна нафтоносна область), алмази (в центральній частині) та марганцеві руди. Станом на 1 січня 2019 року в області розвідано і поставлено на державний баланс 196 родовищ твердих корисних копалин. З яких розробляються поклади будівельного піску й валунно-гравійно-піщана сировина (166 кар'єрів), вогнетривкі глини (3), цегляної і керамічної глини (3), скляної сировини (2), будівельного каміння (4), вапняку, включно з облицювальним (3), торфу (9 з 639 розвіданих), сапропелю (3), лікувальних грязей (1). Промислові родовища горючих сланців, бокситів, бурого вугілля, вогнетривких глин та мінеральних барвників не експлуатуються з економічних причин.

## Рельєф
Більша частина території області — рівнина, місцями заболочена. За геоморфологічним районуванням відноситься до Східноєвропейської країни; північно-західна частина — до Східнобалтійського району низовинних озерно-льодовикових рівнин Прибалтійської області низовинних рівнин з чохлом водно-льодовикових відкладів Балтійської провінції денудаційних і акумулятивних рівнин; південно-східна — до Валдайської області ерозійно-моноклинальних горбисто-пасмових рівнин з малопотужним шаром льодовикових відкладів Смоленсько-Валдайської провінції моноклинальних і ярусно-денудаційних рівнини. На заході Балтійській провінції відповідає сильно заболочена Приільменська низовина, що морфоструктурно корелює з відносно молодим зануренням акумулятивної рівнини; на сході, Смоленсько-Валдайській — північні відроги горбисто-моренної Валдайської височині (висота до 296 м, гора Рижоха поблизу озера Вельйо, на південь від Валдая), що корелює з областю новіших піднять гетерогенної височини, яку Мстинська улоговина ділить у межах області на дві частини — горбисто-моренна Тихвинська гряда (до 280 м) на півночі та Валдайська гряда на півдні. Максимальна висота над рівнем моря — 296 м; мінімальна висота — 18 м; середні висоти від 50 до 200 м. На сході низовина підвищується і замикається Валдайським уступом, за яким розташована однойменна височина.
Важливий вплив на формування рельєфу території області в історичному минулому здійснило останнє заледеніння (Валдайське). Найкраще льодовиково-моренний рельєф зберігся на сході, де численні пагорби (ками) з відносною висотою до 50 м (в середньому 10-30 м), довгі піщано-гравійні гряди «хребти» (ози), піщані хвилясті наноси, вкриті сосновими борами (зандри); на заході — пласкі ділянки валунних суглинків. Ендогенні процеси поступово (зі швидкістю 2 мм на рік) понижають західну частину області. Сучасні екзогенні рельєфотворні чинники представлені еродуючою діяльністю річок, що сформували 1-2 річкові тераси в своїх долинах. Площинний змив і суффозія на схилах пагорбів поступово вирівнюють їх.
На Валдаї у вапнякових відкладах поширені карстові процеси, утворення різних западин, полостей під землею — печер, понорів на шляху річок, в які вони зникають. Літологічно карст на території області відноситься до покритого, з перешаруванням порід схильними до карстування та стійкими до нього, вапняково-теригенного типу. У спелеологічному відношенні територія області входить до складу Центральноросійського спелеологічного району, із закладенням печер в карбонатних породах. Єдиною розвіданою печерою є Поноретка (1,4 км), що слугує підземним річищем для однойменної річки в місці її впадіння до Мсти.

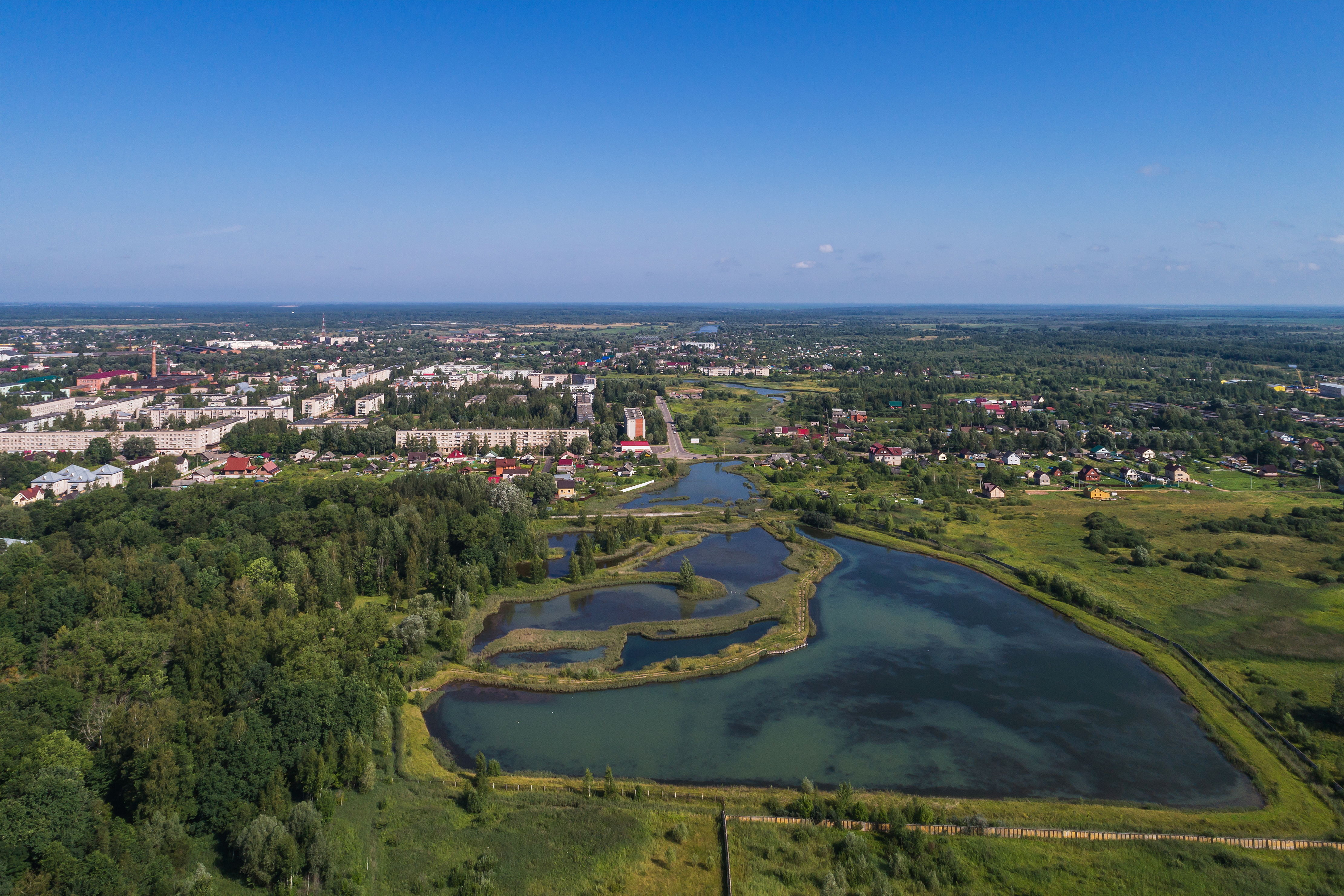
Рельєф Приільменської низовини
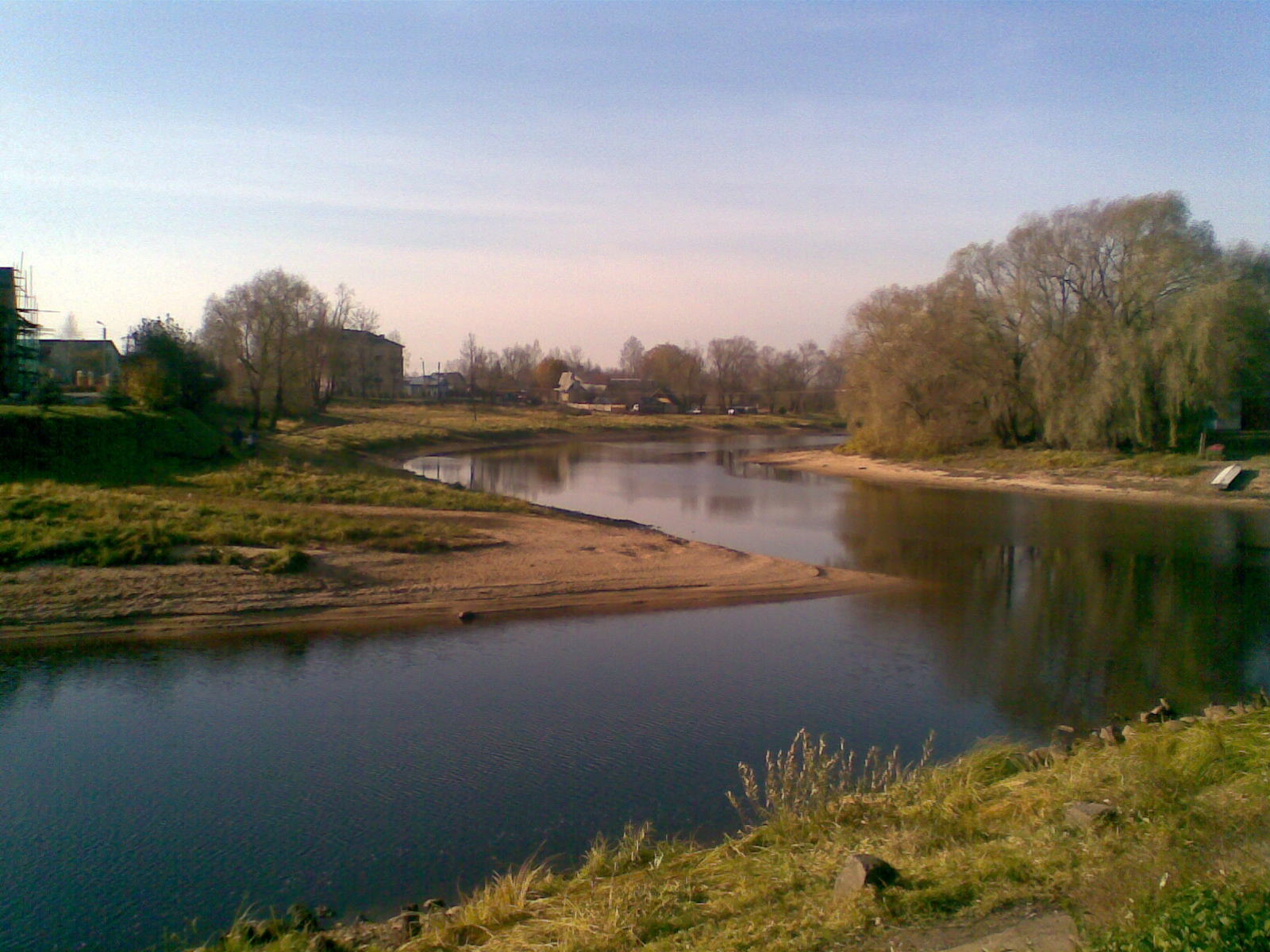
Приільменська низовина, річка Полість
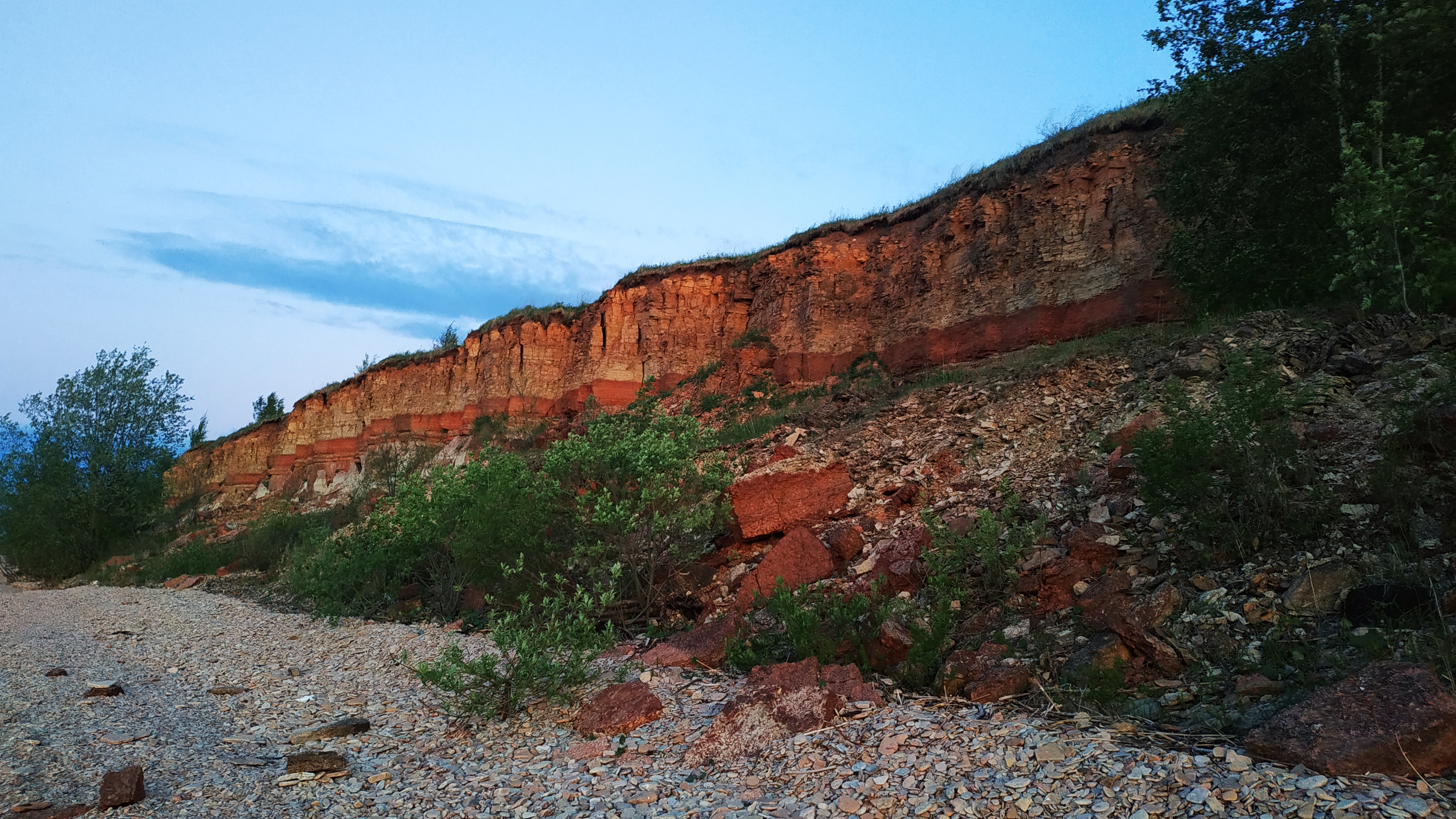
Ільменський глинт
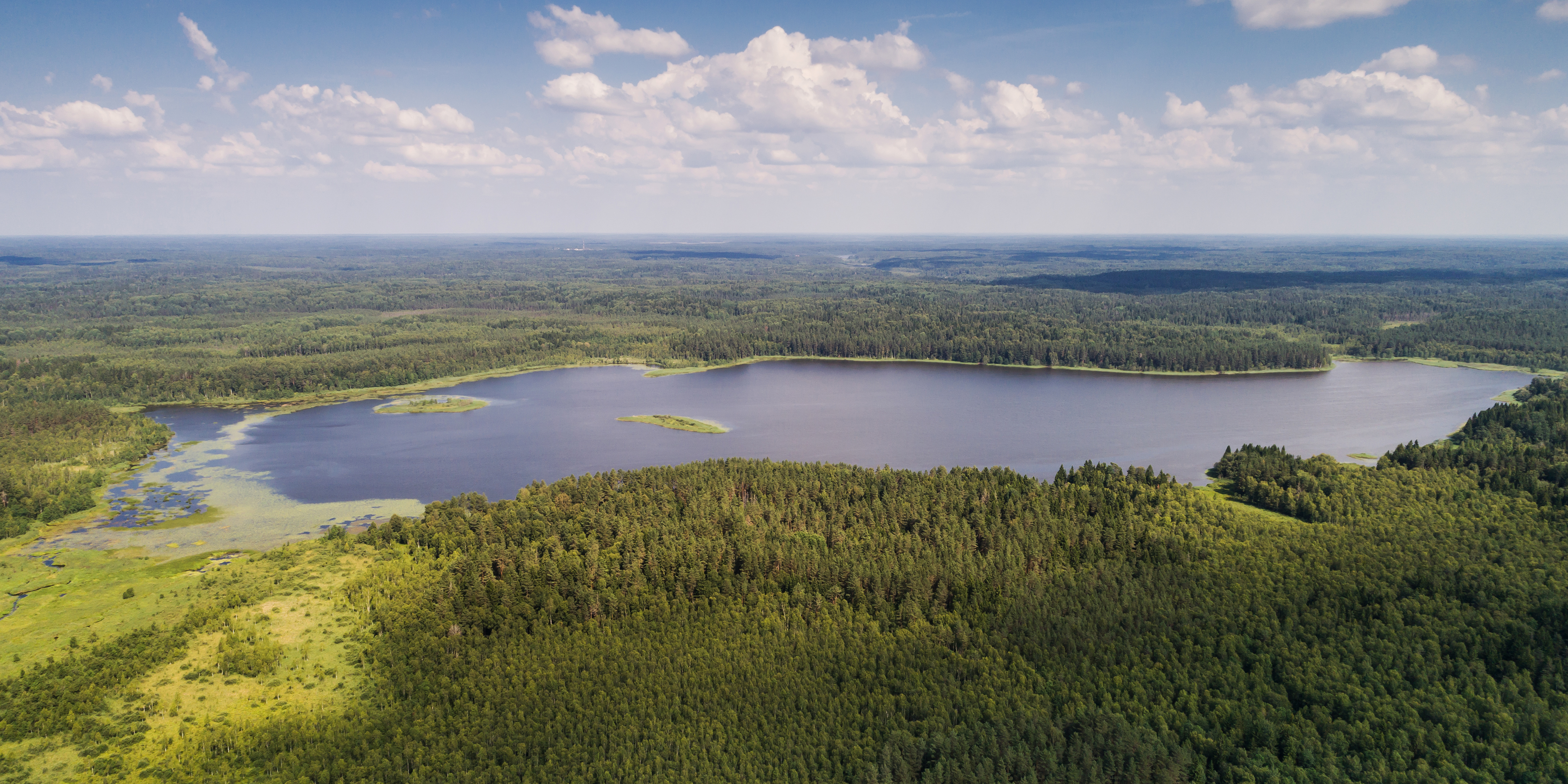
Рельєф Валдайської височини, Оковський ліс і озеро Сітно
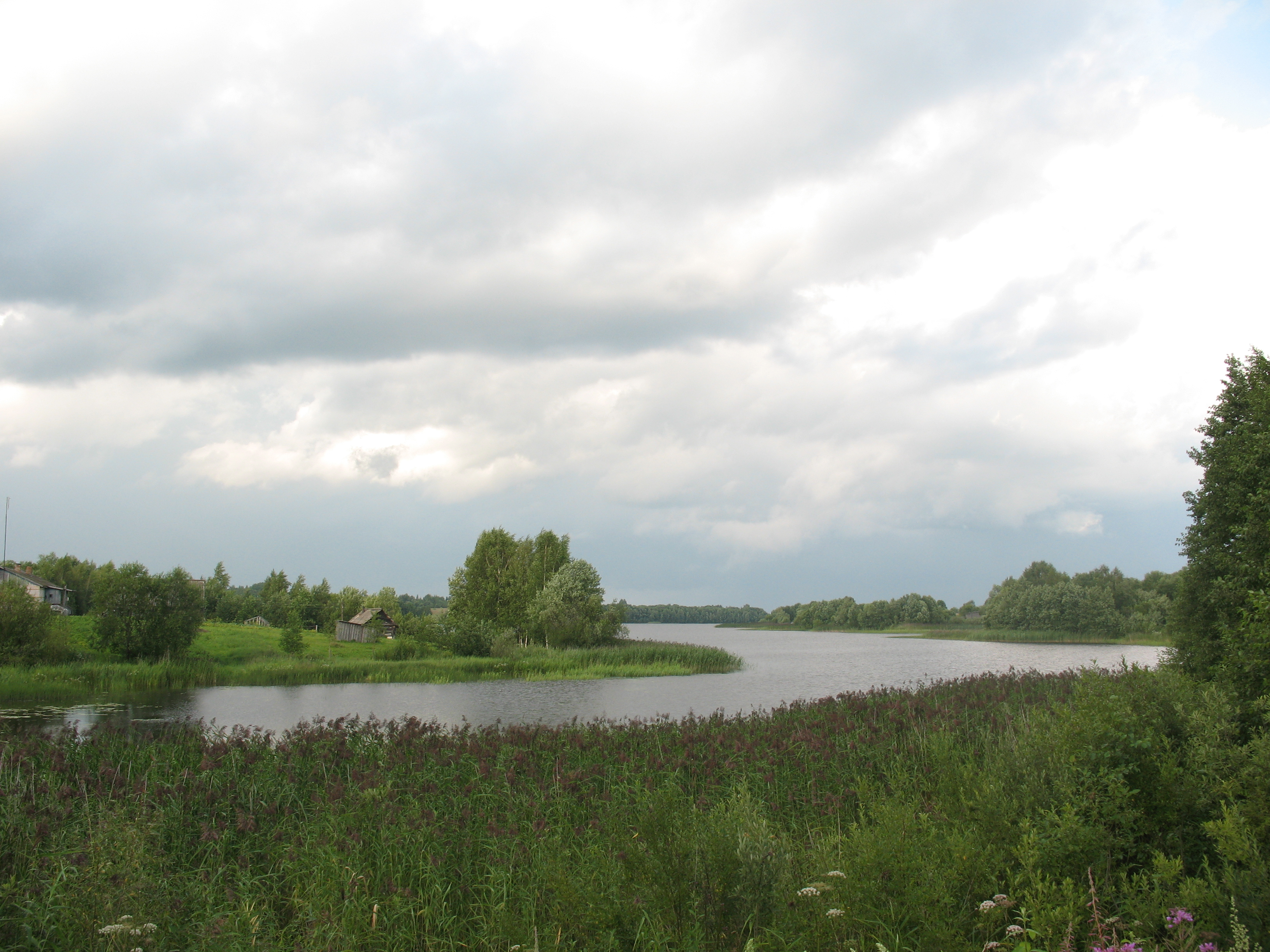
Ландшафти східної частини області

Приільменська низовина дуже рівнинна (перепад висот 18-50 м) з пониженням у центральній частині, яке займає улоговина озера Ільмень — найбільша водойма області, до якої вона знижується широкими утупами. Низовину дренують численні рівнинні річки, проте вона залишається достатньо заболоченою. Долини річок неглибокі, озерні береги невисокі, це призводить до значних затоплень під час весняної повіні. Лише південний берег озера Ільмень має відносні висоти до 16 м — Ільменський глинт.
На схід рельєф стає більш горбистим і рядом терас (місцями до 100 м) Валдайського уступу він переходить у Валдайську височину з її мальовничими ландшафтами крутосхилих лісистих пагорбів, посеред боліт вузьких і довгих гряд озів, вигинів річок, місцями порожистих. На Валдаї найвищі точки області — Рижоха і Орєховка (288 м). Височина слугує головним вододілом на Східноєвропейській рівнині басейнів Атлантичного океану (Балтійське море) і області внутрішнього стоку Волги до Каспійського моря. Тут найбільша густота яружної мережі на території області — місцями до 10 км/100 км², щільність — до 20 одиниць/100 км²; модуль виносу ґрунту — 1,0-10,0 м3/рік • км².
На сході області, в районі Пестово незначну частину займає полого-хвиляста зандрова Молозька низина (100—150 м) із загальним похилом на схід, частина більшої Молозько-Шекснинської низовини.
Серед сучасних екзогенних рельєфоутврюючих процесів на території області варто відзначити площинний змив у поєднанні з водною ерозією та місцями активним утворенням ярів, біогенно-хемогенні елювіальні та інфільтраційні карстові.
Рельєф має значний вплив на господарську діяльність. Слабочленована заболочена західна частина Новгородської області потребує меліорації й покращення дренування. Кам'янисто-валунний ґрунт сільськогосподарських угідь Валдайської височини потребує розчистки, круті схили уражені ерозією дощових і талих вод, що потрібно враховувати під час закладення напрямків оранки.

## Клімат
Новгородська область лежить в атлантико-континентальній області поясу помірного клімату з чутливим циклональним впливом Атлантики (100—400 км від узбережжя Балтійського моря), тобто йому властиві риси як морського, так і континентального клімату. Кліматичні умови характеризуються помірною кількістю тепла, помірним зволоженням з незначним надлишком вологи (перевищення річної суми опадів над випаровуваністю — 200 мм), сезонними ритмами: прохолодною затяжною весною, не спекотним коротким літом, тривалою теплою осінню, м'якою зимою з регулярними відлигами. Річний радіаційний баланс — 32 ккал/см², ~1300 МДж/м² • рік, -35 за січень, 340 за липень. Сумарна сонячна радіація — 3375 МДж/м² • рік, 40 за січень, 580 за липень; пряма сонячна радіація — 1900 МДж/м² • рік, 10 за січень, 300 за липень. Тривалість сонячного сяйва — 1600—1800 годин на рік, найбільше в червні, найменше у грудні.
В агрокліматичному відношенні сума середніх добових температур вище +10 °C (активна температура) 1800—2000° на південному заході, 1600—1700° на північному сході. Тому південно-західна частина регіону привабливіша для вирощування городини. Територія області лежить в смузі перезволоження, гідротермічний коефіцієнт Селянинова для вегетаційного періоду більший за 1,5.
За радянських часів було створено дюжину метеорологічних станцій та 20 спостережних пунктів у Новгороді, Старій Руссі, Холмі, Волхові, Хвойній, Боровичах, Окуловці, Охонах, Валдаї та деінде. На початку XXI століття метеостанції працювали у Великому Новгороді та у Валдаї, метеоспостереження ведеться також на аеродромах у Сольцях та Боровичах.

### Циркуляція повітря
Головна риса місцевої погоди — мінливість, що визначається характером циркуляції повітряних мас, вологих морських, що вільно надходять із західними вітрами, і сухих полярних, що їх так само вільно приносять арктичні антициклони з півночі. Чергування циклонів і антициклонів, морських і континентальних повітряних мас постійно створює нестійку погоду, часту зміну похолодань і потеплінь, сухої погоди і рясних затяжних опадів. Взимку превалюють південно-західні та південні вітри, влітку — західні та північні. Середні значення атмосферного тиску у січні 1014 ГПа, у липні 1012 ГПа. Середня річна швидкість вітру 3-4 м/с. Середня хмарність за рік трохи вище 7 балів, у нижньому ярусі — 5 балів.

### Температури
Середня річна температура повітря змінюється з південного заходу на північний схід від 4,9 до 2,4 °C. Середня температура найхолоднішого місяця (січня) -8..-10,5 °C, найтеплішого місяця (липня) +16..+18 °C. Влітку найтепліше на південному узбережжі Ільменя, найхолодніше на півночі на Тихвінській гряді; найтепліше взимку на заході, найхолодніше — в Боровичах (абсолютній рекорд -54 °C). Річна амплітуда температури повітря — 25..27 °C. Безморозний період триває 110—130 діб на півночі та 130—135 діб на півдні. Приморозки можливі будь-коли, навіть найтеплішого липня. Узимку до 5 діб із сильними морозами (нижче за -30 °C), улітку спекотних днів (із середньою температурою вище за 30 °C) не більше 5-7. Річні максимуми температури підстильної поверхні у середньому +45 °C, мінімуми у середньому -35 °C. Згідно спостережень за 1990-ті роки відбулось збільшення середньої річної температури приземного повітря на 0,5°, для зимового сезону вона трохи більша за 1°, для літнього — 0,6°.

### Опади
Річна сума атмосферних опадів — 600—800 мм, вона більша за річну випаровуваність (до 400 мм), на Валдаї їх трохи більше ніж на Приільменні. У теплий сезон (з квітня по жовтень) опадів випадає в 2 рази більше за холодний. Кількість опадів влітку найбільша, проте днів з дощем більше восени (переважно мряка), найменше навесні. Середня норма опадів за січень — 30-40 мм, за липень — 75-100. Середня кількість днів із грозами поступово зменшується із заходу на схід, від 35 до 20. Середня відносна вологість повітря взимку — 85 %, влітку — 65-55 % (зменшується на північний схід). У середньому 50 діб на рік із туманами.
Сніговий покрив лежить 120—150 днів, його потужність наростає з південного заходу на північний схід від 25 до 50 см. Зміна відлиг і морозів призводить до появи насту. Середні запаси зимового снігу оцінюються в 75-100 мм шару води. За зимовий сезон у середньому 30 діб із заметіллю.

### Сезони
У Новгородські області, як і повсюдно на Східноєвропейській рівнині чітко простежується 4 пори року.
Найдовший сезон на Новгородщині — зима. Він триває 4-5 місяців, від кінця листопада/першої декади грудня по кінець березня/першу декаду квітня. За початок зими вважають появу стійкого снігового покриву. Грудень — найхмарніший місяць. Зимова погода м'яка, сильні морози нечасті, часті відлиги під час проходження циклонів. Січень — найхолодніший місяць. Погоду частіше встановлюють морозні арктичні антициклони, що надходять з північного-сходу. Лютий — місяць хуртовин, прозваний в народі «лютий — криві дороги.» У залежності від переважання анти-, чи циклональної погоди річки вкриваються кригою, або ні.
Навесні відбувається збільшення світлової частини доби, пробудження живої природи. Частішають відлиги. Початком сезону вважається перехід середньодобової температури через 0 °C. Перші граки з'являються до 20 березня, вже до кінця першої декади квітня сніговий покрив тане навіть на північному сході. Вже на середину травня температура повітря прогрівається до +10 °C, починають квітнути черемха, але можливі приморозки «черемошники», від яких страждають фруктові дерева.
Літо розпочинається в червні з відцвітання бузка і початком пилкування сосни. На полях підіймається яровина і квітне озимина, луки буяють квітнучим різнотрав'ям. Літня погода з ясним небом у першій половині та з частими дощами у другій. У липні, коли зацвітає липа й малина, проходять основні сінокоси. У серпні з'являється багато грибів, доспіває брусниця, на полях збирають врожай зернових, раніше льон, починає жовтіти листя липи й берези.
Осінь розпочинається листопадом на середину вересня, відльотом птахів на південь. На полях продовжується збирання врожаю картоплі. У другій половині вересня — першій декаді жовтня з антициклоном приходить покращення погоди, небо яснішає, а температури підвищуються — настає «бабине літо». Осінь в регіоні тривала. У листопаді відбувається швидке падіння температури до -1..-3 °C. Вже наприкінці місяця на Валдайській височині утворюється стійкий сніговий покрив.

## Внутрішні води
Майже вся територія Новгородської області лежить у межах Ільмень-Волховського басейну, західна — верхів'я річки Луги — Балтійське море; невелика північно-східна частина відноситься до басейну Мологи, притоки Волги — басейн Каспійського моря. Територія Новгородської області характеризується розвиненою гідрографічної мережею (0,3 км/км²), хоч густота її розподілена нерівномірно. Особливо густа річкова мережа на заході (Приільменська низовина з озером Ільмень та великими судноплавними річками — Волхов, Ловать, Пола, Полість, Шелонь, Нижня Мста, великими болотними масивами) та сході (Валдайська височина), де річкова мережа розвинена набагато слабкіше, а великі річки майже відсутні, проте велика кількість невеличких озер, серед яких і карстові. Руслові процеси типові для рівнинних річок з врізаними і прямолінійними морфодинамічними типами річищ, деформації з чергуванням вільного й обмеженого розвитку, замулювання і деградація річищ малих річок незначна. На південь від озера Ільмень та по Волхову сильнозмінені річища середніх річок в процесі промислового освоєння регіону. Рівень поверхневих вод коливається з чергуванням кількарічних вологих і сухих періодів (менша амплітуда), також сезонно (більша амплітуда). Коливання рівня спричинюють коливання площ неглибоких озер (наприклад, площа озера Ільмень коливається від 2230 км² до 660 км²). Загальні запаси водних річкових ресурсів — 0,21-0,38 км²/км². Головні джерела питної води в регіоні — озеро Ільмень і річка Волхов. Водозабір з яких відбувається, головним чином, на промислові і житлово-комунальні потреби.

### Річки
Загалом територією області протікає більше 1000 великих і малих річок. Густота річкової мережі нерівномірна, більша на заході в низовині, менша на сході на височині. Територія відноситься до перезволожених, випаровуваність — 375 мм на рік, при річній кількості опадів більше 600 мм. Більшість річок мають слабко вироблені долини і невелику швидкість течії. На Валдайській височині більш глибокі долини, бистрини, багато порогів. За характером живлення річки відносяться до східноєвропейського типу зі сніговим (менше 50 %), дощовим і ґрунтовим. Річковий режим зі стійкою літньо-осінньою та зимовою меженню з періодичними дощовими повідями. Навесні повінь підвищує рівень води до 3 м на малих річках, до 6 м — на великих. Весняні витрати води становлять 40-60 % річного стоку. Влітку рівень поступово знижується, можливі дощові повіді. Восени новий підйом рівня. Узимку стійка межень, бо живлення обмежується лише ґрунтовими водами. З грудня по березень річки вкриваються кригою, за теплих зим і ранніх весен річки можуть скресати і в лютому, і зовсім не мати стійкого льодового покриву. Загалом річки північно-східної частини на 1 декаду довше вкриті кригою, ніж південно-західної. У зимово-весняний період на річках можливі заторно-зажорні явища з підйомом води до 5 і більше метрів.
Поверхнева складова річкового стоку — 150—200 мм на рік, підземного — 50-100 мм на рік; каламутність (твердий стік) не перевищує 50 г/м³ (найбільші значення на Валдайській височині), за найбільших витрат — <50 мг/л, за найменших — 100—200 мг/л. За мінеральним складом вода річок області відноситься до гідрокарбонатного класу, вміст йонів менше 200 мг/л, йонний стік — 20-40 тонн/рік • км², модуль стоку органічних речовин — 1-2 тонни/рік • км². У липні середньомісячна температура води в річках підіймається до +19 °C. У басейні Мсти карстові річки з понорами (Понеретка).

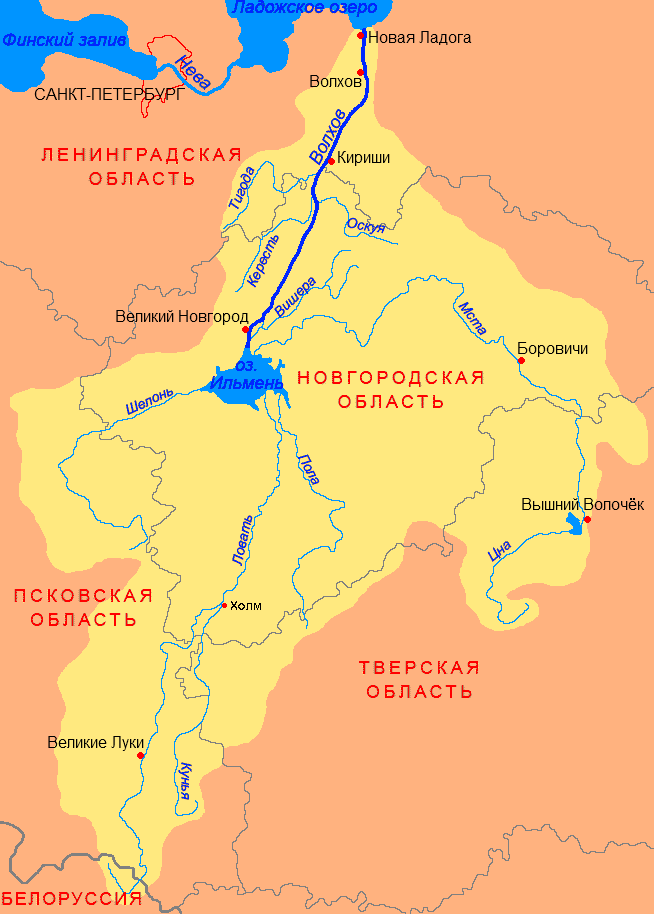
Басейн Волхова
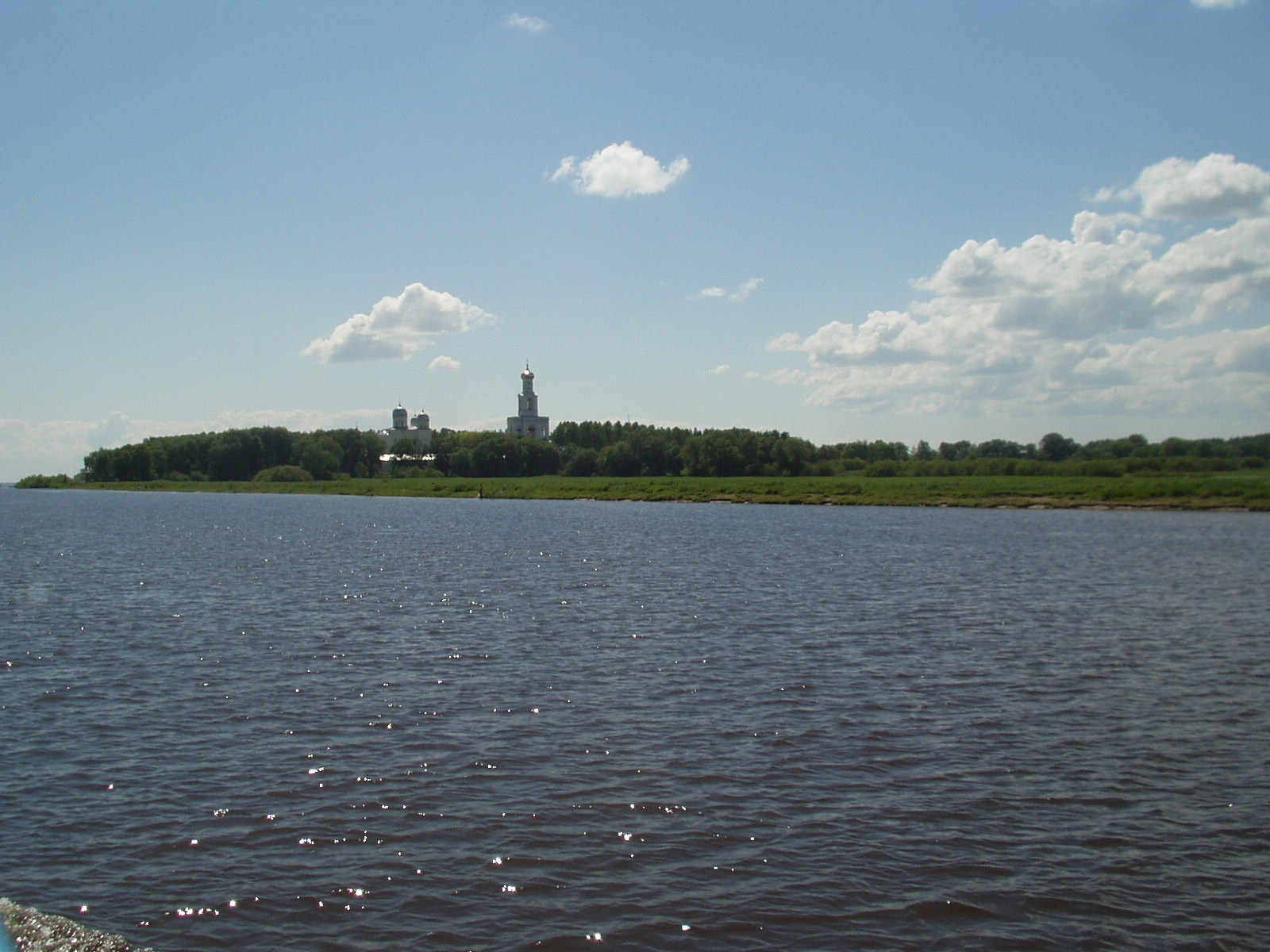
Волхов поблизу Великого Новгорода
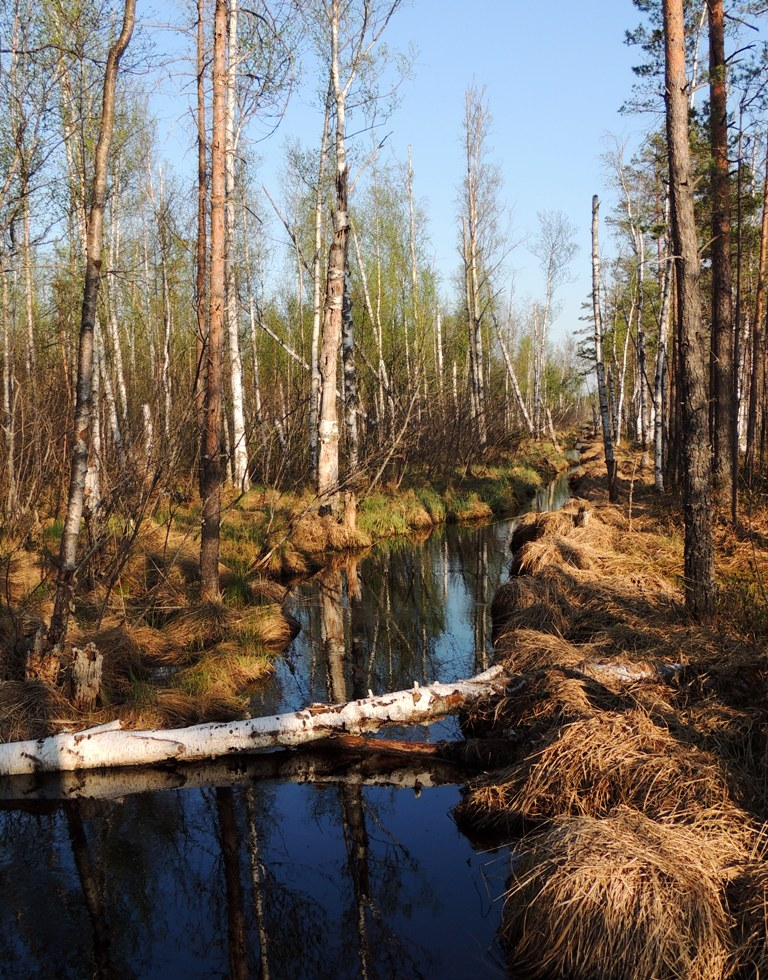
Річка Тупіченка
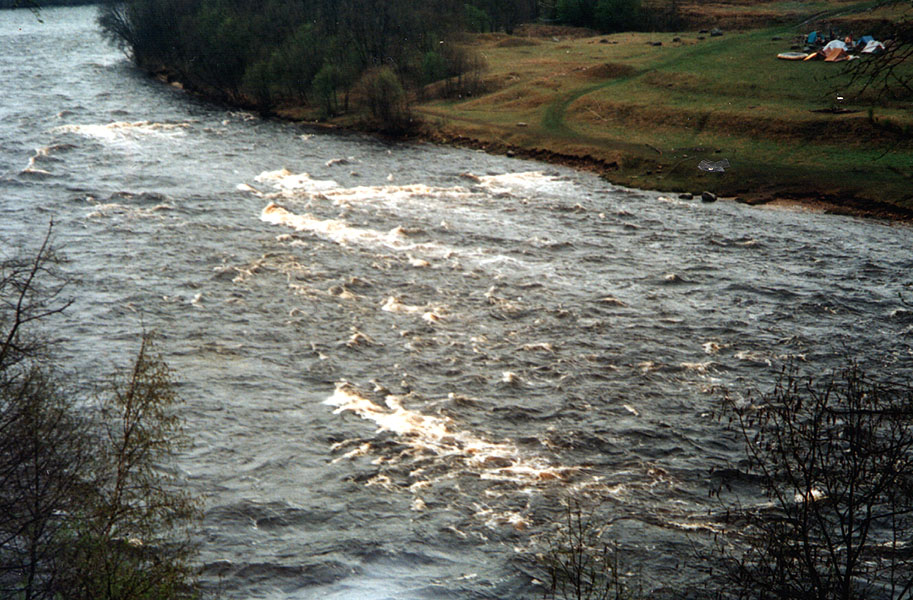
Боровицькі пороги на Мсті
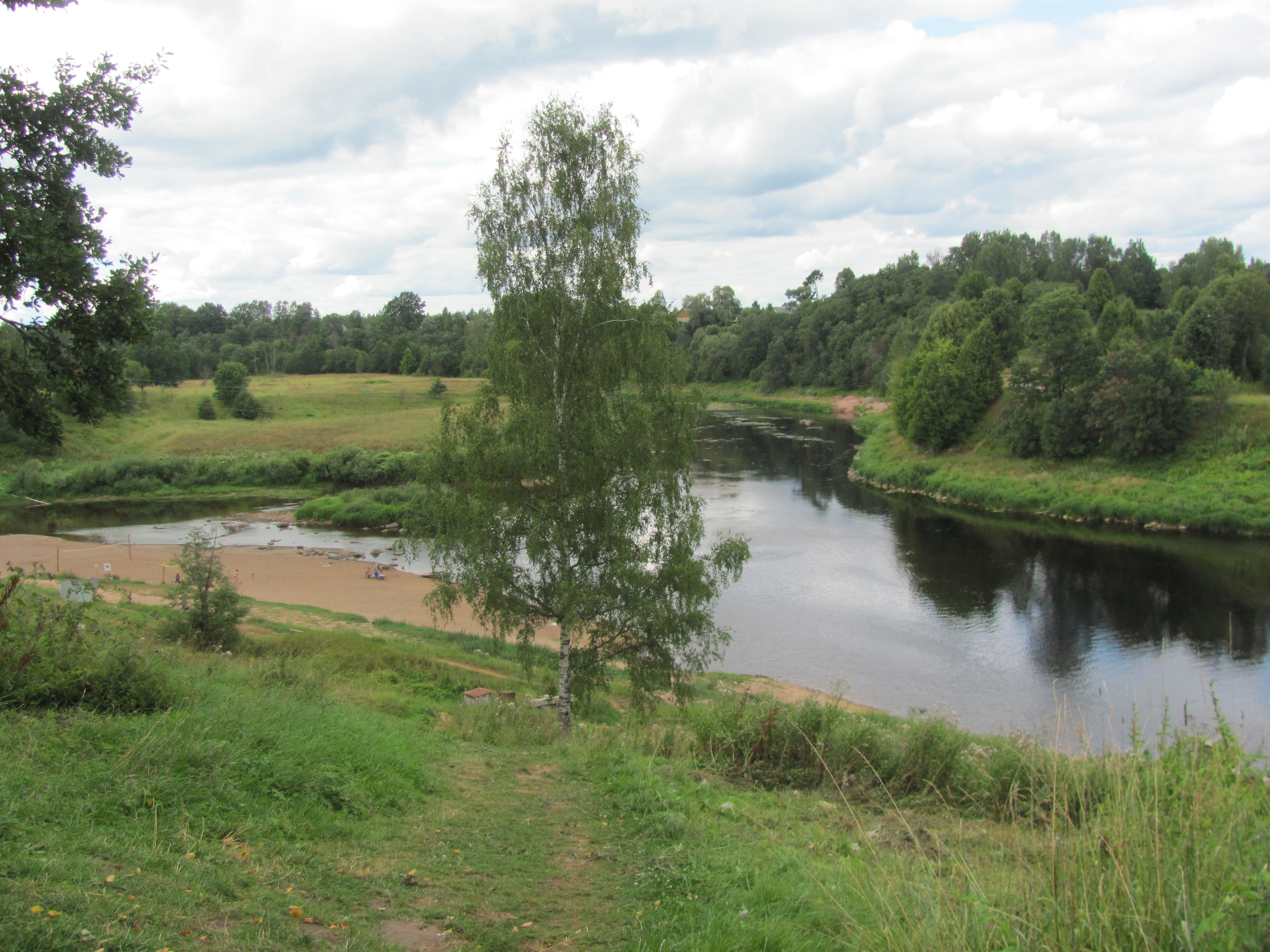
Ловать поблизу Холма

Найважливіші річки:
- Волхов витікає з озера Ільмень, тече з півдня на північ, впадає в Ладозьке озеро. Довжина — 224 км, площа водозбірного басейну — 12,8 тис. км² (з басейном озера Ільмень — 80,2 км²), витрати води — 580 м³/с, 18,2 км³/рік.
  - Вішера (Велика Вішера) тече з півночі на південь, права притока Малого Волховця, однієї з проток річки Волхов. Довжина — 64 км, площа водозбірного басейну — 1,1 тис. км².
  - Шар'я — права притока Волхова.
- Ловать тече з півдня на північ, впадає до озера Ільмень. Довжина — 536  км, площа водозбірного басейну — 21,9 тис. км², витрати води — 109 м³/с, 3,4 км³/рік.
  - Полість тече з півдня на північ, ліва притока Ловаті. Довжина — 173 км, площа водозбірного басейну — 3,5 тис. км², витрати води — 14,5 м³/с, 0,5 км³/рік.
    - Холинья — ліва притока Полісті.
    - Порусья — права притока Полісті. Довжина — 110 км, площа водозбірного басейну — 1,0 тис. км²
    - Ред'я — права притока Полісті.
- Пола тече з півдня на північ, впадає до озера Ільмень. Довжина — 258 км, площа водозбірного басейну — 7,5 тис. км².
  - Полометь — притока Поли. Довжина — 149 км, площа водозбірного басейну — 2,7 тис. км², витрати води — 4,8 м³/с, 0,15 км³/рік.
- Шелонь тече із заходу на схід, впадає до озера Ільмень. Довжина — 253 км, площа водозбірного басейну — 9,9 тис. км², витрати води — 46,5 м³/с, 1,5 км³/рік.
- Мста тече зі сходу на захід, впадає до озера Ільмень. Довжина — 445 км, площа водозбірного басейну — 23,1 тис. км², витрати води — 161 м³/с, 5,1 км³/рік.
  - Мда — права притока Мсти, тече на півночі області.
  - Уверь — притока Мсти. Довжина — 90 км, площа водозбірного басейну — 3,8 тис. км², витрати води — 14,6 м³/с, 0,5 км³/рік.
  - Холова — притока Мсти. Довжина — 140  км, площа водозбірного басейну — 1,9 тис. км², витрати води — 15,9 м³/с, 0,5 км³/рік.
- Сясь тече на півночі області, впадає до Ладозького озера. Довжина 260 км, площа водозбірного басейну 7,3 тис. км², витрати води — 53,7 м³/с, 0,5 км³/рік. — 1,7 м³/с.
- Луга тече на північному заході області, впадає до Фінської затоки в Ленінградській області.
- Молога — ліва притока Волги, тече на крайньому північному сході області. Довжина 456 км, площа водозбірного басейну 29,7 тис. км², витрати води — 172 м³/с, 5,4 км³/рік.
  -     - Ратца тече на північному сході області, права притока Чагодощі, лівої притоки Мологи.

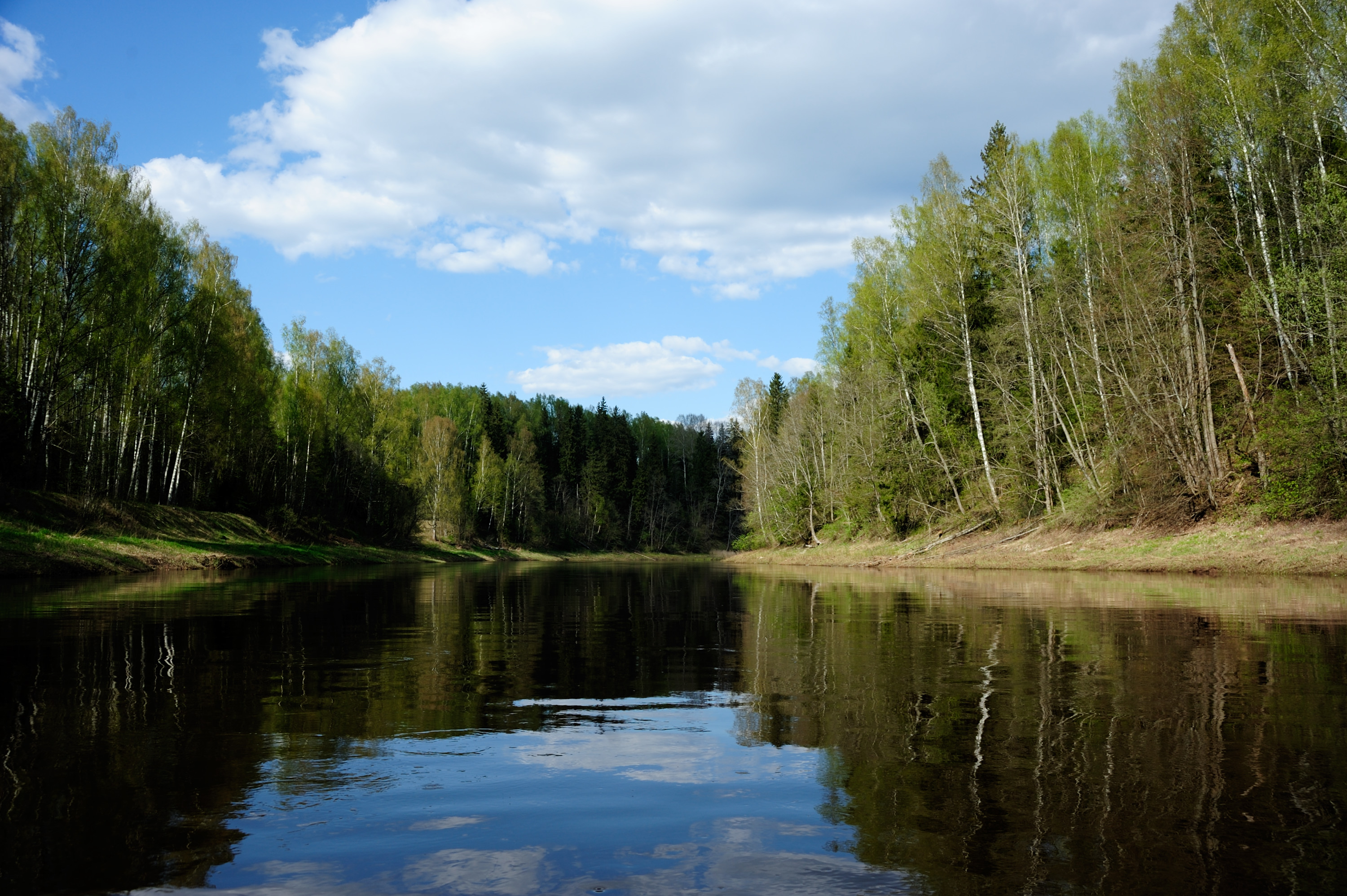
Річка Кунья
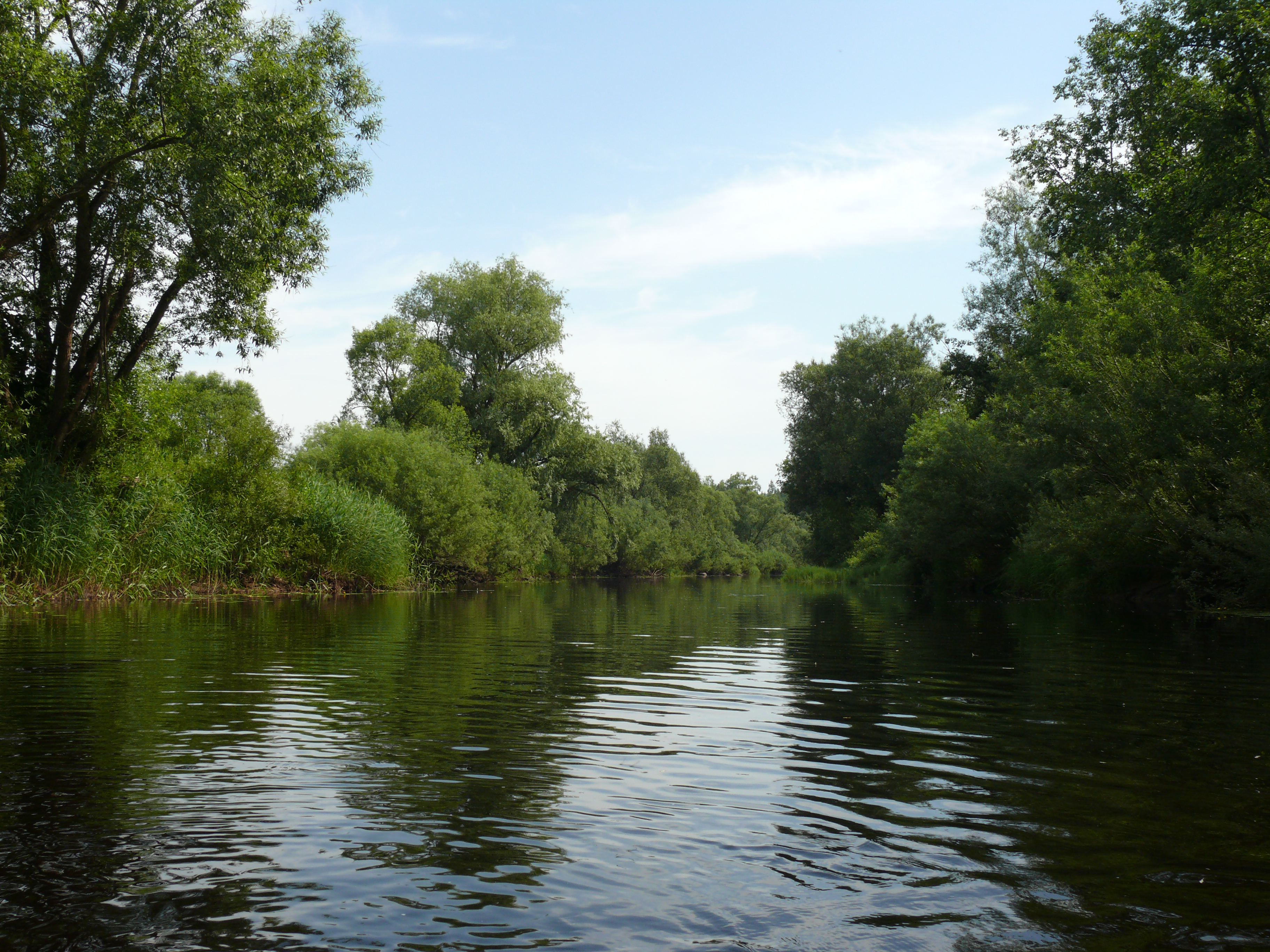
Річка Порусья
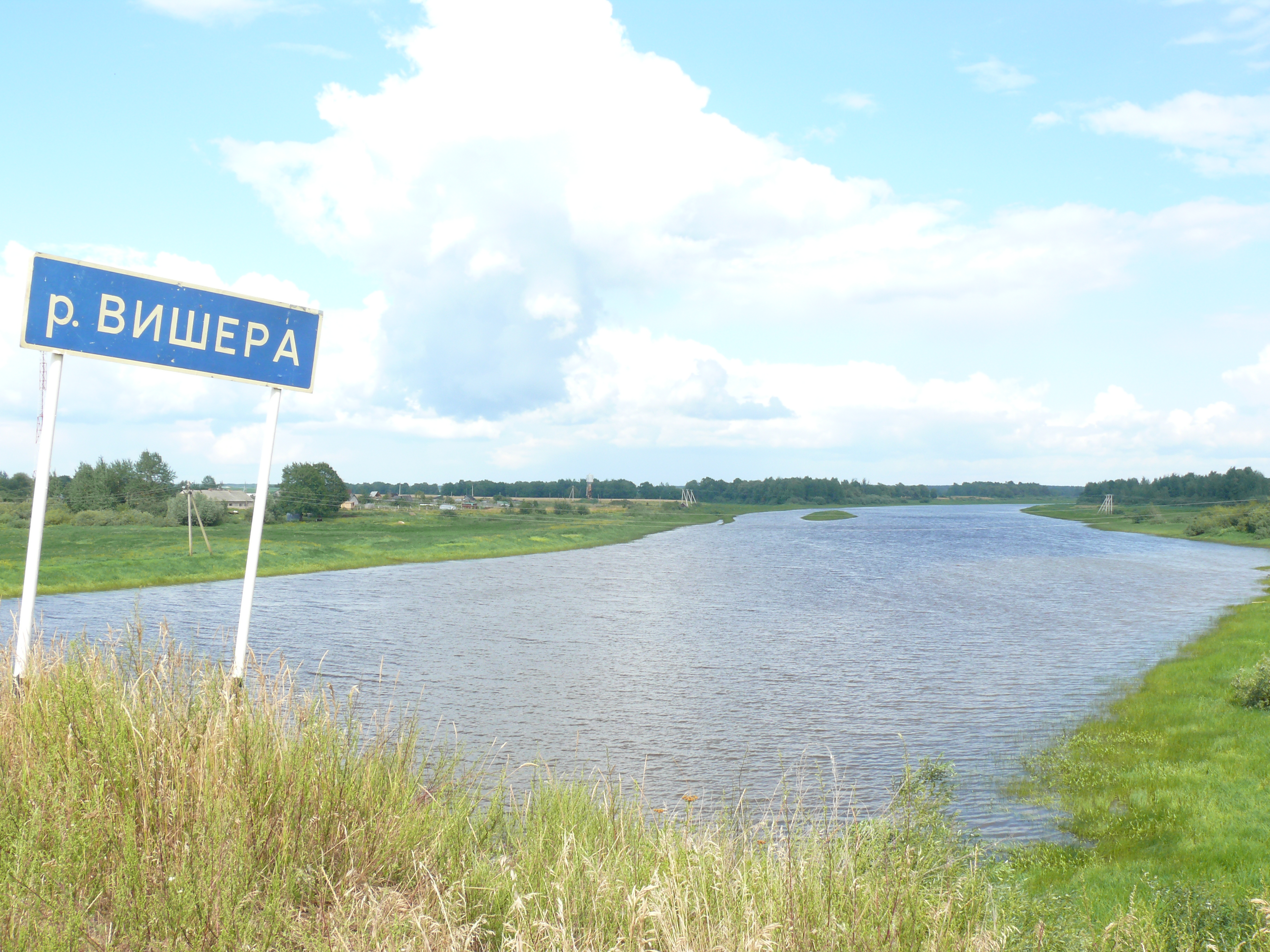
Річка Вішера

1926 року на Волхові була зведена перша в СРСР гідроелектростанція — Волховська ГЕС імені В. І. Леніна. Свого часу річки широко використовувались для сплавляння лісу.

### Озера
Новгородська область — озерний край, на території регіону більше 800 великих і маленьких озер. Великі озера: Ільмень (площа водного дзеркала змінюється від 610 до 2100 км²), Валдайське (найглибше в області, глибина до 60 м), Вельйо, Велике, Мегліно, Боровино, Пірос, Заозер'є, частково Селігер (Осташковське), Шліно та інші. До найбільшого озера області (48 x 35 км, довжина берегової лінії — до 176 км), озеро Ільмень впадає 52 річки (Мста, Шелонь, Ловать, Полість), а витікає одна — Волхов.
Озерність східної частини області, де багато малих і середніх озерних улоговин лопатевидних та овально-округлих форм льодовикового походження, більша за північно-західну, де більший річковий дренаж і лежить найбільше озеро Ільмень. На півночі карстові озера (Городно, що влітку часто пересихає, Ямне, Сухе). Живлення озер відбувається за рахунок атмосферних опадів і ґрунтових вод, тому нижні рівні вод бувають влітку й взимку, вищі восени і навесні. Льодостав на озера з кінця листопада і по квітень. У неглибоких евтрофних озерах взимку буває замор риби через витрати кисню на окиснення органічних решток. Влітку більшість озер добре прогріваються (до +20 °C), води добре перемішуються. Більшість озер регіону досліджені слабо, деякі не мають власних назв.

Озера Новгородщини
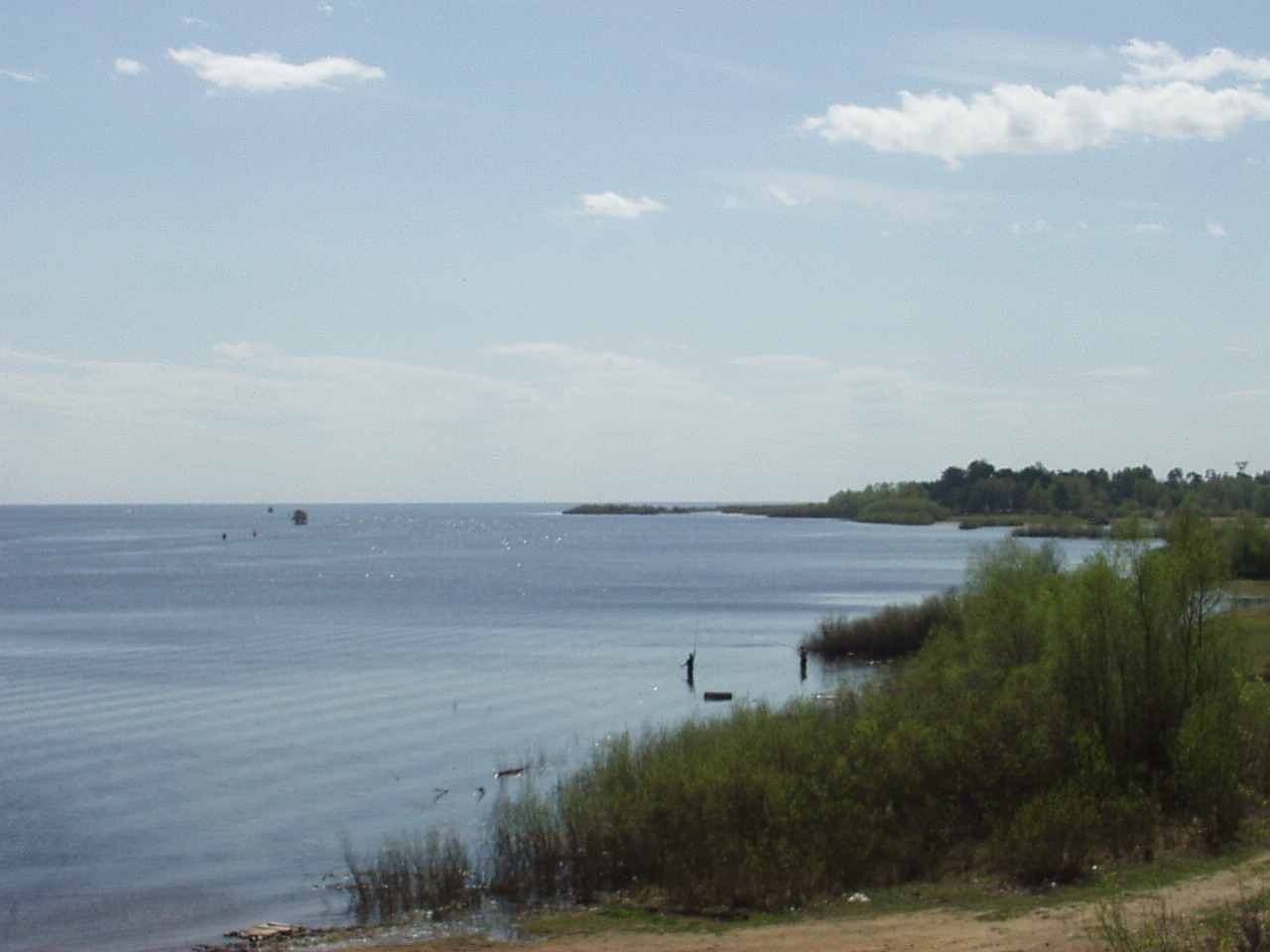
Ільмень
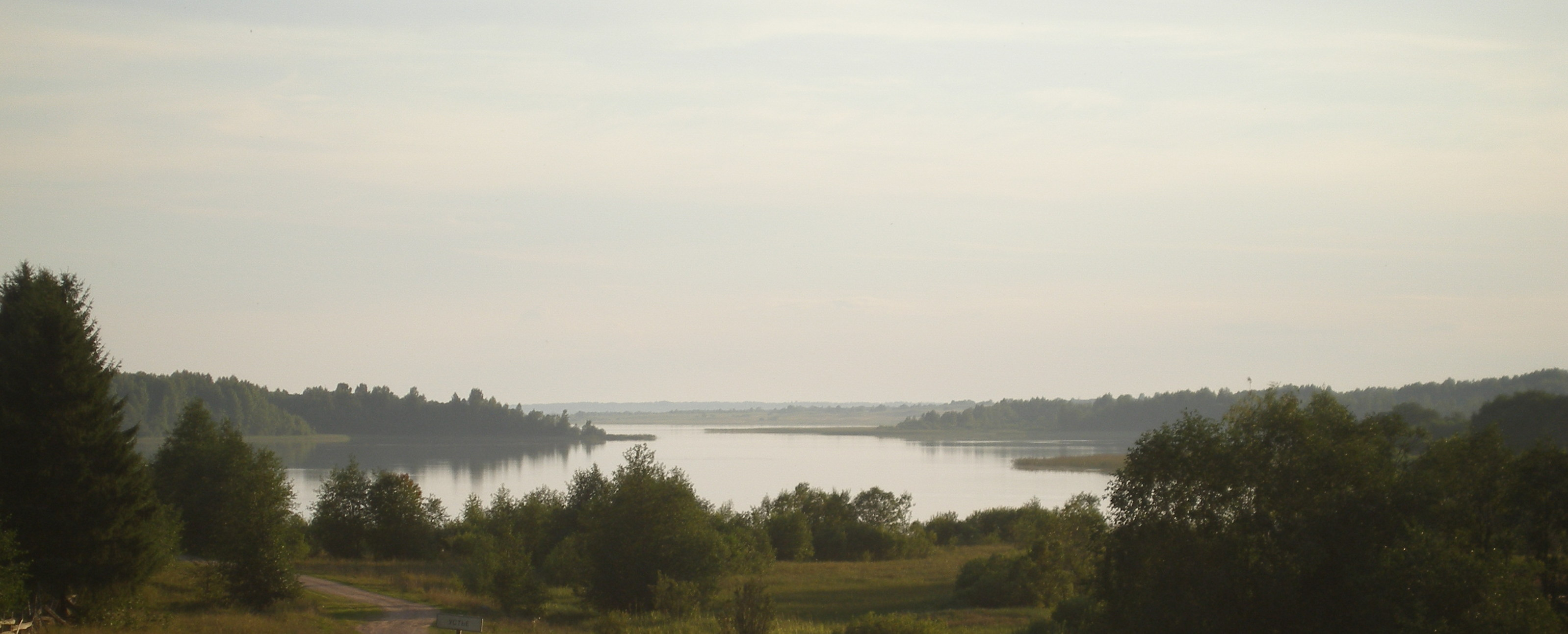
Мегліно
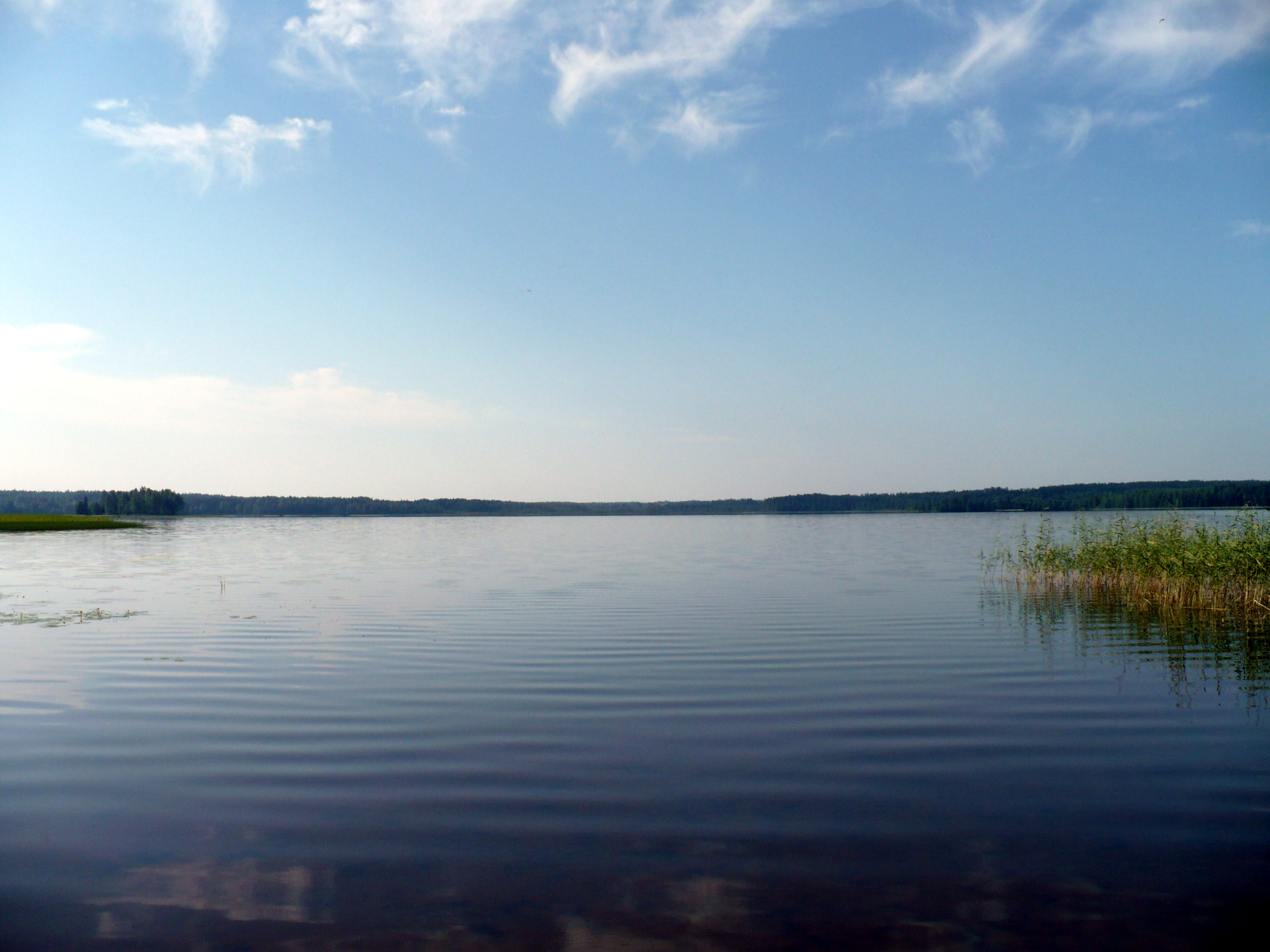
Перетно
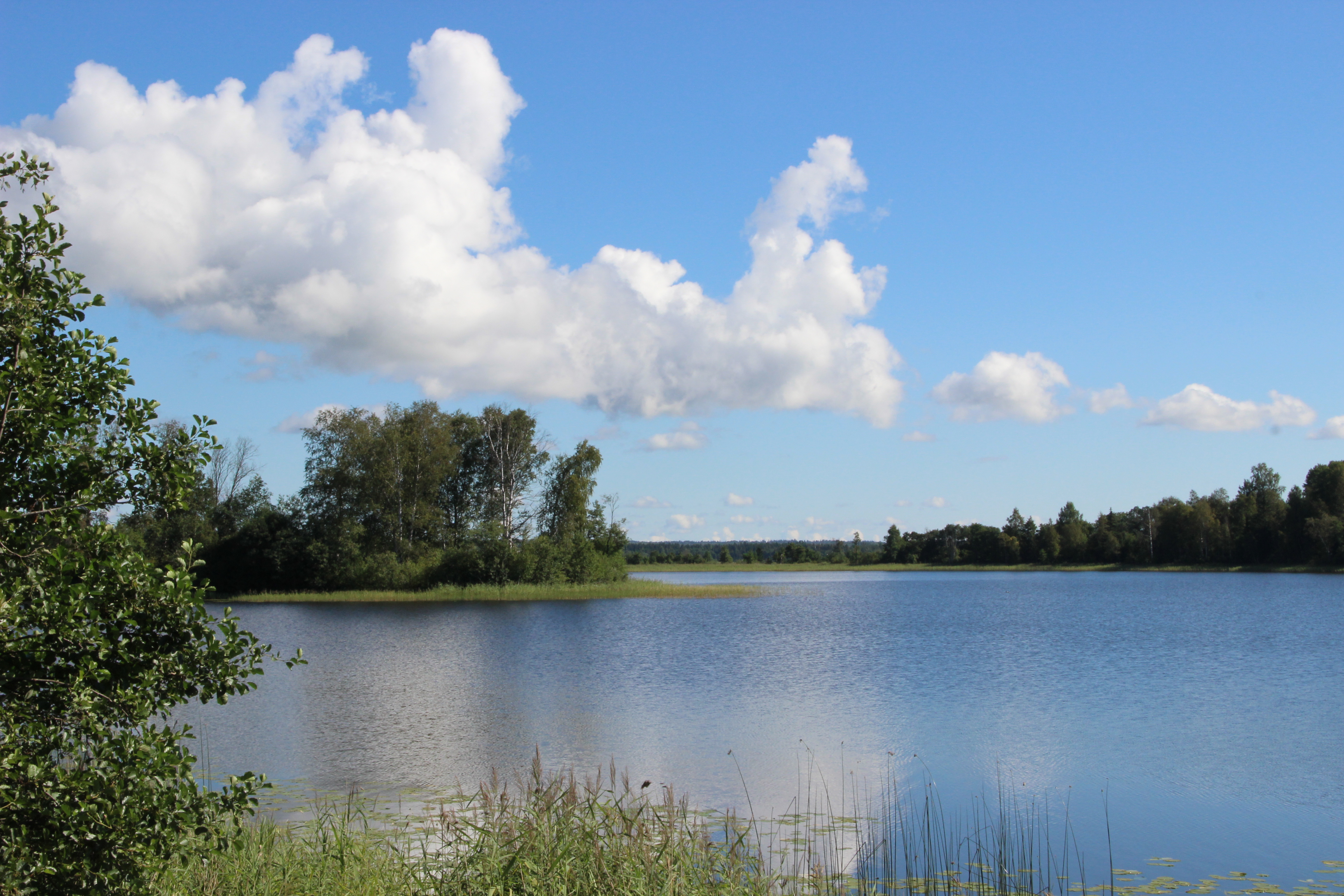
Шліно
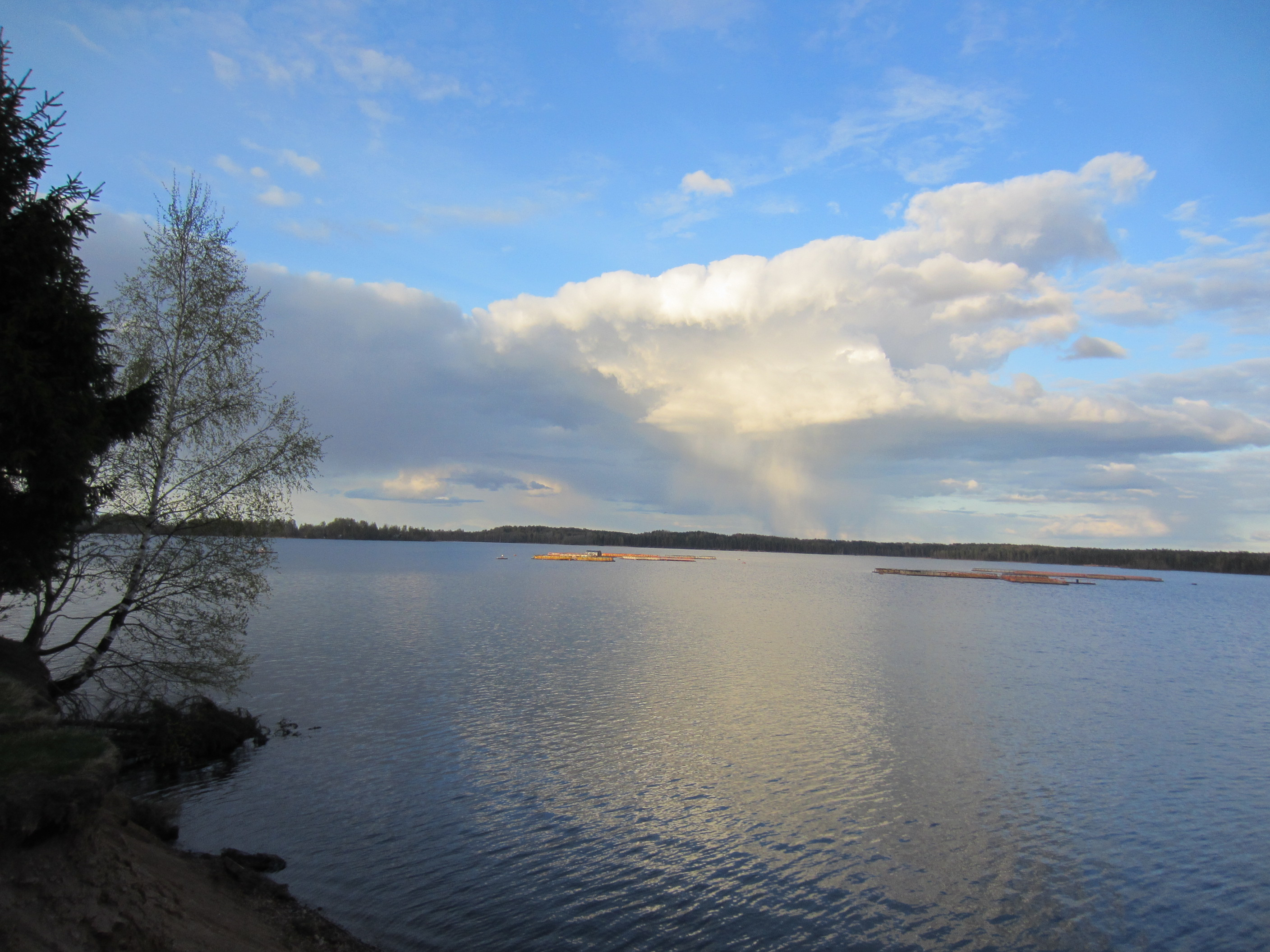
Вельйо

Озера Шліно (площа 34 км², площа водозбору 752 км²), верхня третина лежить у межах області, і Вельйо (площа 34,7 км², площа водозбору 292 км²) є водосховищами федерального значення. Це два з трьох основних водосховищ (разом з Волховським у Ленінградській області) Волховської водної системи Балтійського басейнового округу. До озера Шліно впадає декілька невеликих річок (Ліб'я, Кова і Рабежа), на північному сході витік Шліни. Річка Лібья у верхів'ях з'єднана штучним каналом з озером Вельйо, басейн Поли. До озера Вельйо впадає декілька невеликих річок, що є стоками з озер Долотцо, Пестовське і Уклеїнське, на заході витікає річка Явон, що частково перекрита греблею. Частина водостоку озера Вельйо надходить до Вишнєволоцьку водну систему через штучний канал через річку Ліб'я, озеро Шліно і річку Шліну.

### Болота
Болота в області зустрічаються повсюдно і займають 14-15 % території, найбільше їх на Приільменській низовині. Розподіл заболочених територій в Новгородській області нерівномірний, найбільше їх (низовинного типу) на пласких слабкодренованих площах Приільменської низовини (заболоченість на південь від озера Ільмань складає до ⅓ території). Найбільші масиви: Спаські мохи і Вішерські торф'яники в Маловішерському районі, Тигодські мохи і Тьосовські торф'яники в Новгородському, Полістовсько-Ловатьський масив на півдні. На вододілах верхові болота на місці колишніх озер з потужним шаром торфу зі сфагнового моху — верхові; по долинах річок — низинні вільхові болота; перехідні болота заросли осокою і сфагнумом. Верхових боліт і торф'яників найбільше в східній частині регіону.

### Підземні води
Ґрунтові води регіону відносяться до провінції пластових високоґрунтових прісних (0,2-0,5 мг/л) ґрунтових вод у поєднанні з болотними водами (0,5-5 м).
На території Новгородської області розвідано 7 значних родовищ підземних вод. Артезіанські басейни регіону відносяться до слабосолоних з верхнім шаром опріснених вод у карбонатних і теригенних геологічних формаціях, що поширені повсюдно. Мінералізація підземних вод азотного типу.

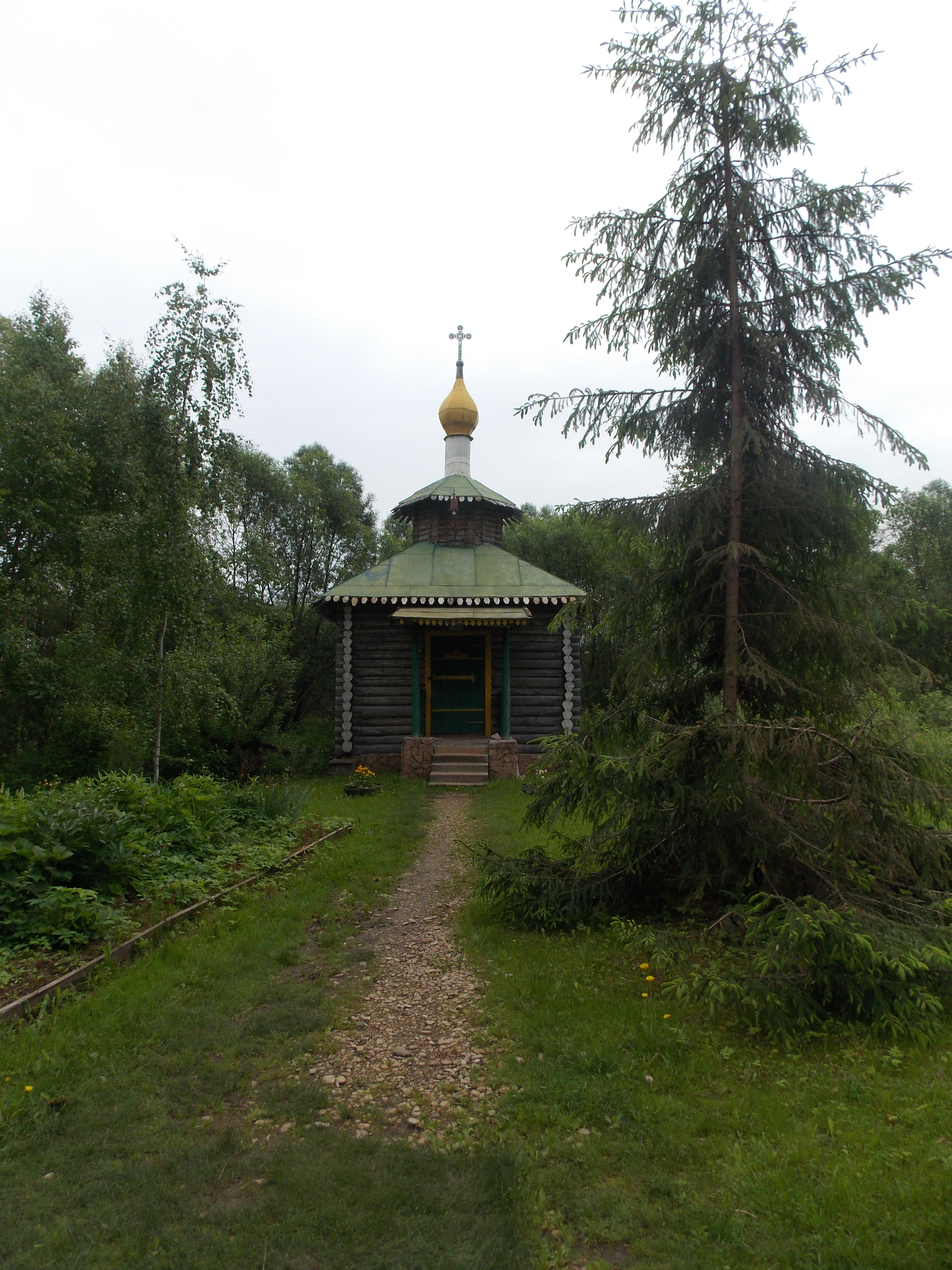
Капличка на місці Живоносного джерела
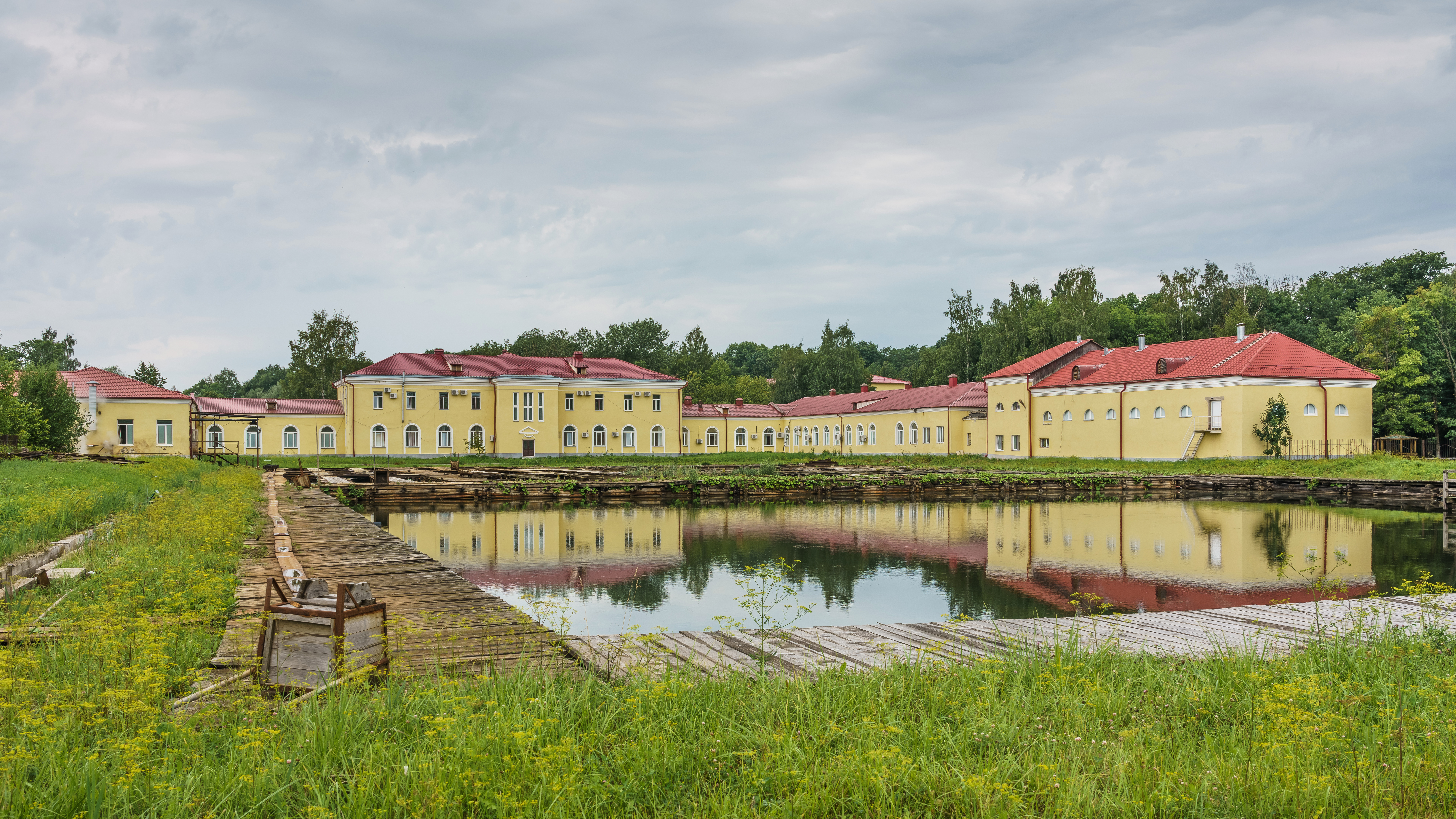
Бальнеологічний курорт Старої Русси
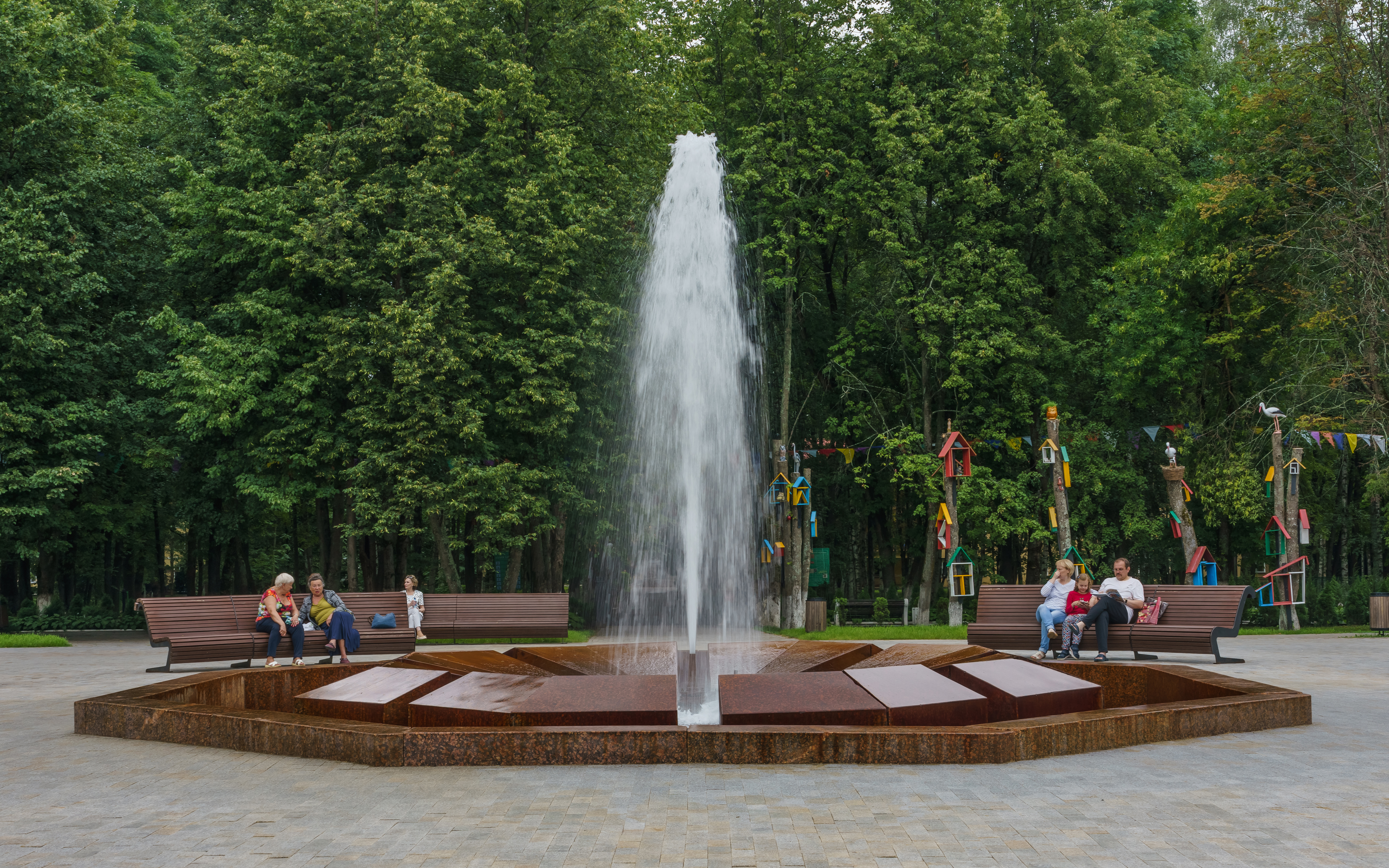
Муравйовський фонтан у Старій Руссі

У місті Стара Русса на родовищі хлоридних натрієвих вод (мінералізація до 21 г/л), що з середньовіччя використовувалось як солеварний промисел, 1828 року було облаштовано бальнеологічний курорт. Серед катіонів — бром, кальцій, магній та інші мікроелементи. На території курорту було відкрито ряд джерел: № 1 Муравйовський фонтан, № 2 Старо-Директорське, № 3 Ново-Директорське, № 4 Озерне, або Старе, № 5 Питне, або Нове, № 6 Царицинське, № 7 Катерининське, № 8 Бауерівська шахта.

## Ґрунти
У ґрунтово-географічному плані території Новгородської області відноситься до Середньоруської провінції помірно промезаючих дерново-підзолистих ґрунтів рівнінної підзони Європейсько-Західносибірської лісової області Бореального поясу. Це різноманітні типи ґрунтових округів моренних рівнин на материнських порода — моренних суглинках і глинах, моренних пісках, валунних суглинках, суглинках на карбонатних породах та інших суглинках. Мезоструктура ґрунтового покриву акумулятивної рівнини округло-плямиста (льодовиково-акумулятивна) і деревовидна (ерозійна). Вік ґрунтів середній, сінголоценовий (9-12 тис. років).
Родючі ґрунти формуються за наявності вапнякових порід, що збагачують їх кальцієм, невеликого похилу рельєфу, що не дозволяє волозі застоюватись. На формування ґрунтів сильний вплив має вологий клімат, атмосферні опади сприяють промиванню ґрунтового профілю й виносу солей до нижніх горизонтів, так утворюються підзоли — найпоширеніші ґрунти регіону. Під хвойними лісами опаду менше, ґрунти бідні на органіку, під листяними лісами ґрунти більш родючі. Сильнопідзолисті ґрунти (шар вимивання більший за 15 см) формуються під ялинниками на рівнинах, під лісами на схилах характерний білястий шар тонший. Під мішаними лісами формуються дерново-підзолисті ґрунти, що потребують вапнування та підживлення добривами. Найбільш родючі ґрунти регіону — дерново-карбонатні, що формуються на виходах вапняків або морені. Їхнім недоліком є щебенистість. Найбільше поширені на заході регіону. Болотні ґрунти з потужними шарами підстилки та глеєвим горизонтом формуються в умовах перезволоження, поширенні на Приільменській низовині та Молозькій низині. Під заболоченими лісами формуються перехідні болотно-підзолисті ґрунти. Шаруваті дерново-алювіальні ґрунти чорного кольору формуються під лучною рослинністю на річкових наносах зустрічають повсюдно в заплавах річок, найбільше — на Ільмені та Волхові. Вони використовуються під потреби городництва. На Валдайській височині спостерігається значна строкатість ґрунтового покриву, обумовлена різницею похилу та експозицією схилів; велика кількість ератичних валунів.
Гідроморфізм ґрунтів, як результат тимчасового або постійного перезволоження ґрунтового профілю >70-80 % повної вологоємкості, проявляється на території Новгородської області проявляється різними типами. На заболочених ділянках це гідроморфізм органогенних горизонтів, на глеєях — відновлювальний глеєвий; у долинах річок органогенних горизонтів і окислювально-відновлювальний сегрегаційно-елювіальний верхніх, відновлювальний нижніх мінеральних горизонтів; на підвищених ділянках сегрегаційно-елювіальний верхніх і відновлювальний глеєвий (плямистий глей) нижніх і мінеральних. На добре дренованих щебенистих і піщаних ґрунтах гідроморфізм відсутній.
Геохімічні умови міграції хімічних елементів в ґрунтах області з окислювальним режимом сильнокислими і кислими умовами промивного типу (pH 4,5-6,5), для заболочених ділянок водозастійний, проникність середня, з помірним залученням до біологічних оборотів з накопиченням із двома максимумами (вгорі та внизу ґрунтового профілю). Поверхневий геохімічний бар'єр суглинків органо-мінеральний слабкої ємності, внутрішній — сорбційно-седиментаційний високої ємності; для супісків та щебенистих суглинків поверхневі бар'єри — органічний та органо-мінеральний, внутрішній — карбонатний середньої ємності; для важких суглинків до внутрішніх бар'єрів додається глеєвий середньої ємності; для водозастійних ділянок верхній бар'єр — органічний із високою ємністю, нижній — глеєвий із низькою. Латеральна міграція помірна. Питома емісія вуглекислого газу ґрунтами регіону на рівні 2-3 тонн/га за вегетаційний період, у болотних — 0,9-1,3 тонн/га.
В агрохімічному відношенні ґрунти Новгородською області дефіцитні на NPK-вміст у середньому на 20-40 кг/га, відновлення виносу відбувається на рівні до 40 %. Баланс гумусу в орному шарі додатний.
Головні процеси деградації ґрунтів в області — підкислення, заболочування, засмічення камінням.

## Рослинність
Область розташована в лісовій зоні (південна тайга і мішані ліси) і має підзолисті та болотисті ґрунти (на північному заході). Подекуди трапляються діброви, значні площі зайняті луками (заплави найбільших озер, дельти Мети і Ловаті) і торф'яними болотами. Флора Новгородської області відноситься до Східноєвропейської провінції Євросибірської підобласті Циркумбореальної області Бореального підцарства. Первинна потенційна продуктивність екосистем варіюється від 8 до 10 тонн фітомаси з 1 га на рік; середні запаси мортмаси — 100 тонн на 1 га (на верхових болотах до 1000 та більше); коефіцієнт інтенсивності кругообігу органічної речовини (фітопродуктивності до мортмаси) — 0,9-0,12. Флористичне різноманіття регіону типове для середньої полоси європейської частини Росії — 2-2,3 тис. видів на 100 тис. км²; дендрологічне — 105—135 видів; для екотопів укісних лук — ~50 видів, широколистяних лісів — 35-45, хвойної тайги — 15-25, боліт — 10-15 видів судинних рослин.

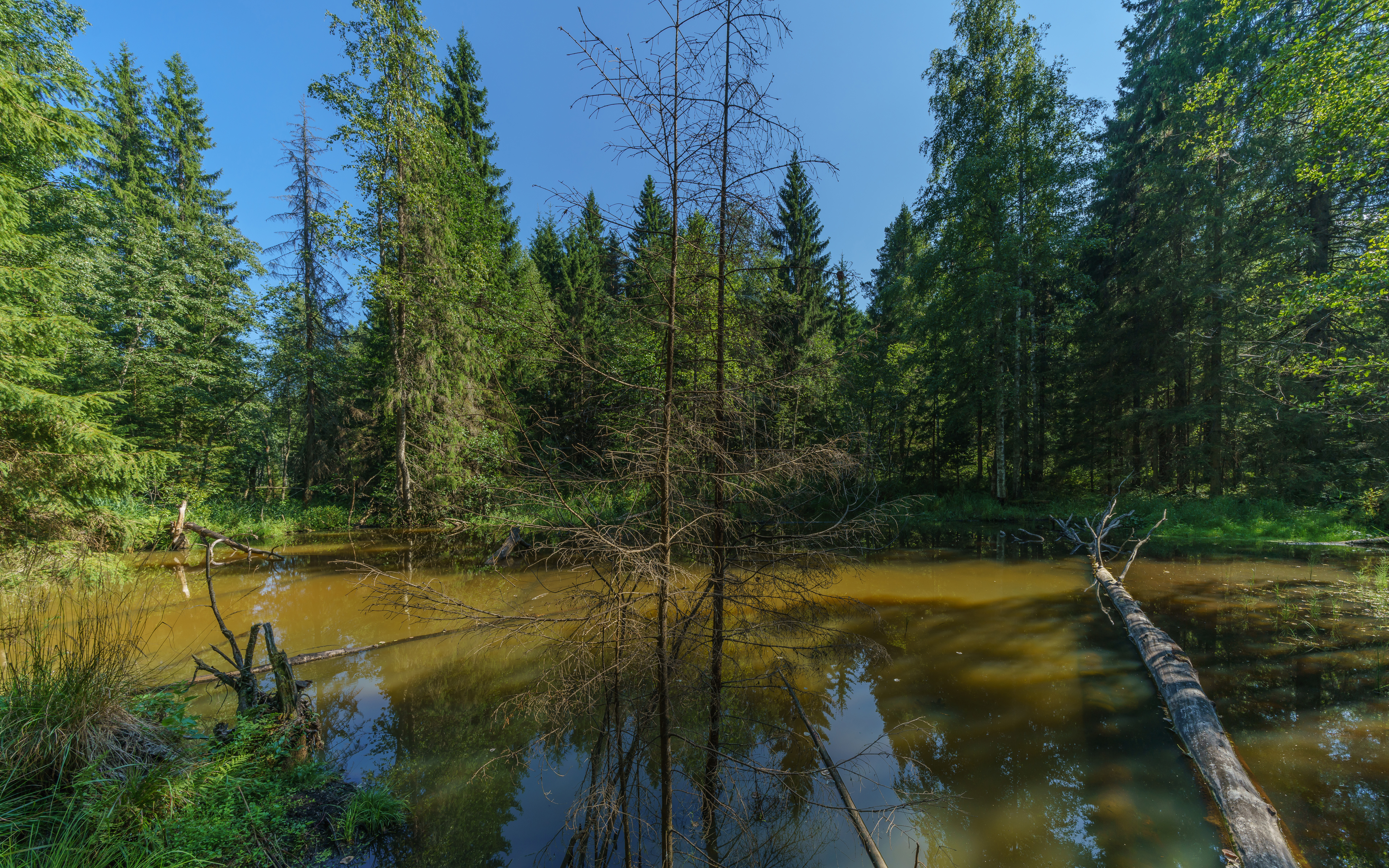
Мішані ліси Валдайської височини
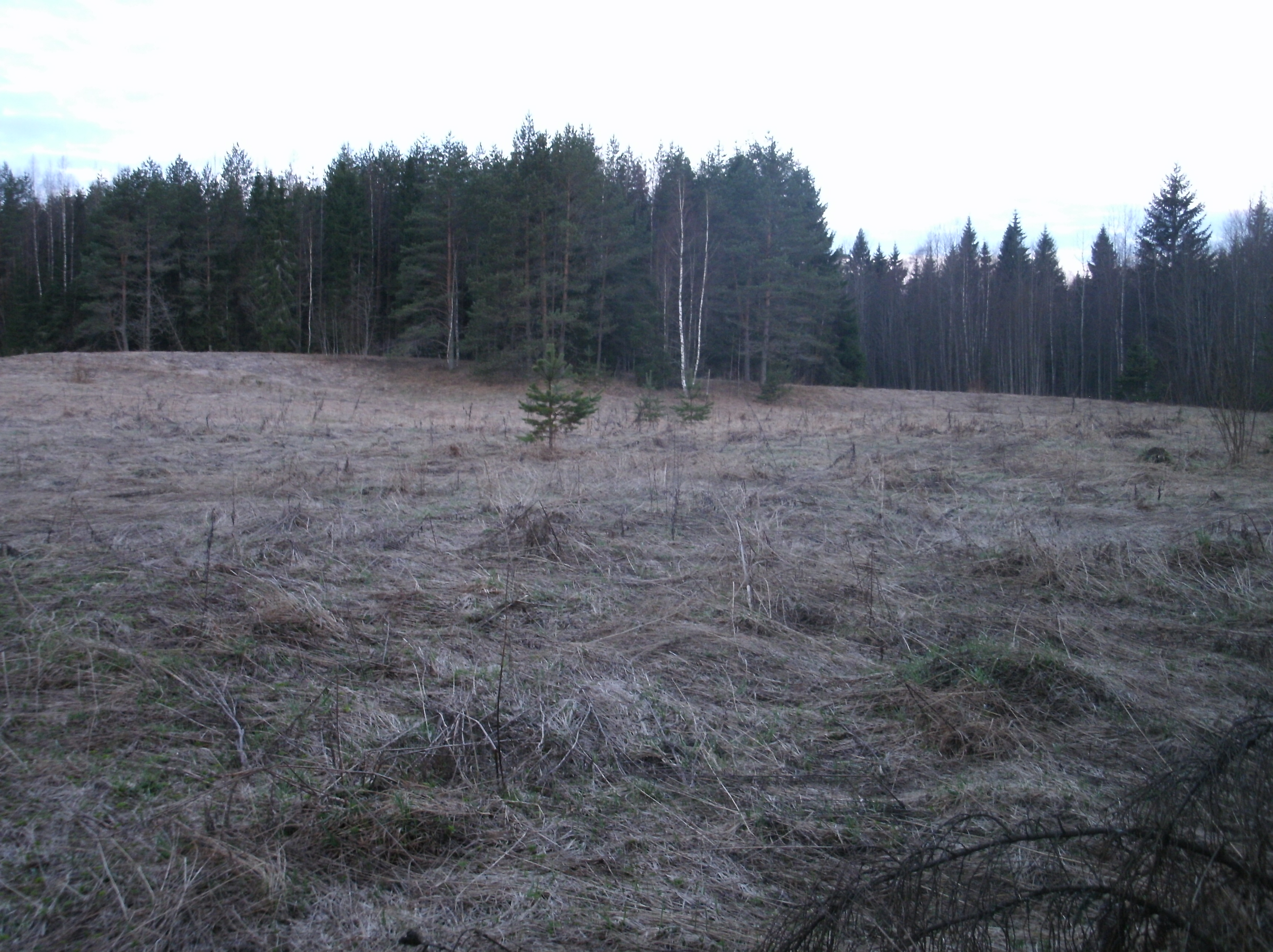
Узлісся Валдайського лісу
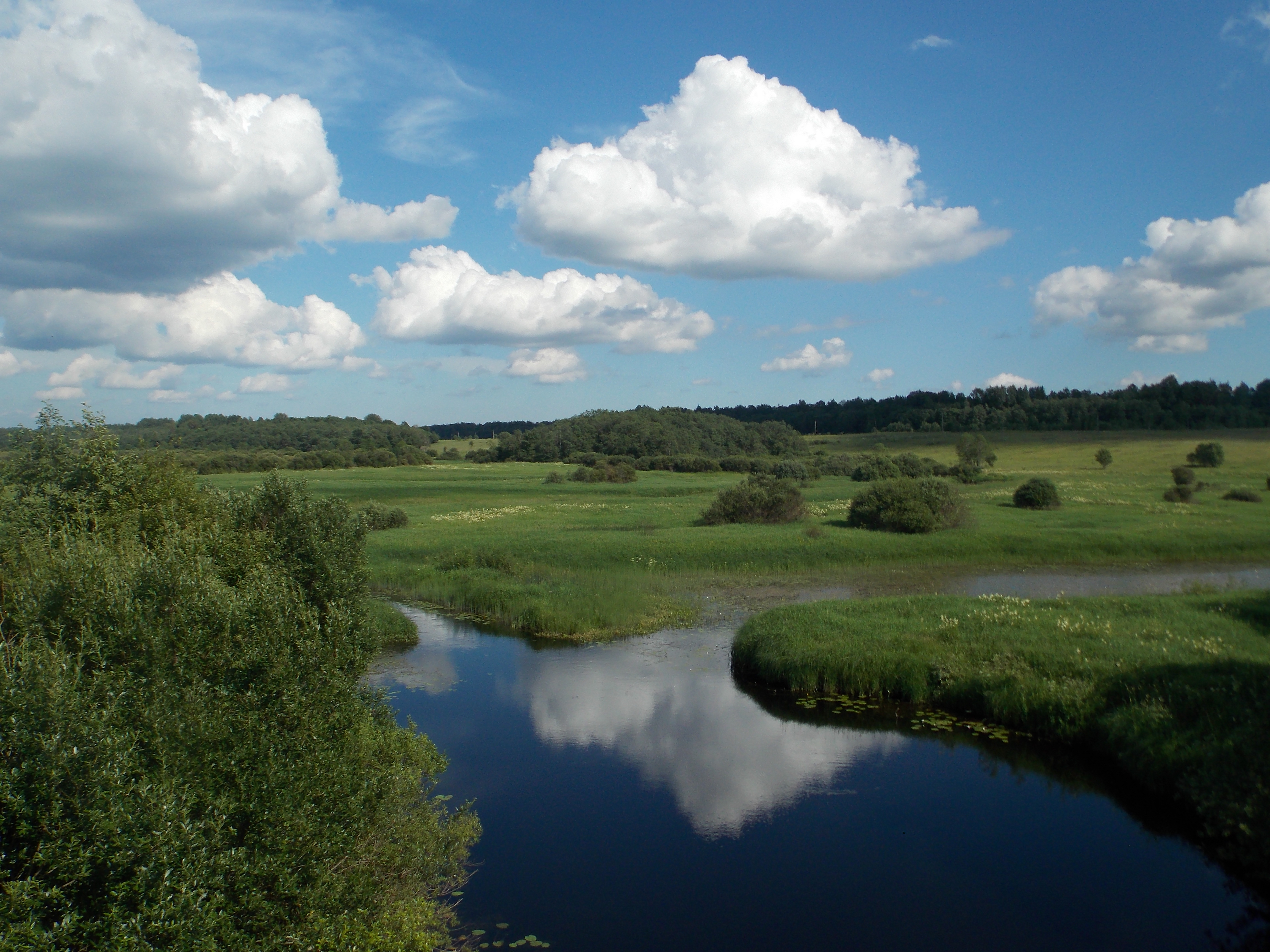
Луки в Батецькому районі
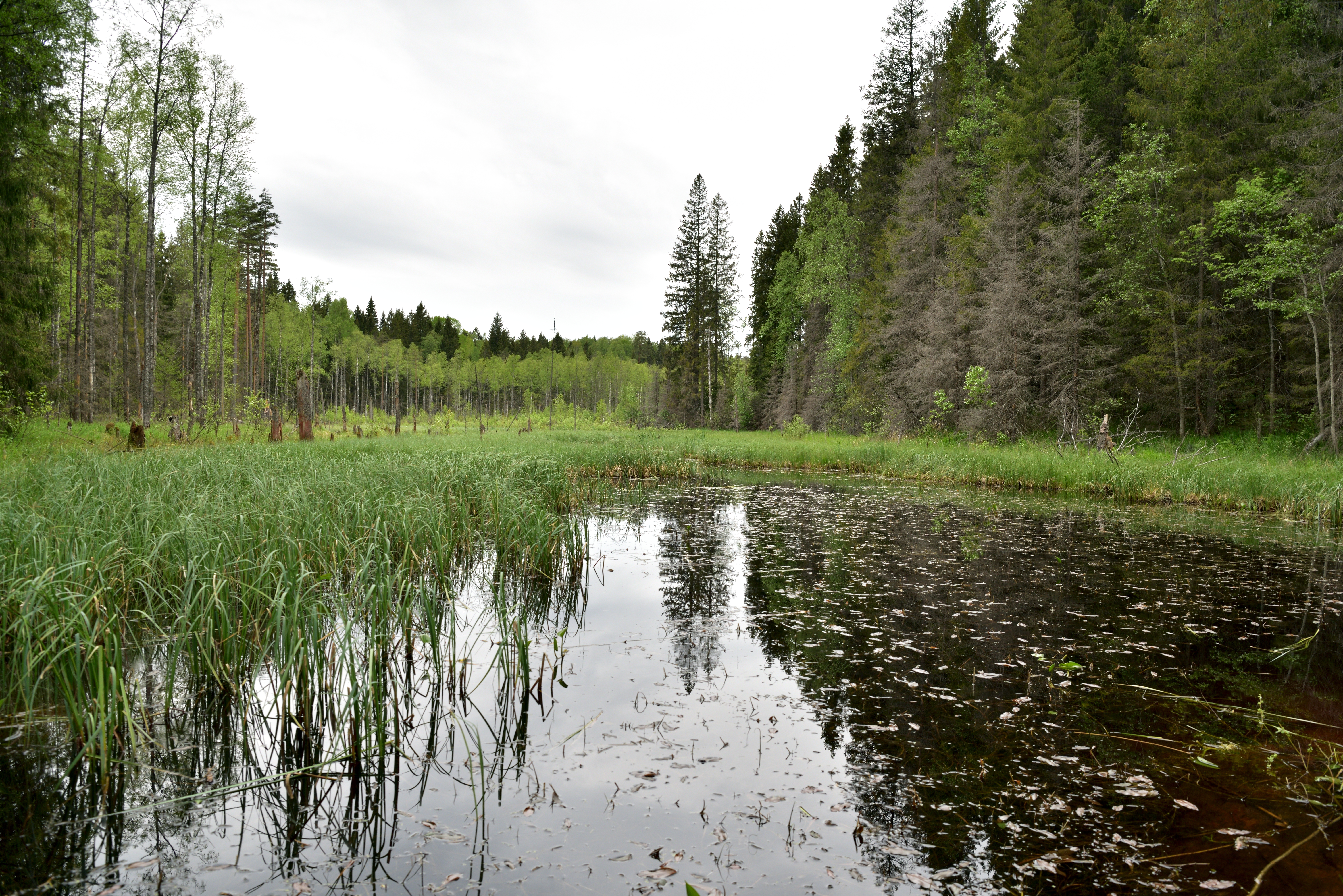
Лісовий заболочений ручай
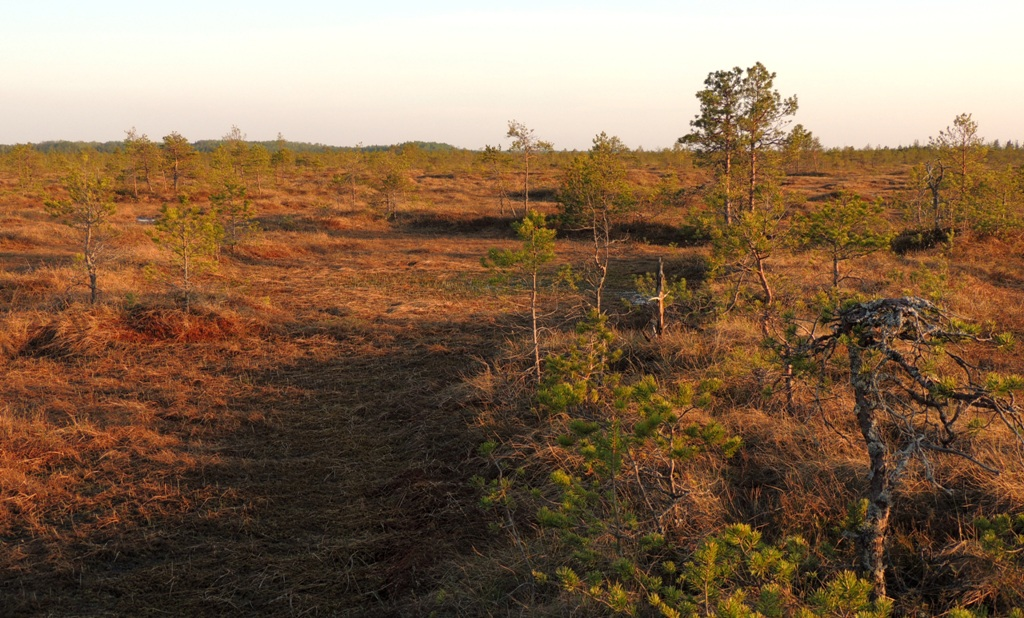
Верхове болото Рдейського заповідника

У лісах і на луках багато грибів: білий, груздь, сироїжка, вовнянка, підосиковик. Біологічна продуктивність грибів висока (більше 2 кг/га), промислові запаси грибів значні (більше 50 тис. тонн), що є типовим для зони мішаних лісів. Значні запаси ягід — малина, брусниця, журавлина, чорниця, суниці лісові, смородина, калина, горобина. Хоча біологічна продуктивність лісових ягід висока (більше 10 кг/га), промислові запаси заготовляємих ягід (журавлина, чорниця, журавлина) невисокі (менше 25 тис. тонн), що є типовим для зони мішаних лісів. Медоносні рослини — іван-чай, верес, липа. Регіон лежить на північній межі поширення ліщини, біологічна продуктивність горіх якої не перевищує 10 тонн/км².
У лісах і на луках багато лікарських рослин. Навесні збирають: бруньки берези, вільхи, сосни; кору калини, крушини ламкої, дуба, верби; листя брусниці, мати-й-мачухи, полину гіркого і подорожника великого; коріння валеріани і дягілю лікарських. Влітку заготовляють: листя кропиви дводомної і собачої, конвалії, мучниці, буркуну, надземні частини чистотілу й багна, зубрівки і деревію, звіробій; квіти й суцвіття пижма, синіх волошок, суниць, липи, м'яти і лікарської ромашки; ягоди малини, смородини, черемхи, журавлини, чорниці. Восени збирають: ягоди черемхи, горобини, журавлини, шипшини й ялівця звичайного; суцвіття хмілю і кмину; коріння гірчаку зміїного, кульбаби, папороті і калагану.

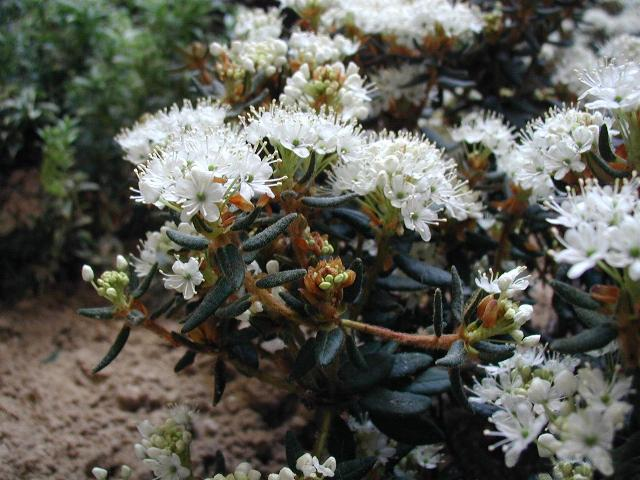
Багно болотне
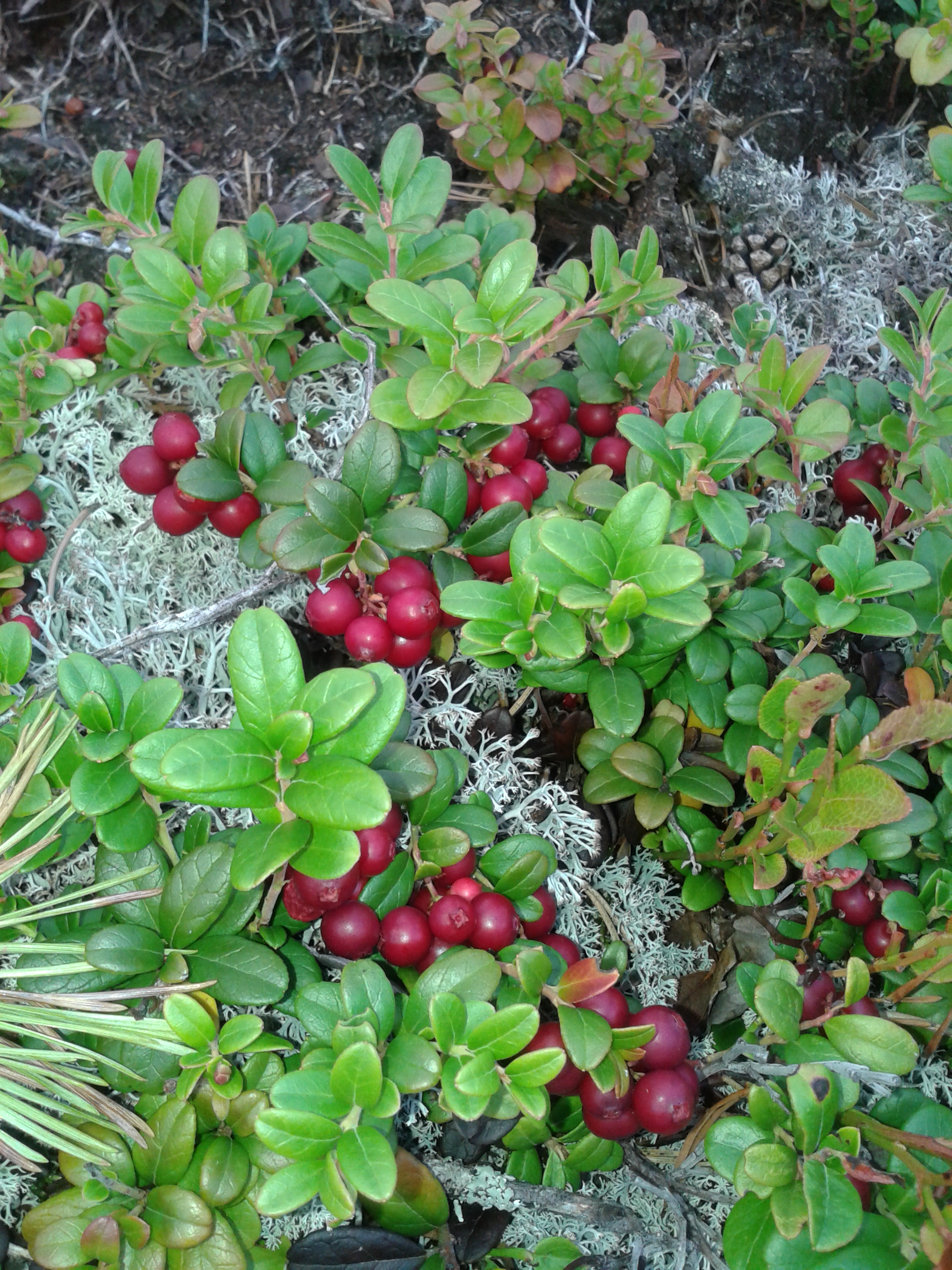
Брусниця
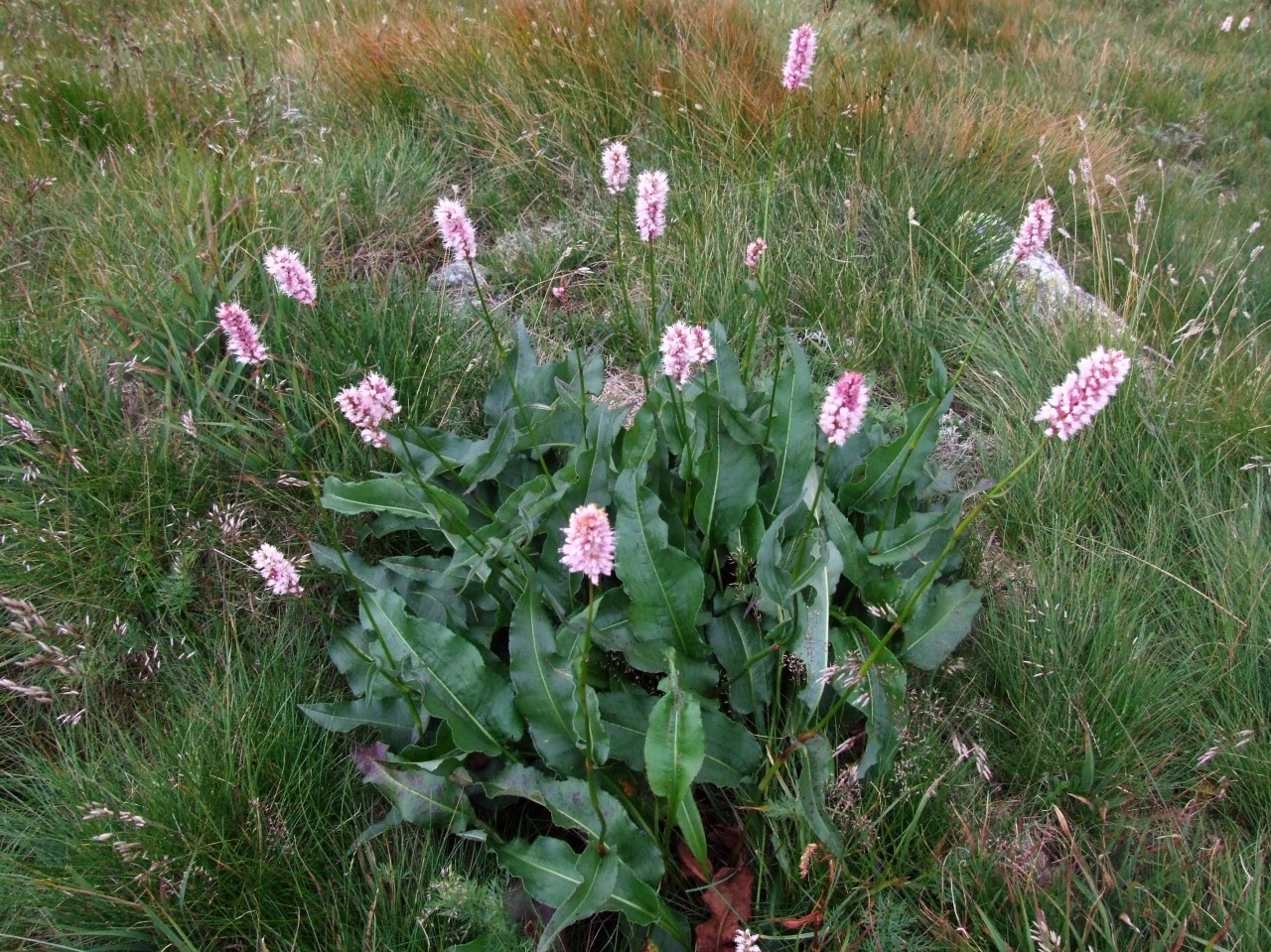
Гірчак зміїний
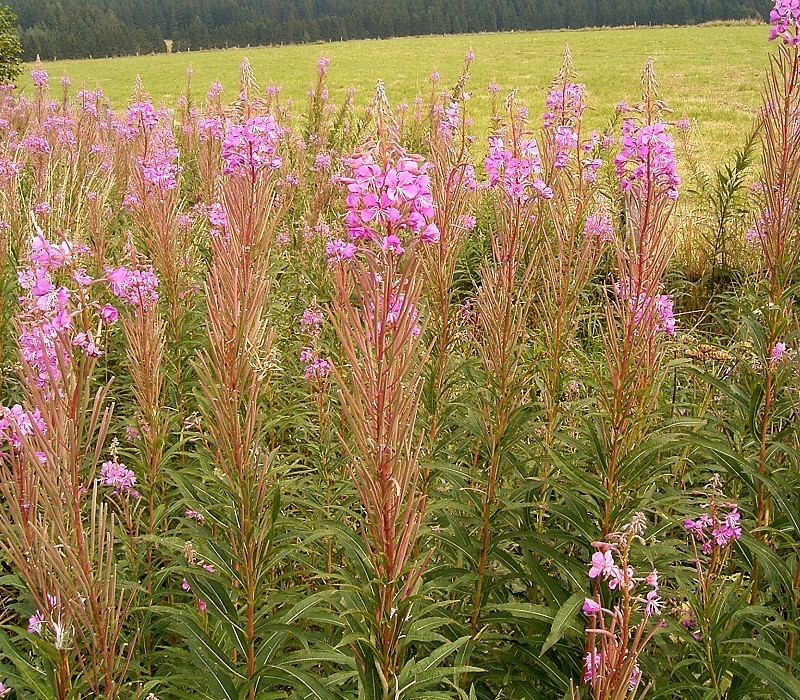
Іван-чай
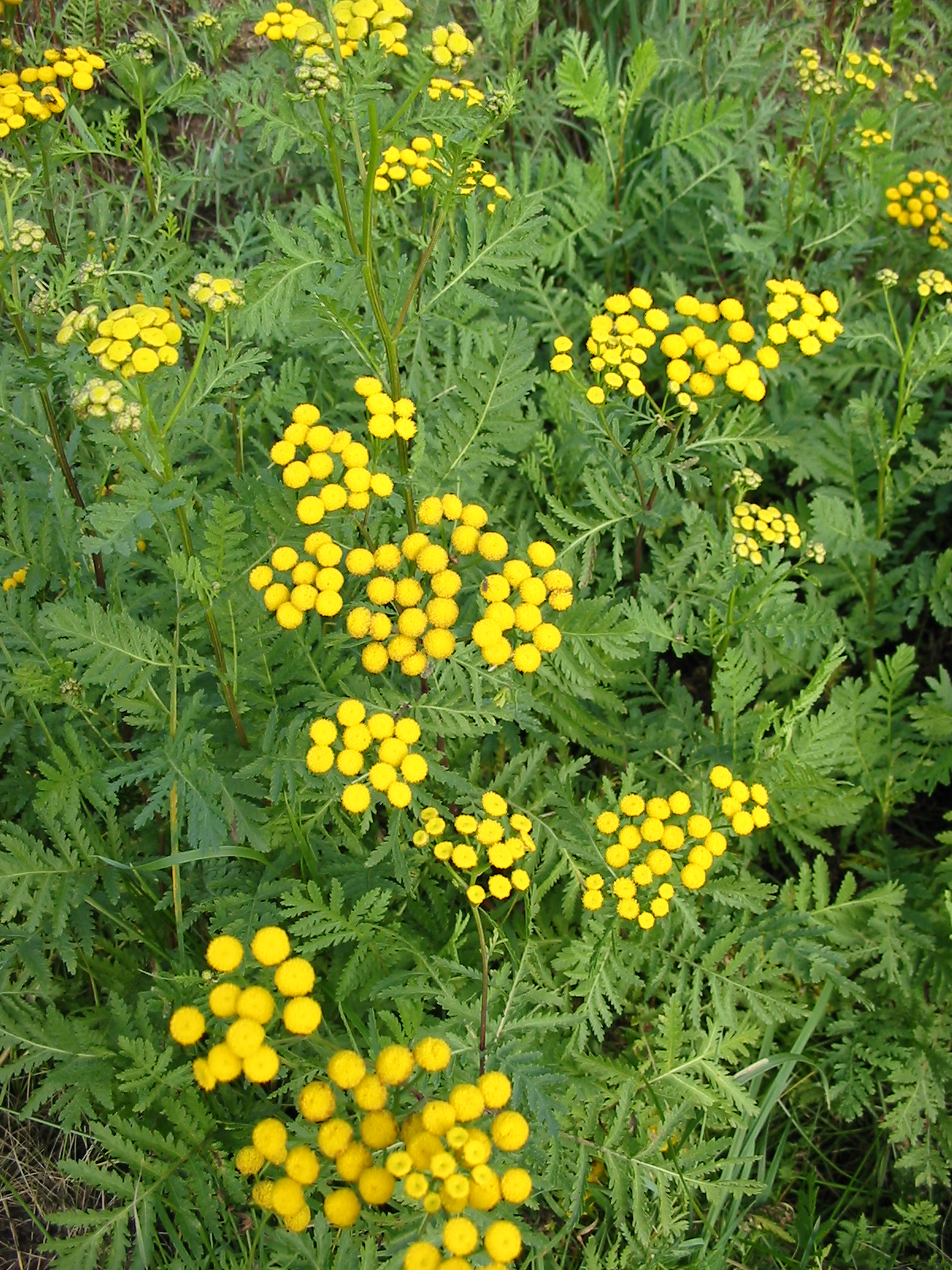
Пижмо звичайне
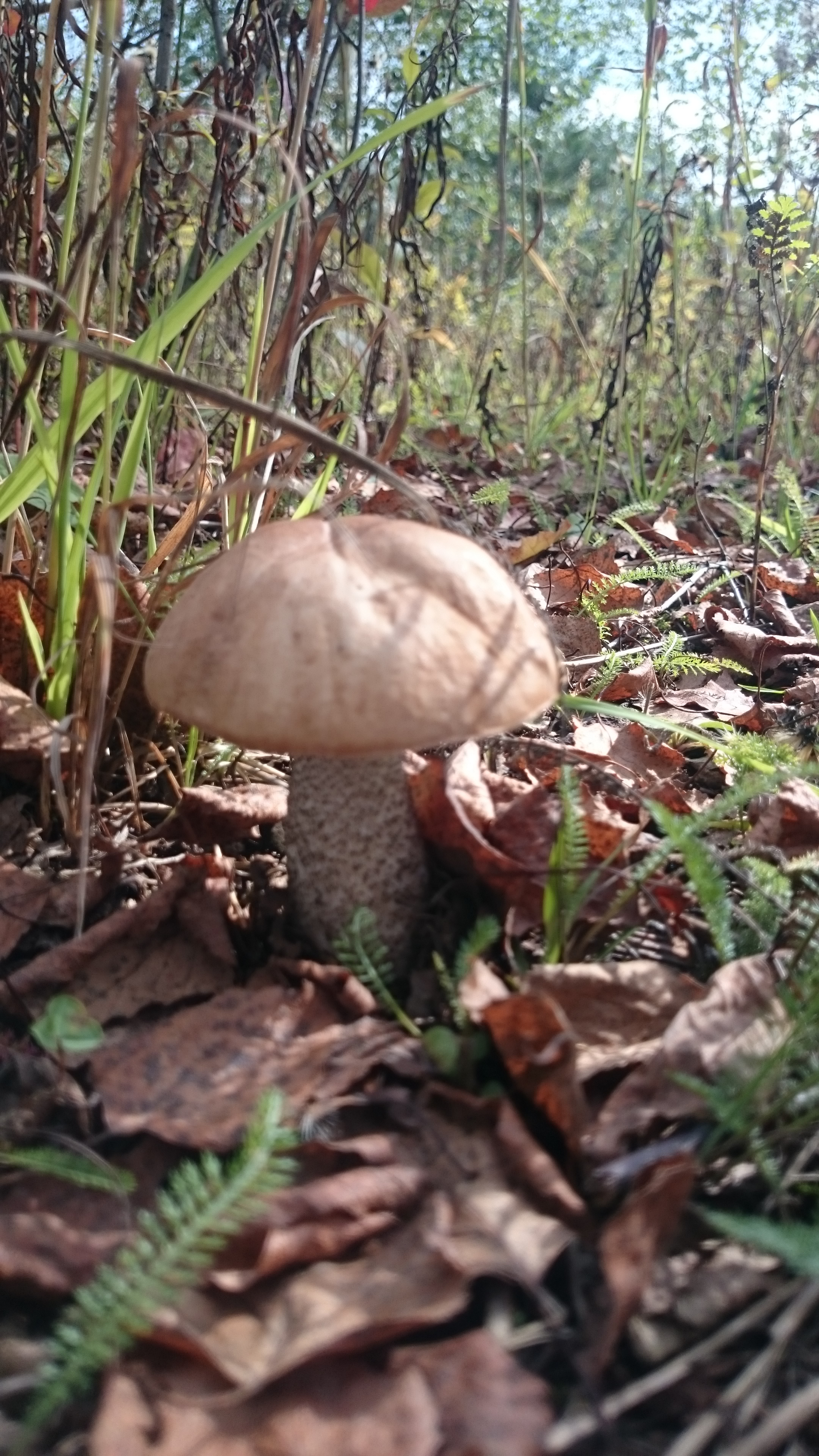
border

Збідніння флористичного різноманіття у Новгородській області значне, до 30 % видів заміщено синантропними, відзначається випадіння структурних елементів; на південь від озера Ільмень — дуже сильне, лише на 20 % площ зберігаються окремі види та структура природних угруповань. У басейні Волхова росте рідкісний червонокнижний колеантус тонкий (Coleanthus subtilis).
Земельний фонд області: ліси — 53 %, сільськогосподарські угіддя — 23 % (найбільше в Солецькому, Волотовському і Сатрорусському районах), болота, луки і чагарники — 20 %. Загальна площа лісового фонду Новгородської області становить 4077,2 тис. га. Лісистість — 64,1 %; площі рубок — 0,6 %, гарі — 0,06 %. Ліси I групи — 1023,5 тис. га, вкриті лісом — 947,0 тис. га, придатні для експлуатації — 678 тис. га. Ліси II групи — 3064,7 тис. га, вкриті лісом — 2540,2 тис. га, придатні для експлуатації — 2323,6 тис. га. Питомий приріст основних лісотвірних порід у середньому в лісах регіону перевищує 3 м³/га; питомі запаси деревини перевищують 90 м³/га (більше половини припадає на дрібнолистяні породи). Отже, Новгородська область входить до найпродуктивнішого лісового поясу Росії. Питома вага лісовідновлювальних площ не перевищує 0,35 % лісового фонду, половина з яких припадає на посіяний і посаджений ліс. Загальний стан деревостою задовільний, загибель лісів в регіоні значно менша ніж в сусідніх. Основними причинами втрат лісів слугують пожежі (горимість незначна) та несприятливі кліматичні умови (морози, посухи), що бувають відносно рідко. Уражені комахами-шкідниками площі незначні.

### Тайга
На підвищеному сході в зоні тайги ялинові ліси на вологих ґрунтах, що поділяються на типи, в залежності від мохових асоціацій: зеленомошники на суглинистих ґрунтах з найкращим деревостоєм, довгомошники на опідзолених, сфагнові ялинники на заболочених.

### Мішані ліси
У зоні мішаних лісів центральної частини Новгородської області з'являються дуб і липа, клен, в'яз, ясен, в підліску якого ростуть крушина, жимолость, ліщина, вовче лико, малина і смородина чорна, у трав'янистому ярусі — проліски, печіночниця, суниці, копитняк. У центрі та на сході області збереглися соснові ліси на пісках і супісках, що так само поділяються на типи, в залежності від мохів, як і ялинники: бори зелено-, довго- і біломошники, сфагнові. У підліску біломошників росте верес. Вторинні дрібнолистяні ліси з берези, вільхи та осини з'являються на місцях лісових пожеж, занедбаних сільськогосподарських угіддях, вітроламах. Дрібні ділянки широколистяних дібров (дуб, липа) збереглися в долинах Ловаті, Полометі, Мсти та Волхова.

### Луки
Вододільні та заплавні луки займають 10 % території області. Заплавні луки на алювіальних ґрунтах долин найбільших річок вкриті осокою і різнотрав'ям — головні сінокісні угіддя регіону. Найбільші масиви заплавних луків (55 тис. га) навколо озера Ільмень, особливо в районі Мсти. Екосистеми рівнинних лук стійкі, але їхній екологічний стан напружений. Кормові трави: червонувата і біла конюшина, мишачий горошок, чина, мітлиця, тимофіївка, лисохвіст, тонконіг, костриця червона, грястиця збірна, пахуча трава звичайна (надає неповторний аромат сінові); менш поживні: біловус, куничник, щучник, приворотень, деревій, суховершки (чорноголовка) і королиця звичайна. Суходольні луки на вододілах і згарищах менш продуктивні, швидко заростають чагарниками, використовуються більше як пасовища.

### Болотна рослинність
Болота відносяться до верхових сфагнових типу опуклих оліготрофних торф'яників поясу найбільшого торфоутворення. Сосново-чагарниково-сфагнові комплекси, потужні сфагнові торф'яники з оліготрофною рослинністю. На болотах росте береза і сосна, під пологом яких багно, мирт болотяний, верес, ягоди — чорниця, буяхи, морошка, журавлина. Верхові болота з потужним шаром торфу зі сфагну; низинні заросли вільхою, березою, сосною, травами (осока, пухівка), комишем і хвощем; перехідні — осокою і сфагнумом. Низинні болота — традиційне місце пасовищ і сінокосів.

## Тваринний світ
Територія Новгородської області лежить на межі Європейської лісової (рівнинно-європейський округ) на південному заході і Європейсько-Сибірської тайгової провінцій (західнотайговий округ) на північному сході Циркумбореальної підобласті Голарктичної зоогеографічної області.

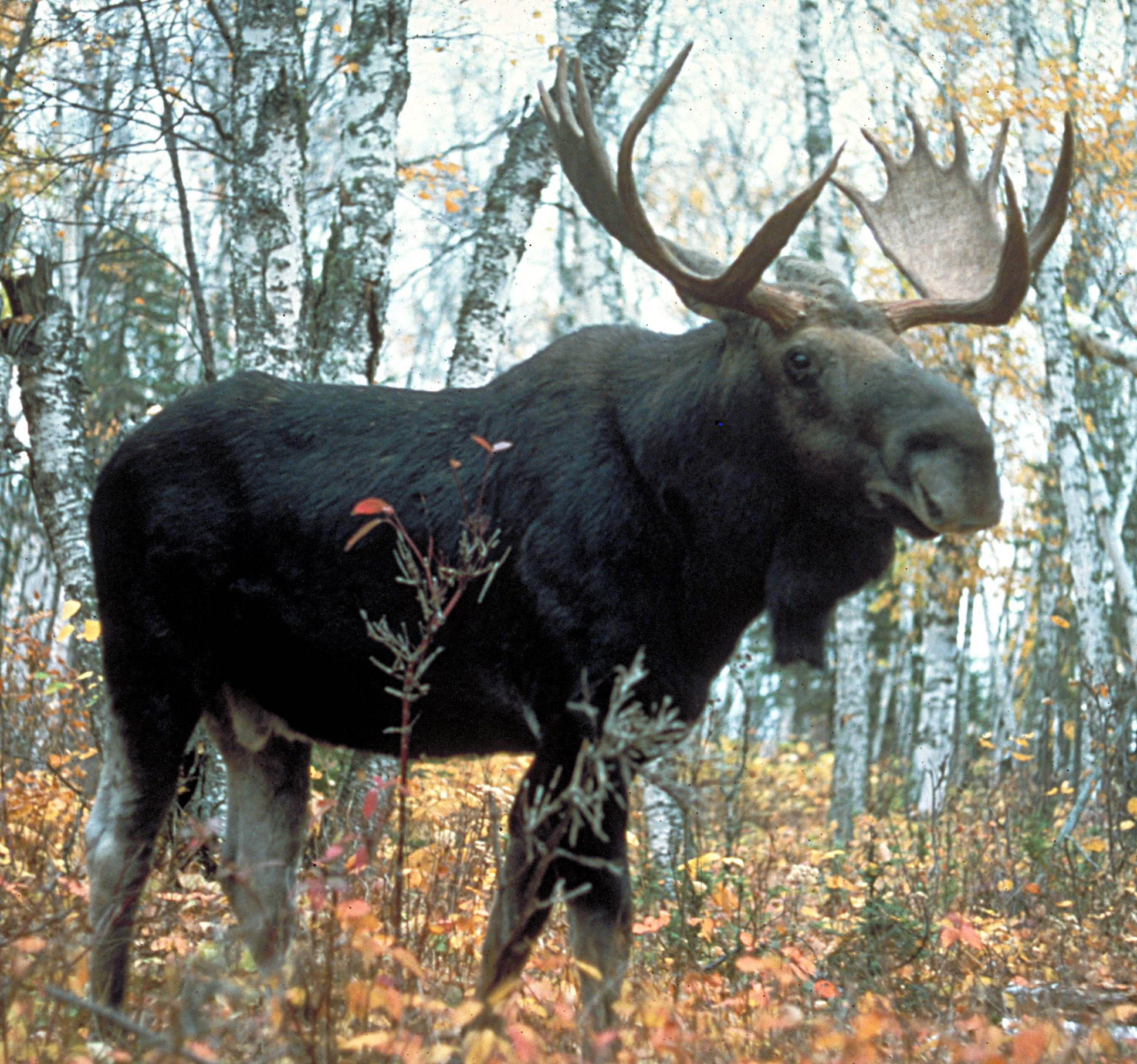
Лось
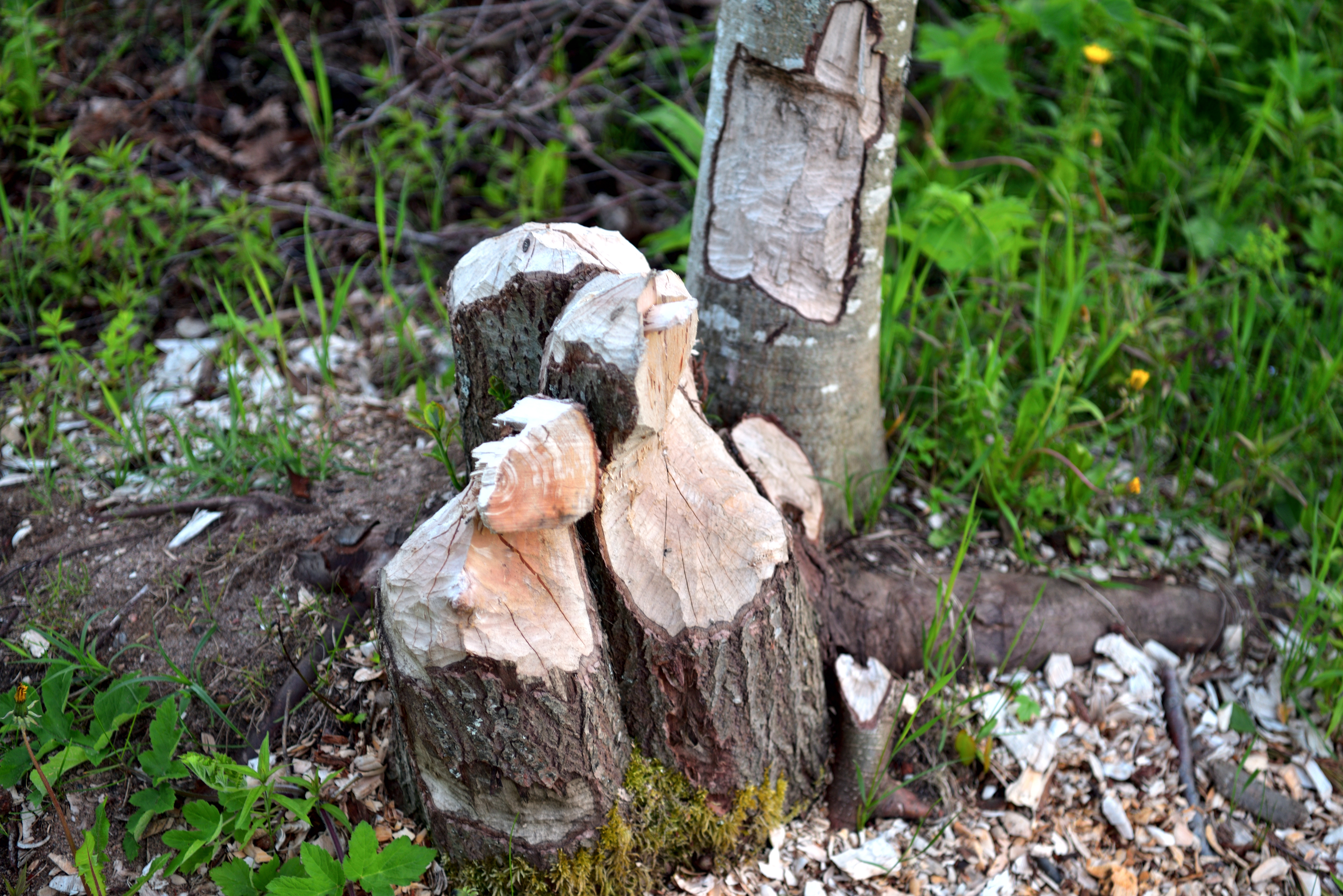
Діяльність бобрів на Валдаї
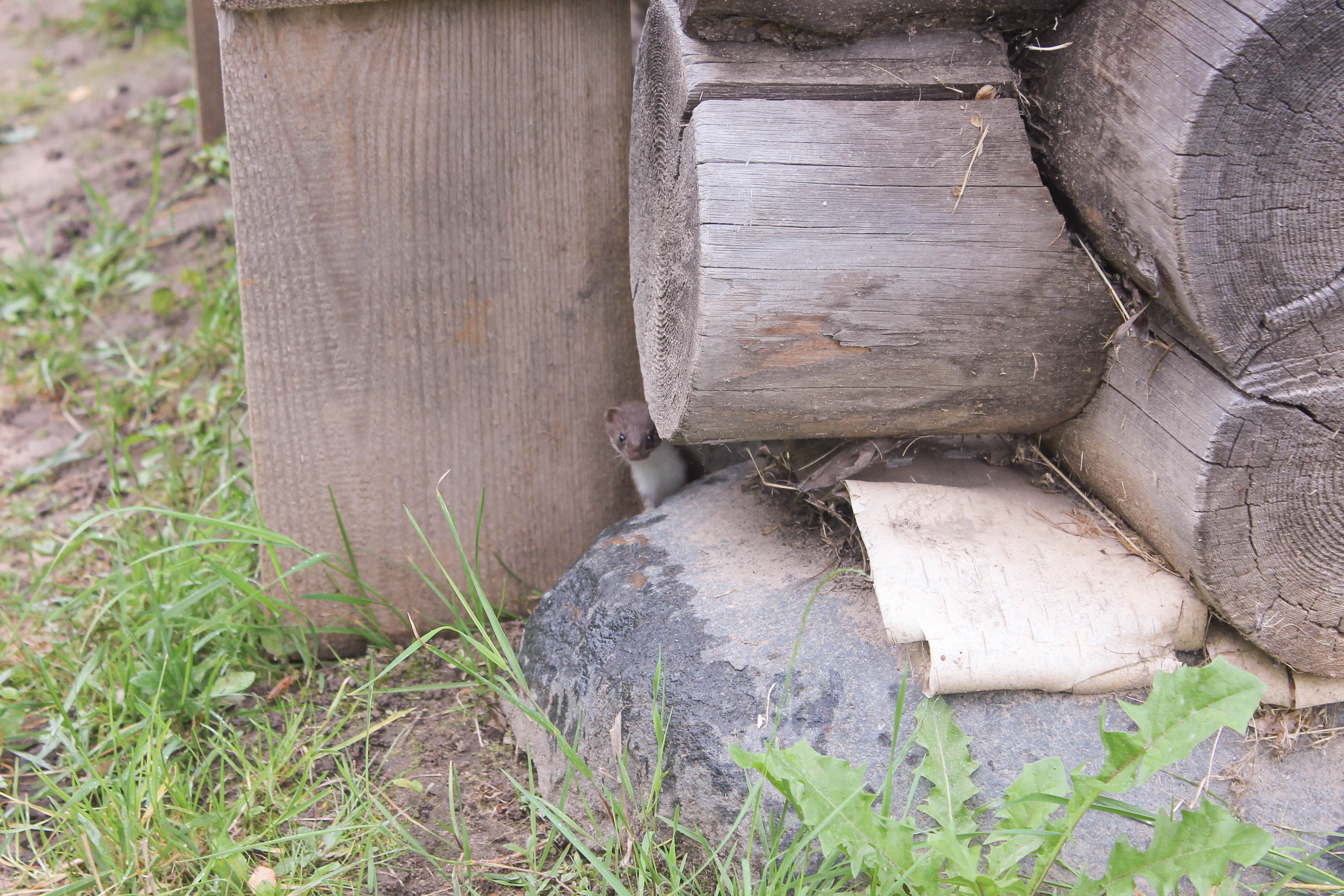
Ласиця у Вітославлицях
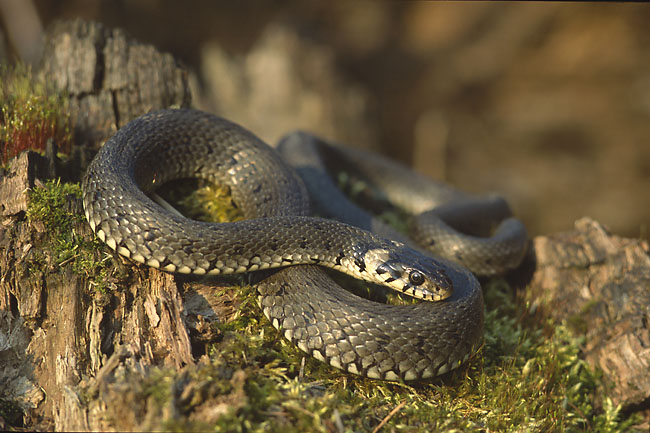
Вуж
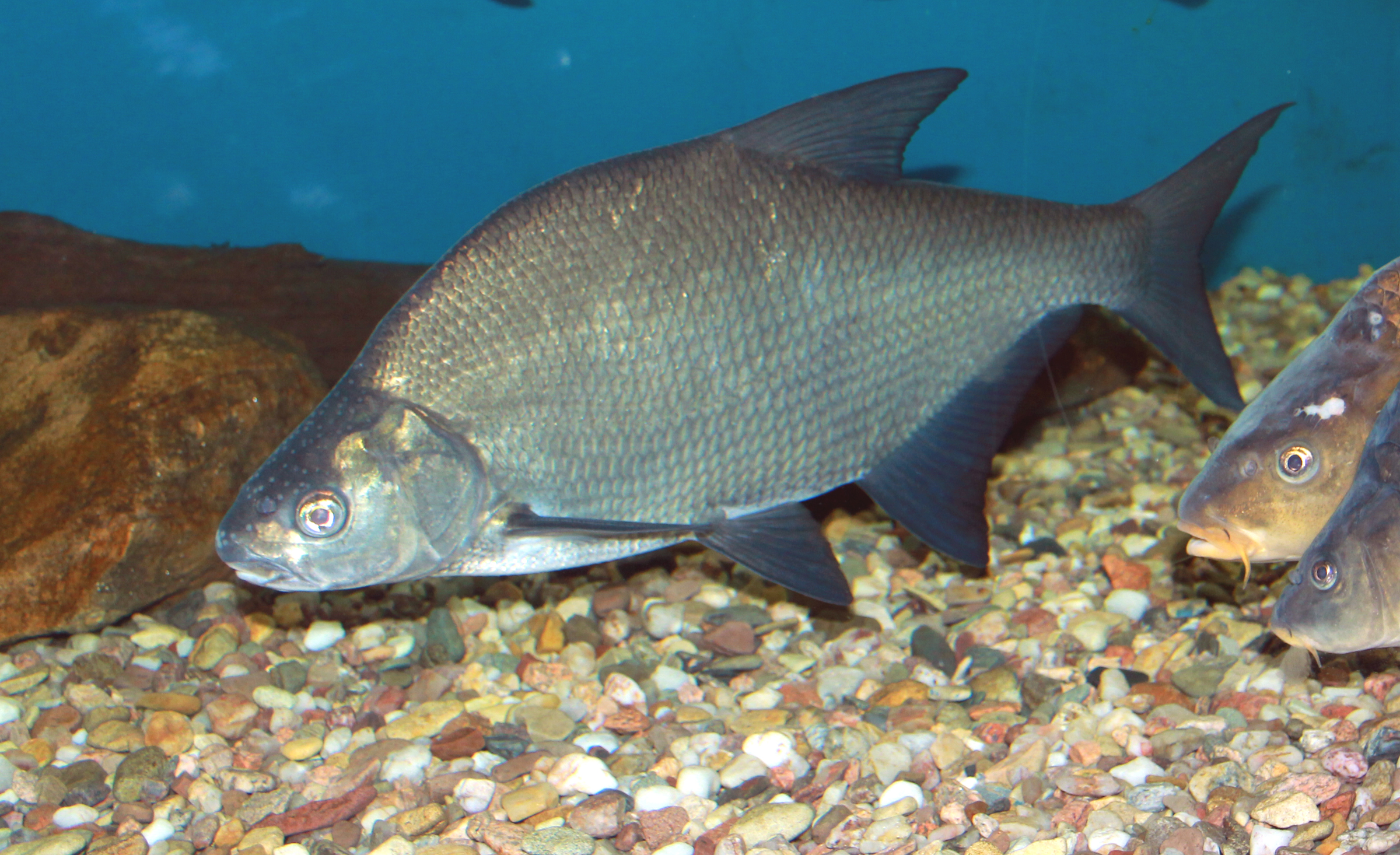
Лящ в акваріумі

Збедніння фауністичного різноманіття у Новгородській області особливо значне на півдні та в центральній частині, місцями на 50 % і більше. Внаслідок антропогенної діяльності були змінені традиційні місця проживання тварин, відбулась зміна в структурі тваринного світу у бік спрощення, заміщені окремі види-домінанти, почасти на синантропні види. На півночі області трансформації менш помітні, зміна видового різноманіття не більше 20 %.

### Теріофауна
На території області зустрічається 58 видів ссавців з 312 фауни Росії. Ліси населяють різноманітні звіри східноєвропейської лісової зони: лісову підстилку — землерийка, миша лісова, кріт; нижній ярус — їжак, тхір, заєць-біляк, горностай, рись, лисиця, косуля європейська, кабан дикий, ведмідь та лось (який майже зникав у середині XX століття в області); верхній ярус — вивірка, куниця, літяга. На відкритих просторах лук і полів мешкають заєць-русак, полівка північна, миша польова, з лісу приходять лисиця, ласиця і горностай. Водно-болотні угіддя населяють видра, ондатра (завезена до області 1949 року), норка, бобер (завезений 1952 року), хохуля. За радянських часів було створено два звіророзплідника, де розводили чорнобурих лисиць, песців, норок, єнотовидих собак заради полювання і на хутро.
За об'єктом харчування види ссавців Новгородської області поділяються на групи:
- хижі — лисиця, горностай, ласиця, тхір темний, рись, вовк;
- рибоїдні — видра;
- всеїдні — куниця лісова, борсук, кабан дикий, ведмідь;
- насінне- і комахоїдні — миша польова
- насіннеїдні — вивірка, нориця руда і червоно-сіра, миша польова і лісова, літяга, соня горішникова;
- комахоїдні — вухань звичайний (бурий), лилик двоколірний, пергач пізній, нічниця, вечірниця, нетопир лісовий, нетопир-карлик, мідиця мала (бурозубка), звичайна і рівнозуба, білозубка мала, їжак звичайний, соня садова;
- рослинноїдні — нориця щуроголова і вузькоголова, полівка темна і сіра, щур водяний, ондатра, бобер;
- травоїдні — заєць-біляк і русак, лось, косуля європейська.

За минуле тисячоліття на території області людиною були винищені тур, росомаха, соболь, бобер, лось. Останні два види були завезені й розведені наново. На початку XXI століття регулярно проводяться обліки чисельності мисливсько-промислових видів тварин, згідно із складеними кадастрам, результати яких свідчать про задовільному стані, за винятком копитних. Обсяги вилучення біоресурсів регулюються природоохоронними органами через видачу ліцензій на відстріл та протибракон'єрські рейди.
Лісомисливські угіддя Новгородської області вирізняються високим видовим різноманіттям мисливських тварин. На півдні лісо-польова високопродуктивна мозаїка мішаних лісів, сільськогосопдарських угідь та торфовищ — вивірка, лисиця, заєць, лось, орябок і тетерук. На півночі середньопродуктивна південна тайга — вивірка, заєць-біляк, куниця, тхір, лисиця, лось, орябок, місцями тетерук. Високопродуктивні на мисливську здобич сосново-дрібнолистяні ліси на межиріччях та горбистих пасмах — куниця, заєць-біляк, лисиця, вивірка, лось, глушець, орябок і тетерук.

### Орнітофауна
На території області зустрічається 227 видів птахів, з яких 186 гніздується. Серед лісових птахів помітні шишкар, дятел звичайний, підкоришник, снігур, повзик звичайний, синиця, тетерук, глушець, орябок; польових — жайворонок польовий, куріпка сіра, перепілка, лунь польовий; водоплавні — качки, гуси, лебеді; болотяні — бекас, гаршнеп, журавель, лелека білий, чайка; синантропні — грак, шпак, галка, ластівка, горобець, голуб сизий. У 2010-х роках відмічено зростання чисельності сірої куріпки, тетерука, розширення ареалу гніздування білого лелеки.
На території Новгородської області виявлено і зареєстровано Союзом охорони птахів Росії 6 важливих орнітологічних територій:
- Полістово-Ловатська болотна система (рос. Polisto-Lovatskaya mire system, RU1056[c], EU-RU056) — 169,2 тис. га[91].
- Редровський (Redrovski Nature Reserve, RU1055, EU-RU054) — 17,1 тис. га[92].
- Волховська заплава (Pereluchski Nature Reserve, RU1052, EU-RU053) — 18,2 тис. га, найбільша місцева популяція дупеля[93].
- Перелучський (Flood-plain of Volkhov river, RU1053, EU-RU052) — 6,6 тис. га[94].
- Озеро Ільмень з навколишніми землями (Lake Il'men and adjoining marshy plain, RU1051, EU-RU051) — 190,9 тис. га, одне з останніх місць гніздування в Росії балтійського чорногрудого побережника[95].
- Верхів'я річки Луга (Sources of the River Luga, RU1055, EU-RU055) — 49,9 тис. га[96][97][98].

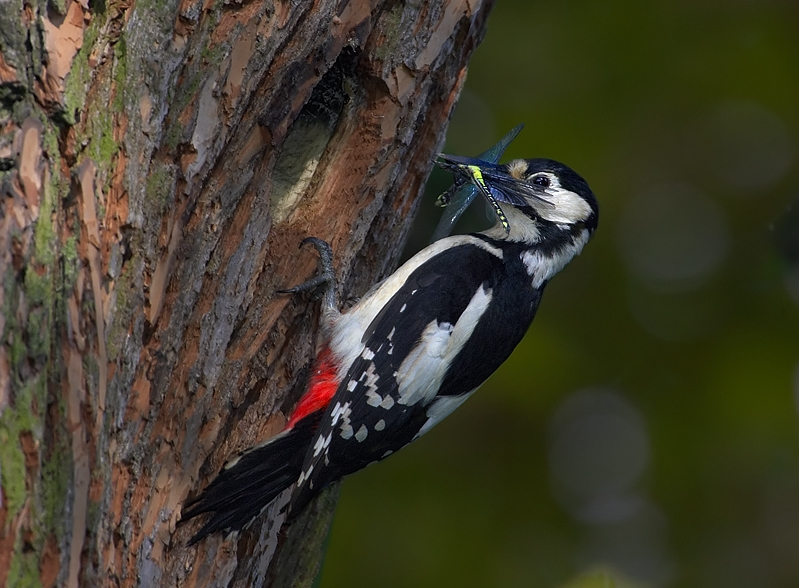
Дятел звичайний
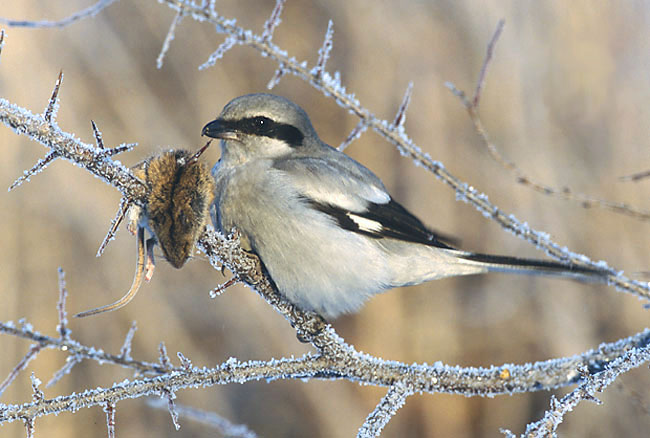
Сірий сорокопуд зі здобиччю
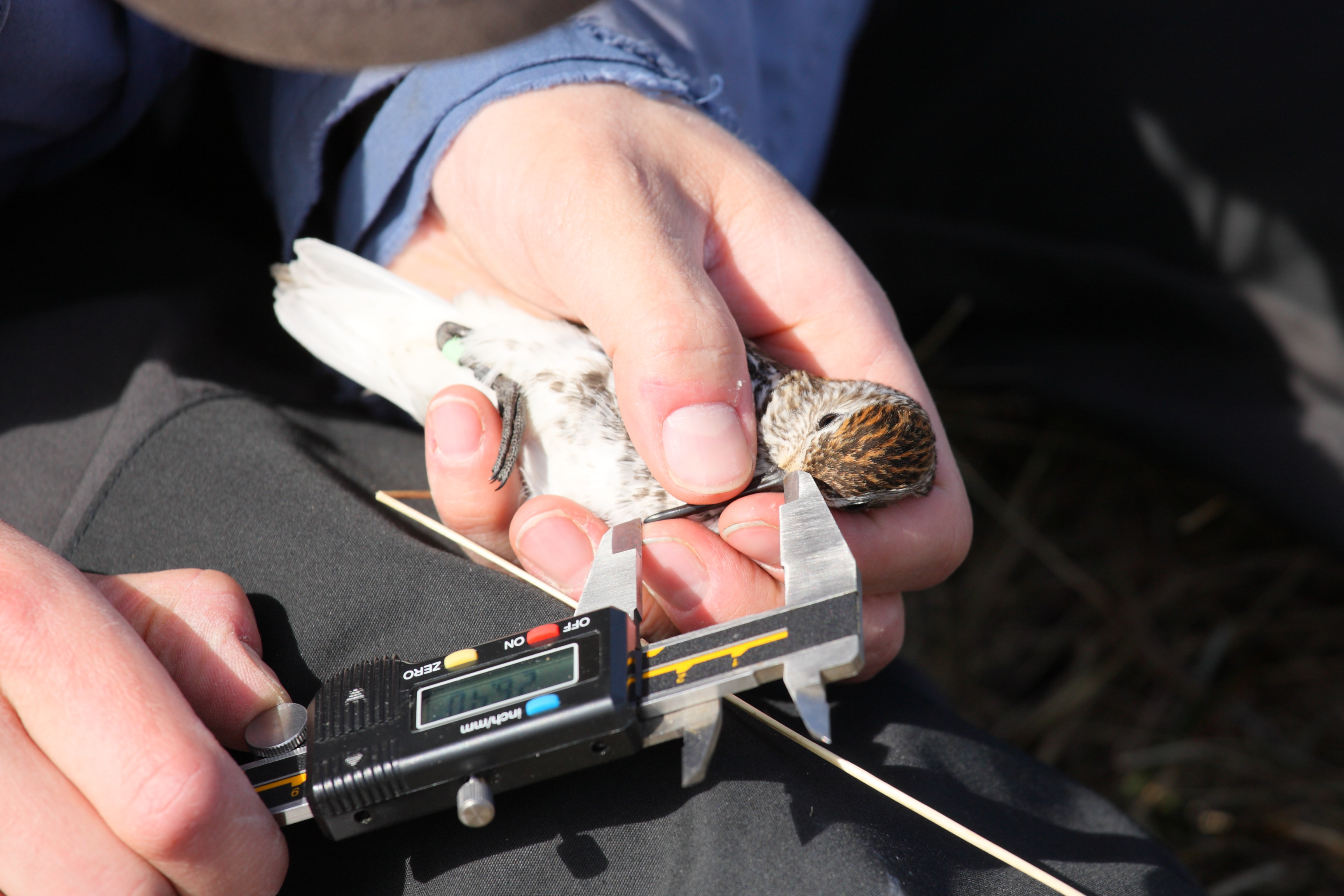
Побережник чорногрудий балтійський
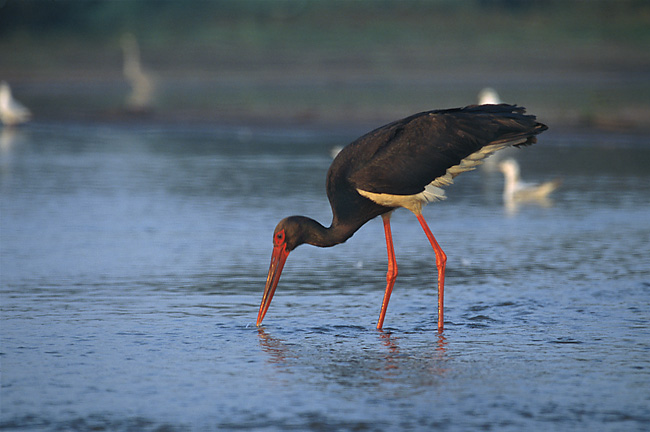
Чорний лелека
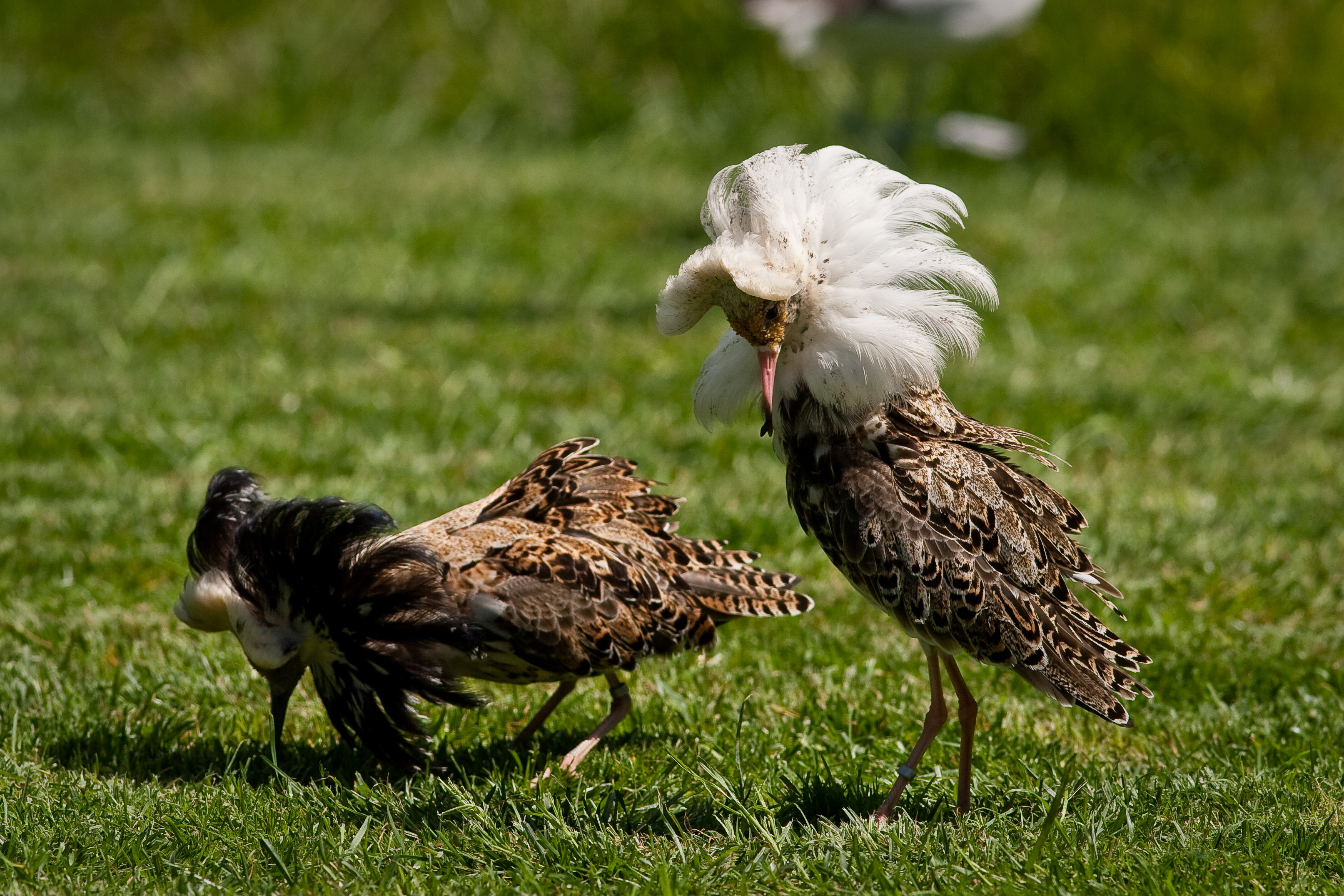
Брижачі на токуванні

Водно-болотні угіддя регіону слугують місцями гніздування для багатьох рідкісних і червонокнижних перелітних і місцевих водоплавних птахів, хижих птахів, що полюють на них, або мешкають поруч. Серед водоплавних: лелека чорний, гагара чорношия європейська (Gavia arctica arctica), лебідь білий (шипун) і малий, біла куріпка середньоруська (Lagopus lagopus rossicus), сорокопуд сірий (Lanius excubitor excubitor), бугай, крячок чорний, малий і річковий, мартин озерний, деркач, коловодник ставковий, звичайний, великий і болотяний (фіфі), баранець великий (дупель) і звичайний (бекас), крижень, свищ, грицик великий, кульон великий, плавунець круглодзьобий, чирянка мала й велика, широконіска, чернь чубата, чайка, брижач, набережник, журавель сірий, погонич звичайний, побережник чорногрудий балтійський (Calidris alpina schinzii). Серед хижих: беркут, скопа, шуліка чорний, сова бородата, підорлик великий і малий, змієїд і осоїд, орлан-білохвіст.

### Герпетофауна
З плазунів та земноводних вологі місцини лісів і водно-болотних угідь населяють вуж звичайний, гадюка звичайна (здійснюється вилов для серпентаріїв), ящірка живородна, веретільниця ламка; ропуха звичайна, жаба трав'яна, гостроморда і ставкова, тритон звичайний і гребінчастий.

### Іхтіофауна
Риби водойм заходу, центру й півночі поділяються на дві іхтіофауни:
- Балтійську Скандинавської підгрупи Скандинавсько-Північно-Східноєвропейської групи — захід, центр і північ області.
- Верхневользько-Вятську Волзької підгрупи Чорноморсько-Каспійської групи — схід та північний схід.

У річках і озерах області водиться 46 видів риб з 295, що зустрічаються на території Росії: лящ, окунь, щука, минь річковий, йорж, в'язь, білоочка (сопа), форель (на порожистих річках). В озері Ільмень водиться 26 видів риб, серед яких багато промислових, за що воно прозване «золотим дном» (озеро дає 98 % вилову риби в регіоні). Були завезені нельма, сиг, рипус, вугор прісноводний. Штучно розводили коропів для зариблення та на продаж (Нікольський рибхоз Дем'янського району). Загальний вилов риби, за виняток озера Ільмень, по області становить 30 тонн на рік, за радянських часів — більше 1000 тонн. Неконтрольований перевилов лімітуючих видів риб в 1990-х роках призвів до значного падіння продуктивності озера Ільмень. Відсутність інтенсивного промислу і риборозводних меліоративних робіт у подальші роки призвели до засмічення водойм пліткою та окунем, натомість знижуються запаси щуки, ляща, судака. Риборозводні заводи потребують докорінної реконструкції.

## Стихійні лиха та екологічні проблеми

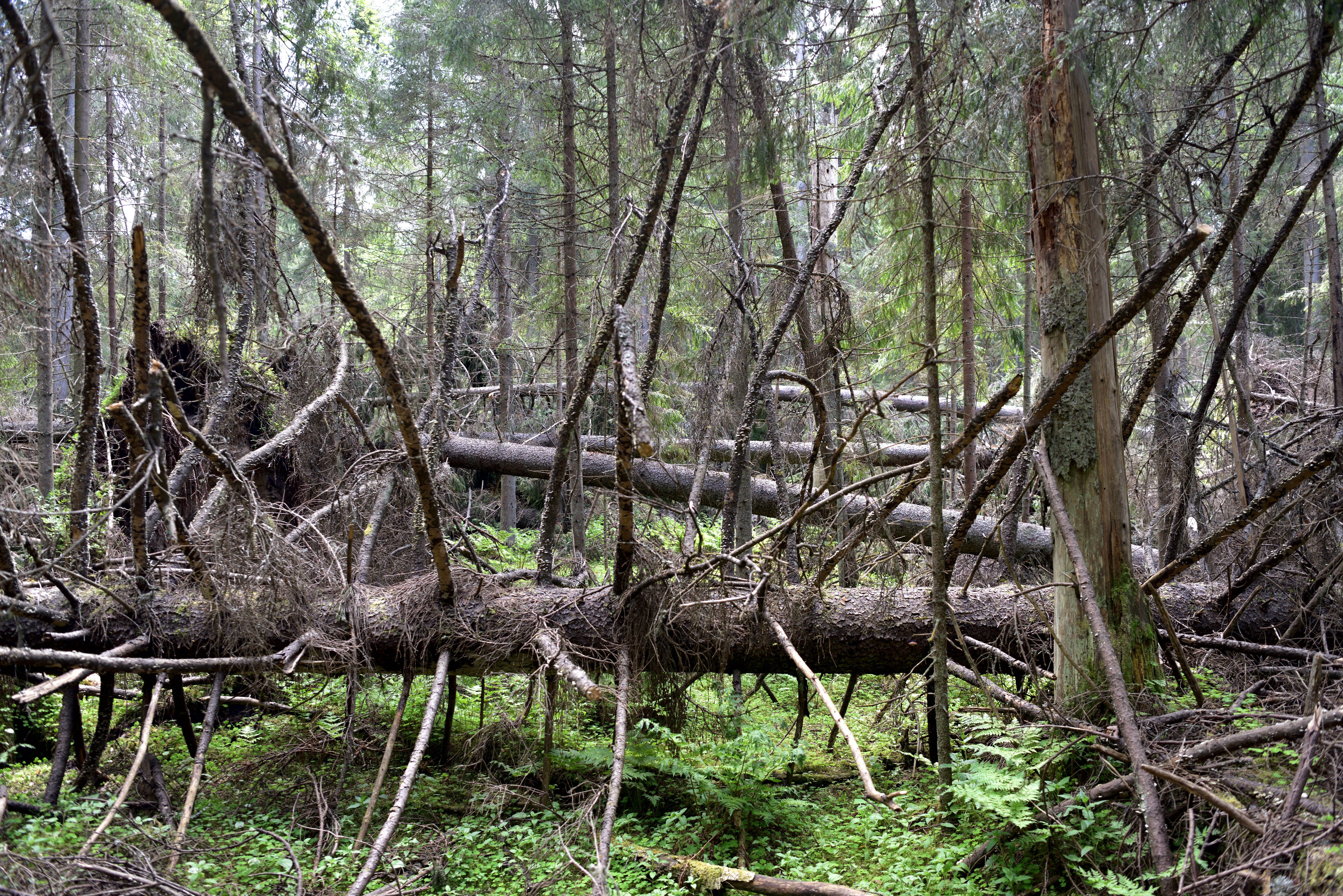
Вітровал у лісі

Серед стихійних лих, що можуть загрожувати населенню області, варто відзначити сезонні повіні, пізні весняні приморозки, шторми, випадіння граду, проходження смерчів і лісові пожежі, особливо на торф'яних болотах, що можуть спричиняти сильне задимлення і утворення смогу. Щорічна повторюваність природних надзвичайних ситуацій місцевого і локального рівней (НС-1) становить 0,5-5,0, в залежності від району; територіального рівня (НС-2) — 0,05-0,5; регіонального рівня (НС-3) — 10−3.
Тисячолітнє використання спочатку підсічно-вогневого, пізніше трипільної сівозміни (яровина, озимина, пар) землеробства значно збідніло екосистеми регіону, широколистяні дубрави та хвойно-широколистяні ліси замінились на ділянки ріллі, які, після того як були облишені, перетворювались на малопродуктивні мішані, або заболочені хвойні ліси й березняки. Ліси вирубались заради потреб солеваріння та смолотоплення, вирублені «корабельні гаї» на потребу кораблебудування замінились дрібнолистяними породами та чагарниками. За радянських часів з одного боку велось лісорозведення (сосна, модрина), боротьба зі шкідниками лісу, з іншого — велись масовані торфорозробки, на потребу сільського господарства осушувались болота, які з часом перетворювались на закинуті невдобки. Проблемою залишається браконьєрство, включно з «узаконеним» високопосадовцями на територіях заповідних урочищ. Загальна площа мисливських лісових угідь (мисливські тварини — лось, кабан, ведмідь) в регіоні становить 4802 тис. га.
За потенціалом стійкості природні територіальні комплекси області відносять до відносно стійких. Потенціал ландшафтів до самоочищення від органічних забруднень нижче середніх показників, мінеральних — вище середнього. Антропогенні порушення природних ландшафтів переважно проявляються в сільськогосподарських угіддях, рубках лісу, торфорозробках, кар'єрах видобутку будівельної сировини, хімічному забрудненні від промислових, транспортних (найбільше автомобільного, найменше водного) і комунальних підприємств, переважно обласного центру.
Середні значення атмосферних випадів сірки (S) ~500 кг/км², оксидів азоту (N) ~500 кг/км². Радіоактивне забруднення цезієм 137CS від аварії на Чернобильській АЕС в залежності від району становить 0,1-0,6 Ки/км².
Водні ресурси Новгородської області використовують понад 500 водокористувачів. Щорічне споживання свіжої води в області — 170 млн м³; водні стоки різного ступеня очищення до поверхневих водойм — 135 млн м³, 28 млн м³ скидається без очищення. У порівнянні з показниками інших регіонів вони незначні. Використання на сільськогосподарські потреби також незначне, навіть у порівнянні із сусідніми регіонами. Використовуються поверхневі прісні води, забезпеченість підземними прісними водами місцевого населення недостатнє (на одного чоловіка менше 100 л/доба); область відноситься до регіонів Росії з річним використанням підземних вод на рівні меншому за 20 млн м³. За умовами трансформації забруднюючих речовин у поверхневих водах Новгородська область відноситься до несприятливих регіонів. У більшості випадків якість води в рибогосподарських водоймах (річках і озерах) не відповідає вимогам Роспотребнагляду, перевищення допустимих концентрацій найчастіше фіксуються по залізу, марганцю, органічним речовинам, міді й нафтопродуктам. Головні забруднювачі поверхневих вод — промислові, житлово-комунальні та військові об'єкти в найбільших містах, отже найбільш забруднені водойми — озеро Ільмень та річка Волхов. У 1990-х роках відбулось аварійне забруднення нафтопродуктами річки Порусья в Старій Руссі, із перевищенням ПДК у сотні разів. Моніторинг екологічного стану водних об'єктів в регіоні здійснює Північно-західне управління Росгідромету та обласне міністерство природних ресурсів.
Моніторинг стану ґрунтів в регіоні здійснює Державна система спостережень за станом навколишнього середовища і агроекологічний моніторинг на базі станцій Росгідромету та реперних ділянок на сільгоспугіддях. Вміст важких металів у ґрунтах регіону: кадмій <0,15 мг/кг, свинець <10 мг/кг. Пестициди в ґрунтах перерозподіляються з частковим виносом за межі кореневого шару, природні можливості детоксикації ґрунтів обмежені. Здатність місцевих ґрунтів до самоочищення від забруднення нафтопродуктами висока, через механічне розсіювання й фізико-хімічну та біологічну деградацію.
У лісовому господарстві гостра проблема недорубок (>10 м3/га) і залишеної деревини (>3 м3/га) на місці рубок.

## Охорона природи
Станом на 2020 рік на території області налічувалось 129 природних територій під особливою охороною загальною площею 397 тис. гектарів (7,3 % від загальної площі області). Серед об'єктів природно-заповідного фонду 3 федерального значення — державний природний заповідник «Рдейський», національний парк «Валдайський» і пам'ятка природи «Гай академіка Н. І. Железнова»; 127 об'єктів регіонального значення, серед яких 13 державних природних заказників (3 біологічних, 10 комплексних) і 112 пам'яток природи; 1 ландшафтна пам'ятка природи місцевого значення «Олеговий гай» у Малій Вішері. Усі охоронювані території регіонального значення перебувають у віданні Міністерства природних ресурсів, лісового господарства та екології Новгородської області. Місцями туристичного тяжіння є Боровицькі пороги на Мсті та неподалік від них дендропарк на березі річки в селі Опеченський Посад.
Природні заказники: «Болото Бор» в Чудовскому районі; «Болото Должинське» у Волотовському районі; «Усть-Волмський» в Крестецькому районі; «Східноільменський» на території Новгородського, Крестецького і Парфінського районів; «Ігоревські мохи» на кордоні Мошенського і Хвойнинського районів; «Карстові озера» на території Боровицького, Любитинського і Хвойнинського районів; «Перелуцький» на кордоні Боровицького і Мошенського районів; «Рдейський» на кордоні Поддорського і Холмського районів; «Редровський» на кордоні Пестовського і Мошенського районів; «Спаські мохи» на кордоні Любитинського і Маловішерського районів; «Валдайський» у Валдайському районі; «Новгородський» у Новгородському районі; «Солецький» в Солецькому районі.
Розподіл пам'яток природи за типологією: комплексні (ландшафтні) — 65, геологічні — 18, гідрологічні — 32, ботанічні — 12, зоологічні — 4, дендрологічні парки — 1, парки-пам'ятки садово-паркового мистецтва — 9 (ряд пам'яток одночасно зараховані до різних типів). Розподіл пам'яток природи за адміністративними районами: Батецький — 3, Боровицький — 21, Валдайський — 1, Волотовський — 1, Дем'янський — 2, Крестецький — 8, Любитинський — 5, Маловішерський — 6, Марьовський — 6, Мошенський — 1, Новгородський — 10, Окуловський — 22 (найбільша кількість), Парфінський — жодної, Пестовський — 2, Поддорський — 1, Солецький — 8, Старорусський — 7, Хвойнинський — 4, Холмський — 1, Чудовський — 2, Шимський — 4.

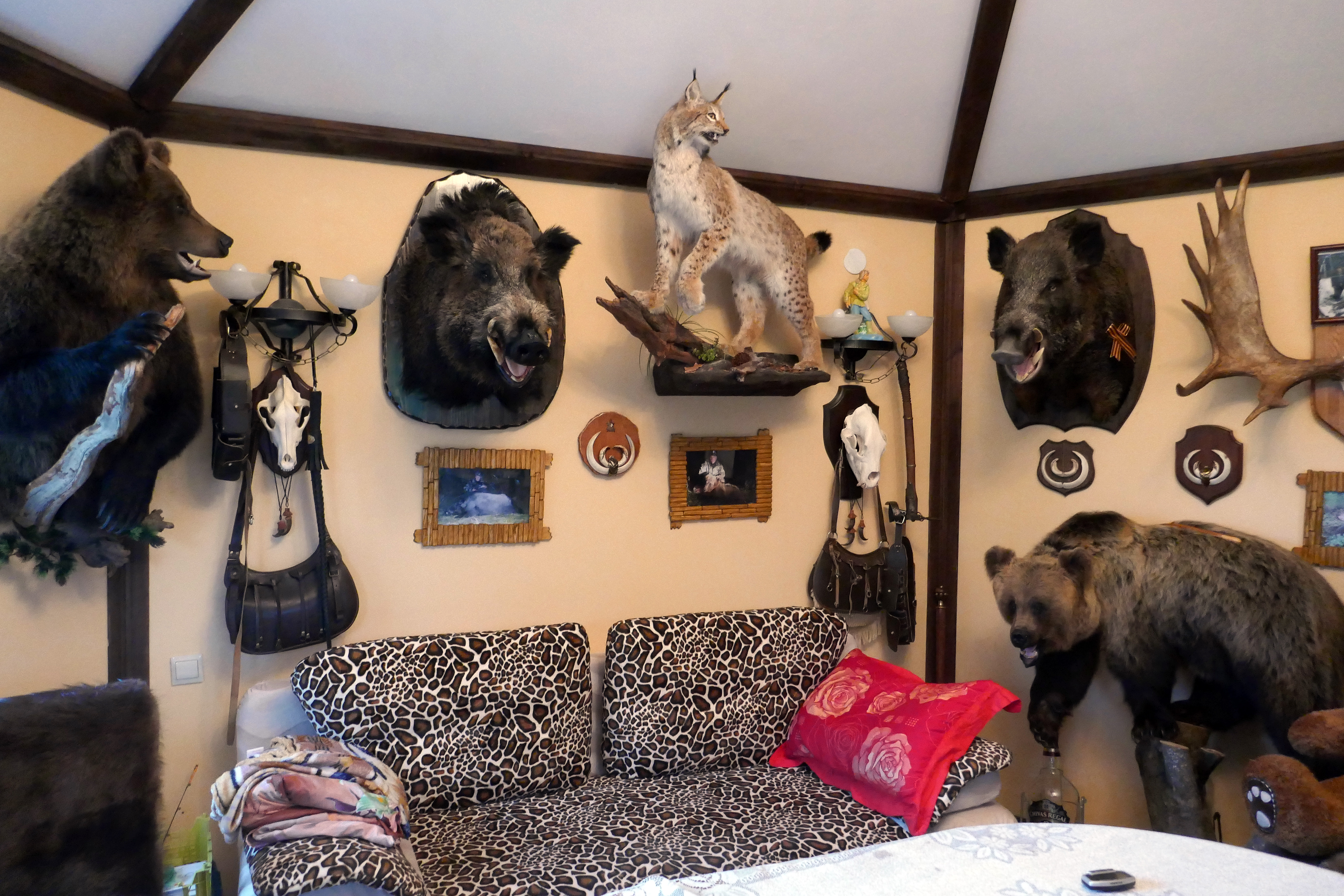
Приватна колекція опудал тварин Новгородської області в мисливському будиночку
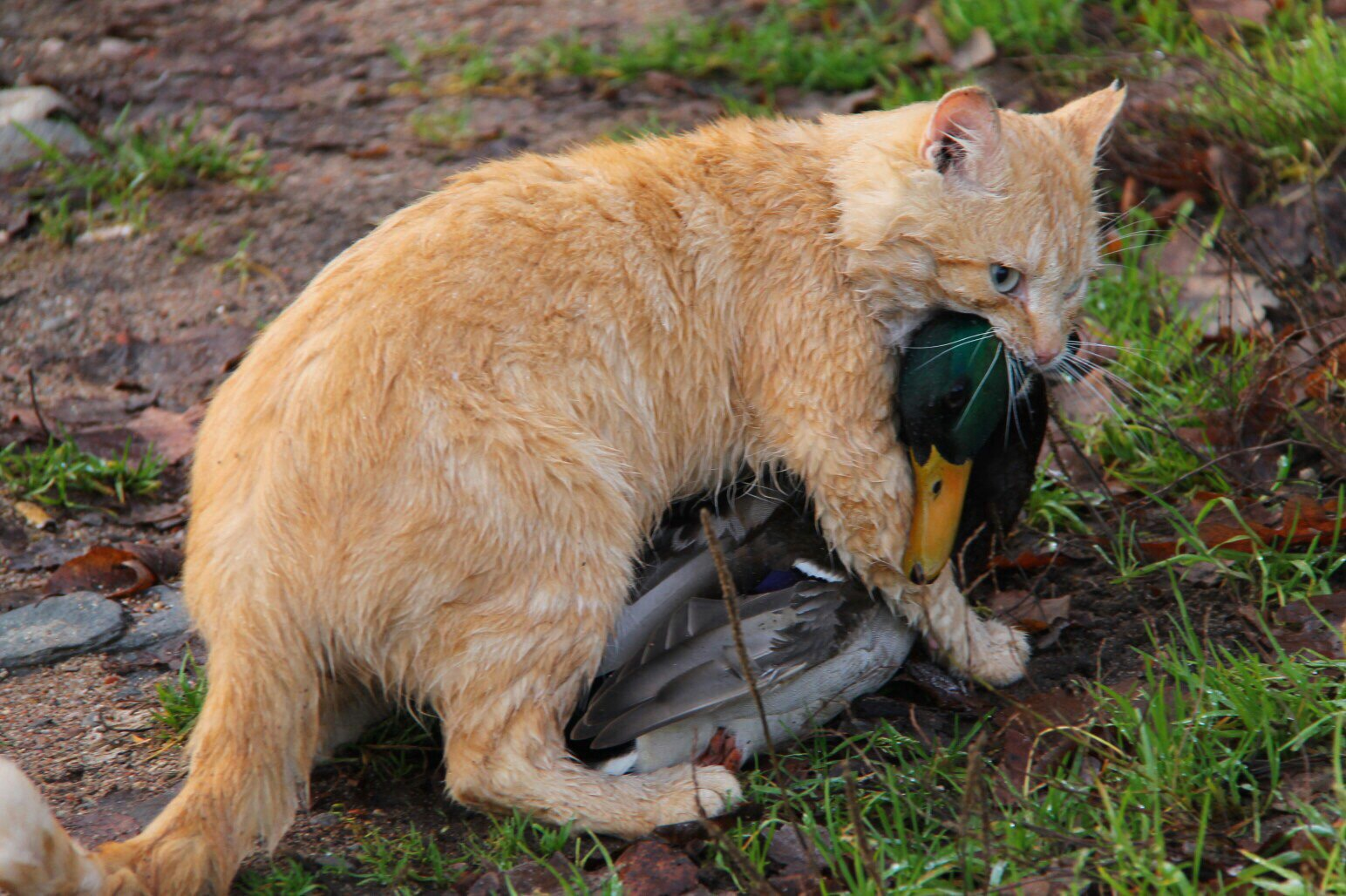
Діяльність свійських хижаків
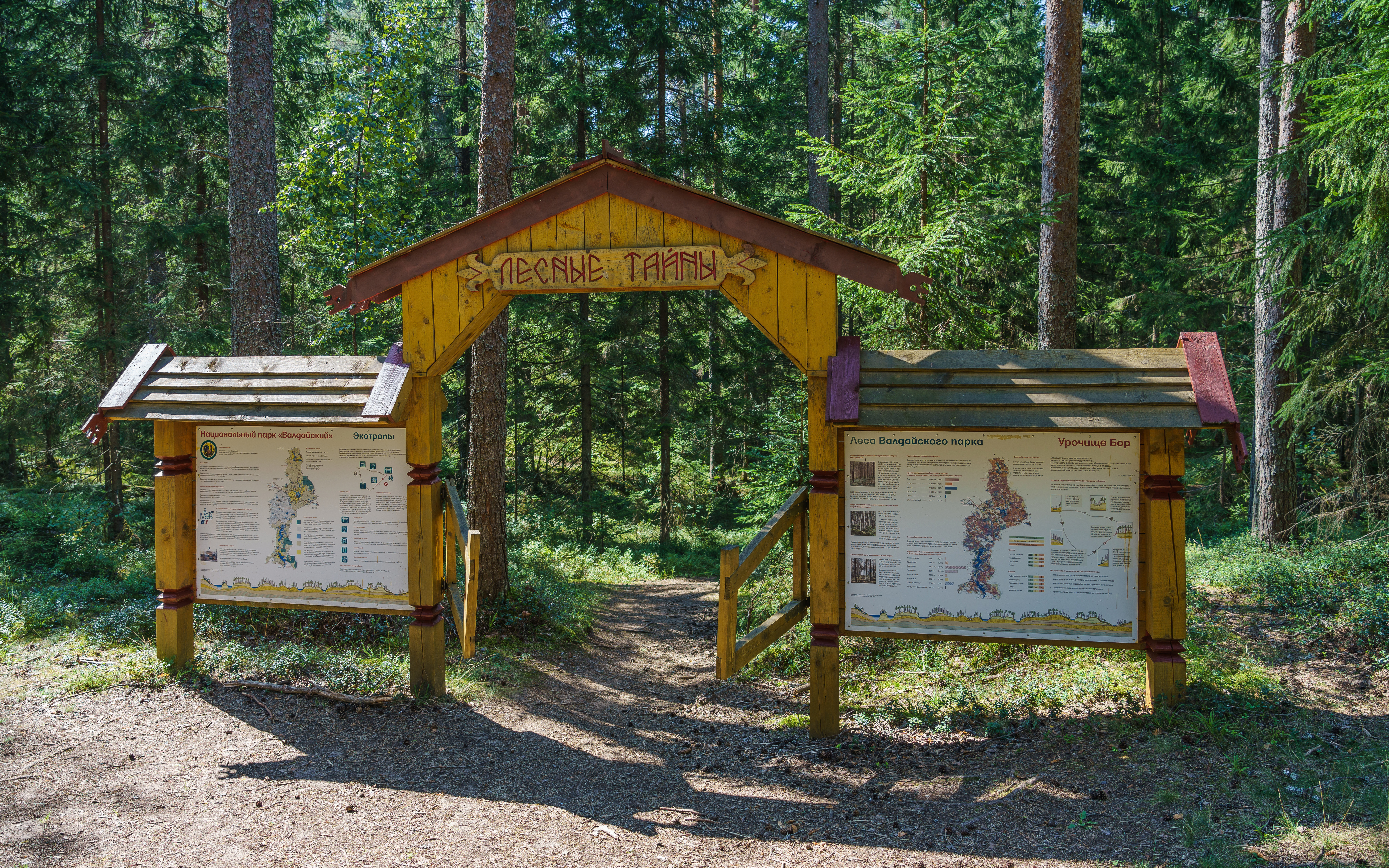
Екотропа у Валдайському нацпарку
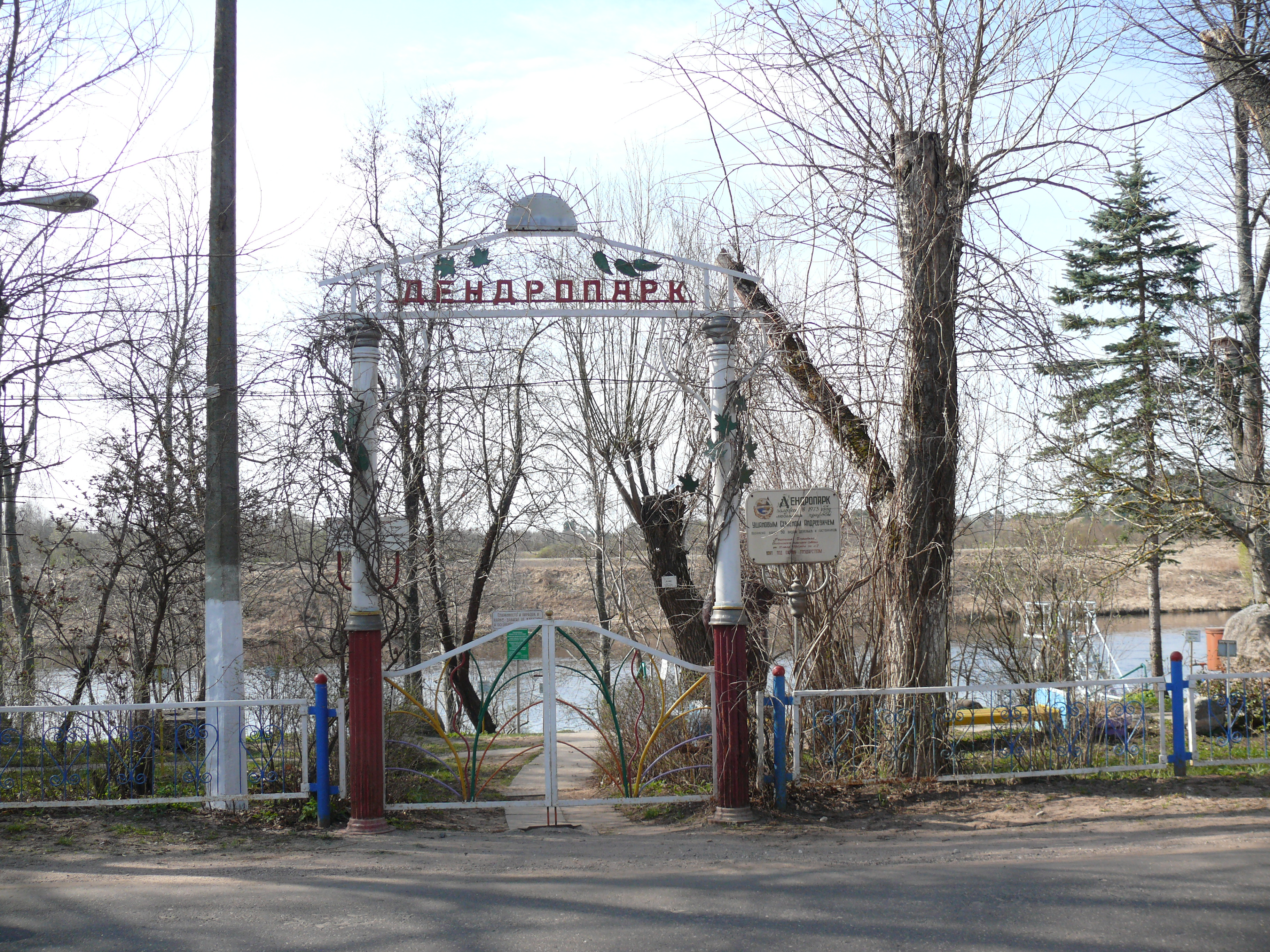
Дендропарк Опеченського Посаду
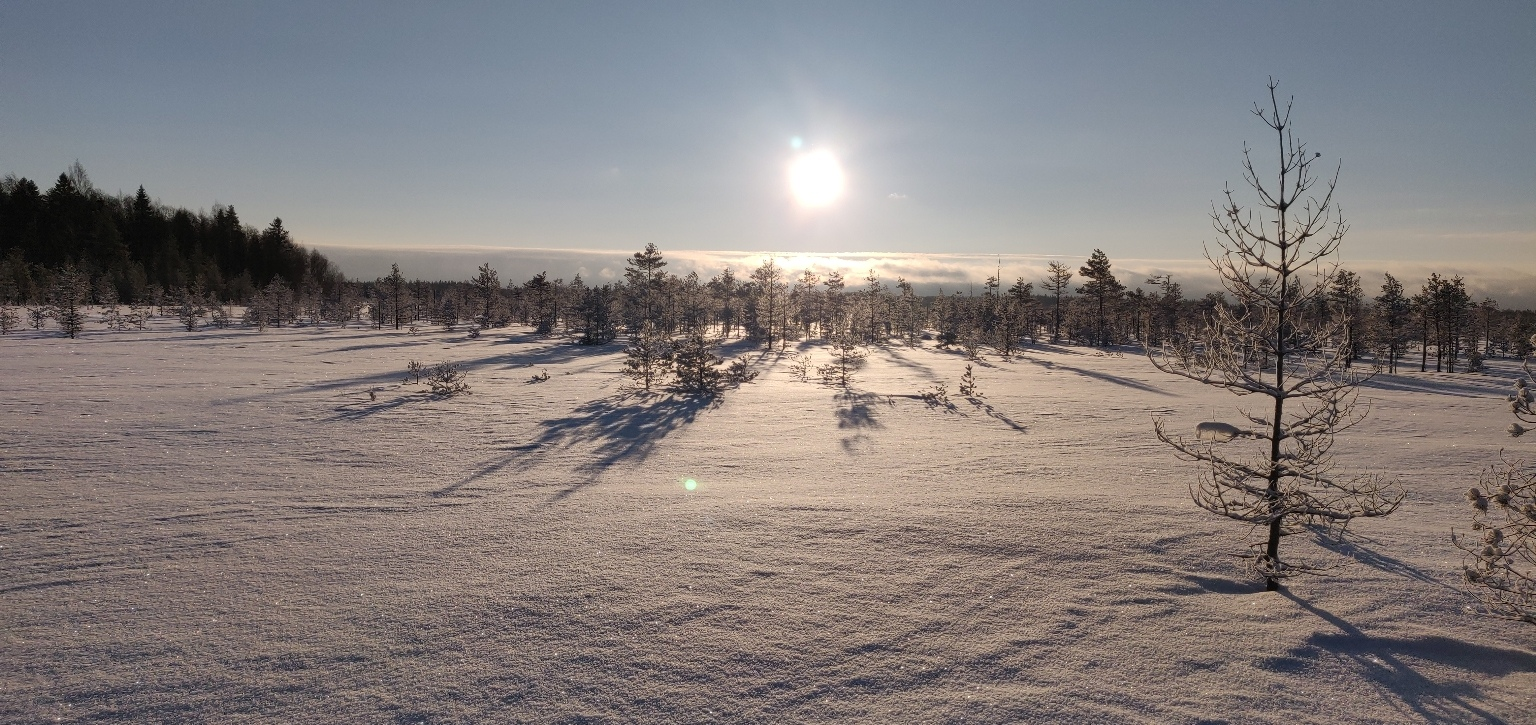
Редровський заказник взимку

Від 1977 року в регіоні видається Червона книга Новгородської області — офіційний документ, що містить звід відомостей про стан, поширення та заходи охорони рідкісних видів (підвидів) диких тварин і дикорослих рослин, грибів на території області. До видання 2015 року було включено 408 видів: 122 — судинних рослин (плауновидних — 3, хвощевидних — 1, папоротевидних — 7, квіткових — 111), 47 — мохоподібних, 22 — водоростей (діатомових — 2, зелених — 1, стрептофітових — 6, харових — 5, червоних — 1; синьо-зелених — 7), 29 — лишайників, 71 — грибів (сумчастих — 6, базидіомицетів — 65); 2 — молюсків, 44 — членистоногих (ракоподібних — 1, комах — 43) і 71 — хребетних (круглоротих — 2, риб — 5, земноводних — 3, плазунів — 3, птахів — 47, ссавців — 11). 49 видів з регіональної Червоної книги занесені до Червоної книги Російської Федерації, 10 — до Червоного списку МСОП, 25 — підпадають під дію Конвенції CITES.
Основні потенційні напрямки проведення природоохоронних заходів:
- Обмеження промислових рубок у лісах до розмірів відтворення. Проведення комплексних рубок догляду.
- Протипожежні заходи в лісах (оборювання, прибирання сухостою, технічні просіки).
- Заходи у лісових господарствах проти комах-шкідників та хвороб дерев.
- Лісовідновлення, поєднання природного відновлення і штучних насаджень.
- Дотримання норм полювання і збору ягід, грибів, березового соку.
- Проведення меліорації ґрунтів (протиерозійні заходи, гіпсування закислених ґрунтів).
- Регулювання випасу худоби і сінокосіння на луках і лісових галявинах.
- Дотримання агротехніки на сільськогосподарських угіддях.
- Дотримання норм використання пестицидів, зведення їхнього використання до мінімуму.

## Фізико-географічне районування
У фізико-географічному відношенні Новгородська область лежить в межах лісової області рівнинної Східноєвропейської рівнинної фізико-географічної країни.
Екологічний потенціал ландшафтів за індексом біологічної ефективності клімату Іванова, інтегральним показником тепло- і вологозабезпечення, на півдні — відносно сприятливий з недостатнім теплозабезпеченням (18-20), на півночі — відносно сприятливий з пониженим теплозабезпеченням і надмірним зволоженням (16-18).

### Атласи і карти
- Атлас світу / голов. ред. І. С. Руденко ; зав. ред. В. В. Радченко ; відп. ред. О. В. Вакуленко. — К. : ДНВП «Картографія», 2005. — 336 с. — ISBN 9666315467.
- (рос.) (рос.) Физико-географический атлас мира / под ред. акад. И. П. Герасимова. — М. : Академия наук СССР и ГУГГК ГГК СССР, 1964. — 298 с. — 20 тис. прим.
- (рос.) Атлас Новгородской области / ред. коллегия: Шведчиков Б. Н., Селиверстов Ю. П., Дуров А. Г. и др.; ст. ред. Тимофеева Н.И. — М. : Главное управление геодезии и картографии при Совете Министров СССР, 1982.
- (рос.) Национальный атлас России : [в 4-х т.] / Глав. ред. тома В. М. Котляков. — М. : Роскартография, 2005. — Т. 2 : Природа. Экология. — 496 с. — 3000 прим. — ISBN 5-8427-0004-2.
- (рос.) Национальный атлас России : [в 4-х т.] / Глав. ред. тома В. С. Тикунов. — М. : Роскартография, 2008. — Т. 3 : Население. Экономика. — 496 с. — 3000 прим. — ISBN 5-85120-216-5.
- (рос.) Новгородская область: Атлас / Министерство экономического развития Российской Федерации. Федеральное агентство геодезии и картографии (Роскартография). — Великий Новгород : Новгородское аэрогеодезическое предприятие, 2008. — 144 с. — (Регионы России). — 200 екз.